# Релігія в Африці

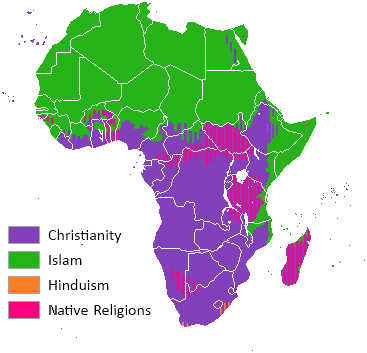
Карта поширення основних релігій на африканському континенті

Історія релігійного життя в Африці тісно переплітається з історичними долями народів, які населяють його, вона несе на собі відбиток тих процесів, які відбувалися і продовжують відбуватися в соціальній і політичній історії континенту. З одного боку, тут, як і раніше широко поширені традиційні вірування корінних народів — так звані автохтонні культи, які склалися у споконвічних жителів до вторгнення арабів і європейців; з іншого — не залишилися без наслідків процеси інтенсивної християнізації і ісламізації континенту, в результаті яких набуло також широкі масштаби поширення в Африці світових релігій. У християнських чи ісламських громадах релігійні вірування також іноді характеризуються синкретизмом з віруваннями та практиками традиційних релігій[⇨]. Іслам сунітського штибу набув значного поширення на півночі та північному-сході, сильні його позиції і в західно- та центральноафриканських країнах Сахелю і Судану[⇨]. Християнство найбільше поширено на південь від Сахари, в Тропічній Африці. Найчисельнішою є громада вірян римо-католицької церкви[⇨], другою — вірян різних протестантських[⇨] і синкретичних церков[⇨], найменш чисельними є громади православних і монофіситів на сході континенту[⇨]. Третя аврамічна гілка, юдаїзм, історично широко представлений впродовж останніх 2 тисячоліть на півночі та північному-сході, зазнав колапсу після створення незалежної держави Ізраїль після Другої світової війни і масової репатріації євреїв, або ж їхнього переселення до країн Америки, Європи і Австралії[⇨]. Крім основних світових релігій, в Африці практикуються інші, індуїзм[⇨], сикхізм, джайнізм і зороастризм (парси) на сході й півдні (переважно серед вихідців з Індії та Ірану), буддизм[⇨] і конфуціанство на Мадагаскарі та Маскаренських островах (серед вихідців з Китаю та Південно-Східної Азії), растафаріанство. Піднесення гуманістичної думки, політичні соціалістичні ідеї панафриканізму та зростання загальної освіченості після краху колоніальної системи та становлення молодих незалежних держав значно підвищило частку нерелігійних людей, особливо в найбільш економічно розвинених країнах[⇨].

## Традиційні вірування
До місцевих традиційних релігій відносять вірування та культи, що зародились і розвивались серед місцевих африканських народів в процесі їхнього історичного розвитку до появи християнських та мусульманських місіонерів. Найбільше автохтонні вірування збереглися в Тропічній Африці, на острові Мадагаскар. У XIX столітті вважалось що всі місцеві культи складають єдину панафриканську систему вірувань, що було розвінчано подальшими більш ґрунтовними дослідженнями. Релігійні уявлення африканців поділяють на родоплемінні (невеликих племен і етносів) та класичні (державних утворень доколоніального періоду). Основними компонентами релігійних уявлень африканців є:
- культ предків (вірування в силу померлих представників роду здійснювати добрий або злий вплив на життя живих);
- фетишизм (вшанування окремих природних об'єктів, часто штучних предметів культу);
- анімізм (віра в наявність душі у неживих предметів і природних явищ);
- магія (чаклунство, вірування вуду);
- мана (безосібна надприродна сила)[6].

Для ранньодержавницьких утворень йоруба, акан, луба, конго, зулусів характерним є наявність розгалуженої політеїстичної системи, цілих пантеонів богів. Значне місце в традиційних віруваннях займають численні ритуали, церемонії, обряди, що позначають окремі етапи життя людини: надання імені, ініціація, шлюб, поховання. Також обряди супроводжують різноманітні процеси в господарській діяльності людей. Для багатьох африканських вірувань є спільне уявлення про Бога-творця (деміурга), який створив увесь Всесвіт (наприклад, Олодумаре у віруваннях йоруба), після чого «відійшов від справ відпочити» і перестав брати участь в земних справах. Присутні міфи про те, що син верховного божества жив серед людей, але після того, як вони заподіяли йому якесь зло, він вознісся на небеса. Спільною рисою африканських традиційних релігій є майже цілковита відсутність віри про рай, пекло і чистилище, як місць призначених для потойбічного життя померлим у винагороду за земні справи. Хоч вірування у потойбічне життя достатньо поширені. Серед африканців традиційно відсутні матеріальні носії божественного начала, писемних або усних святих писань і одкровень, отже і пророків, що їх передаютть іншим людям. Існують релігії (бвіті, бієрі), засновані на ритуальному прийомі психоактивних рослин.
Серед народів Гвінейського узбережжя, особливо Верхньої Гвінеї, поширені таємні союзи та товариства на релігійному підґрунті:
- Бенін — йеве, зангбето;
- Конго — ндембо;
- Ліберія, Сьєрра-Леоне — поро (чоловічий), санде (жіночий);
- Нігерія — огбоні, геледе, егунгун, оро[6].

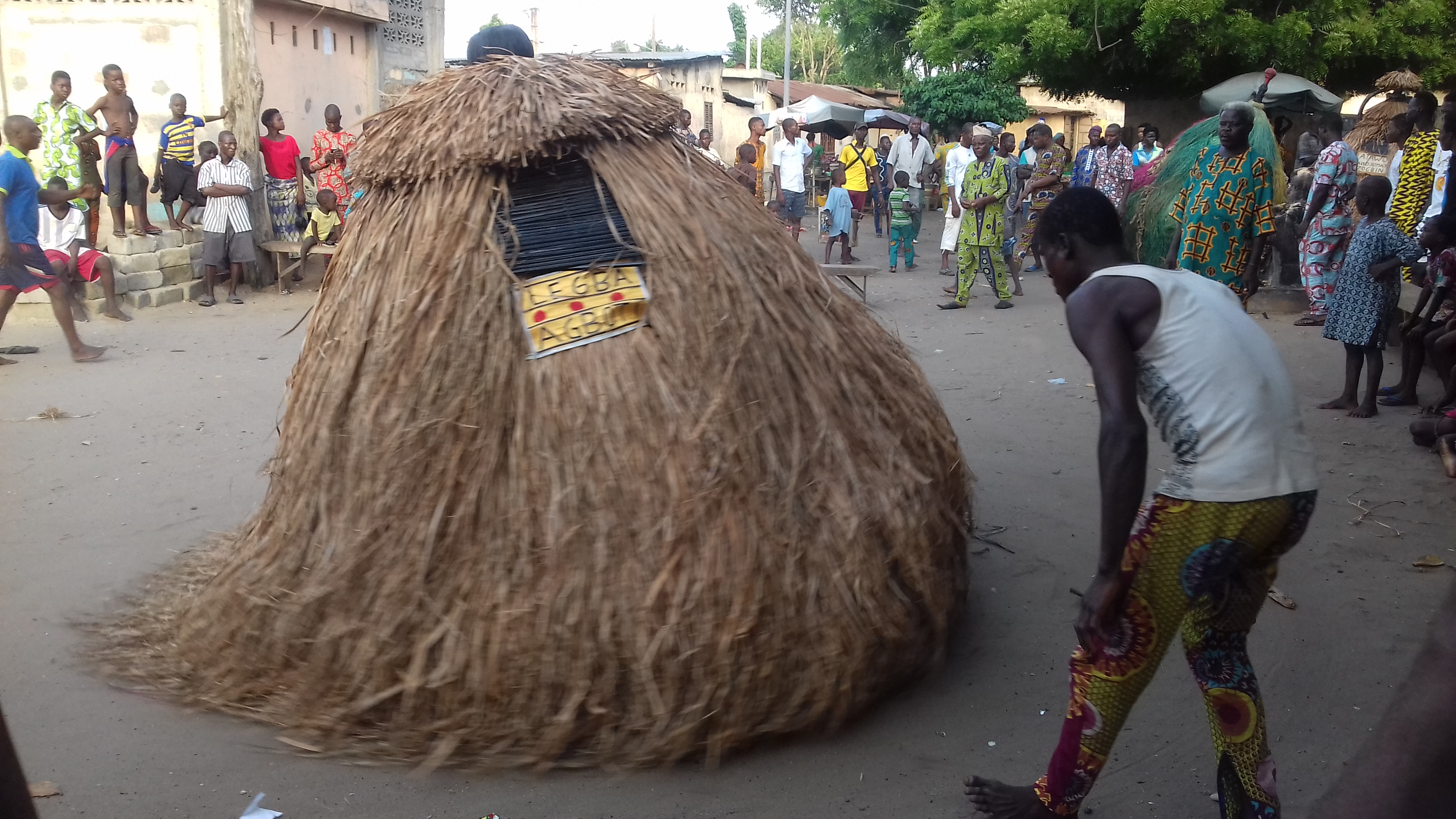
Шаманський танок в Беніні
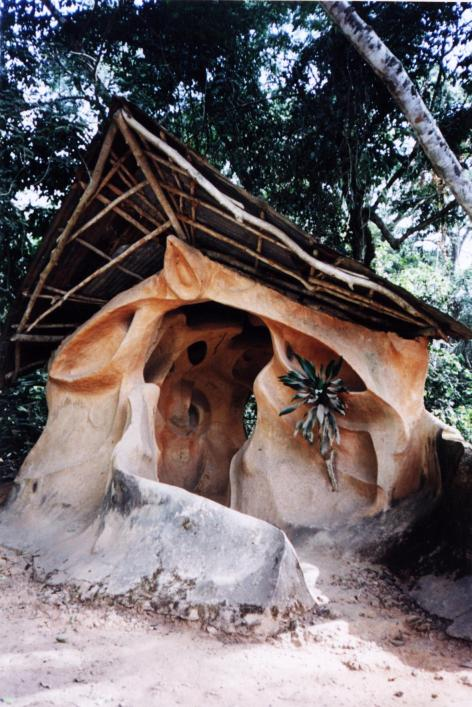
Святилище йоруба в священному лісі, Нігерія
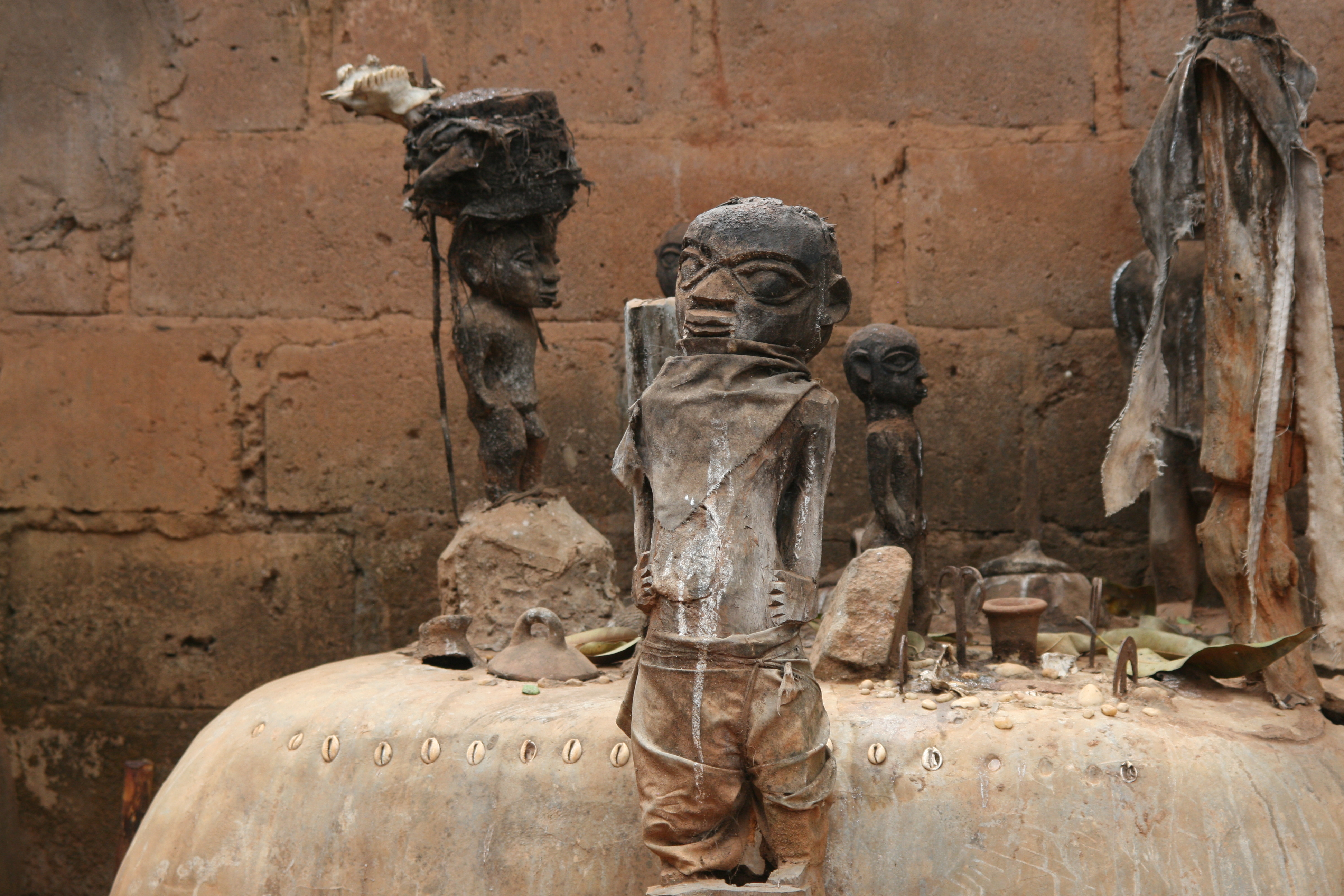
Вівтар вуду
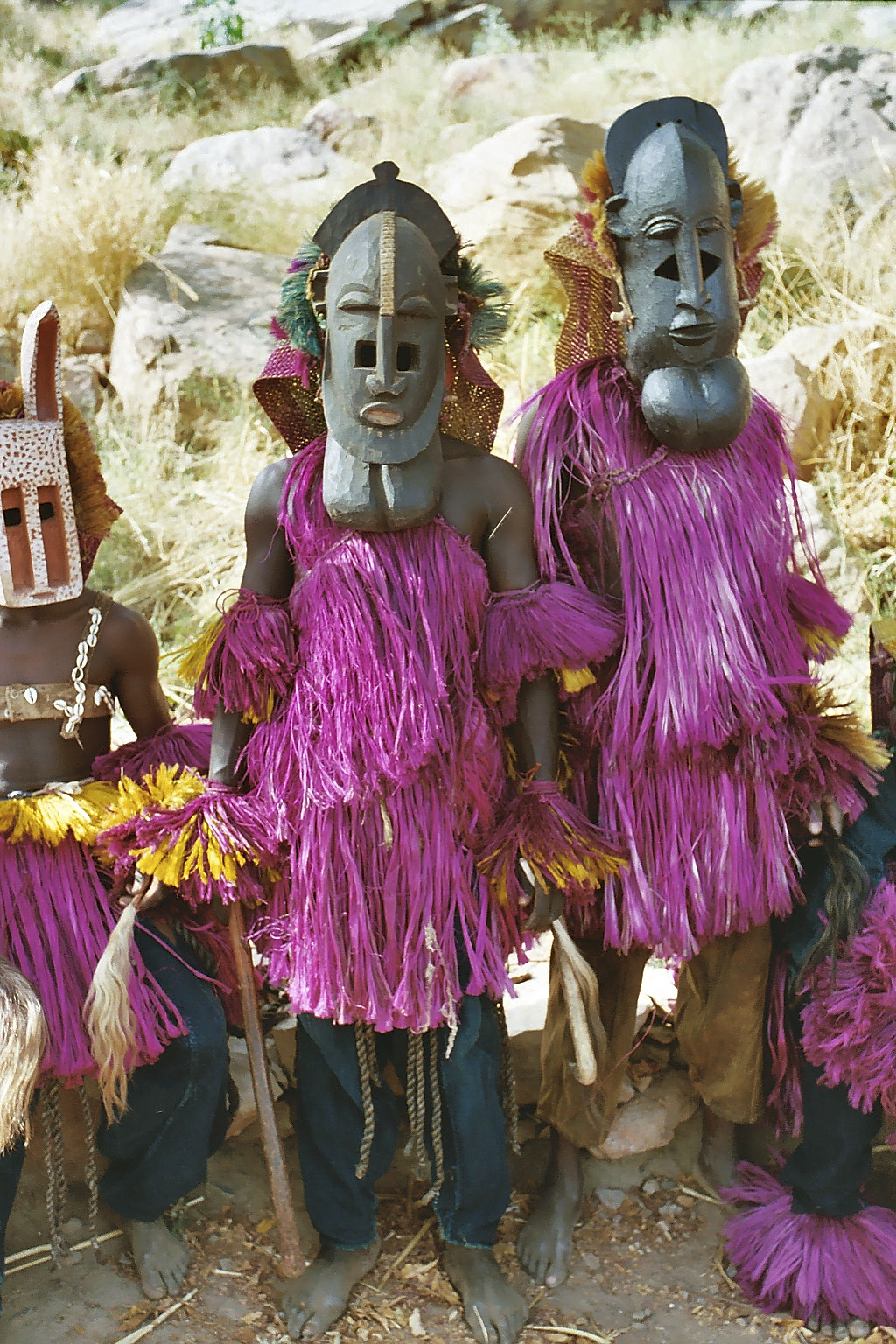
Догони в ритуальних масках, Малі
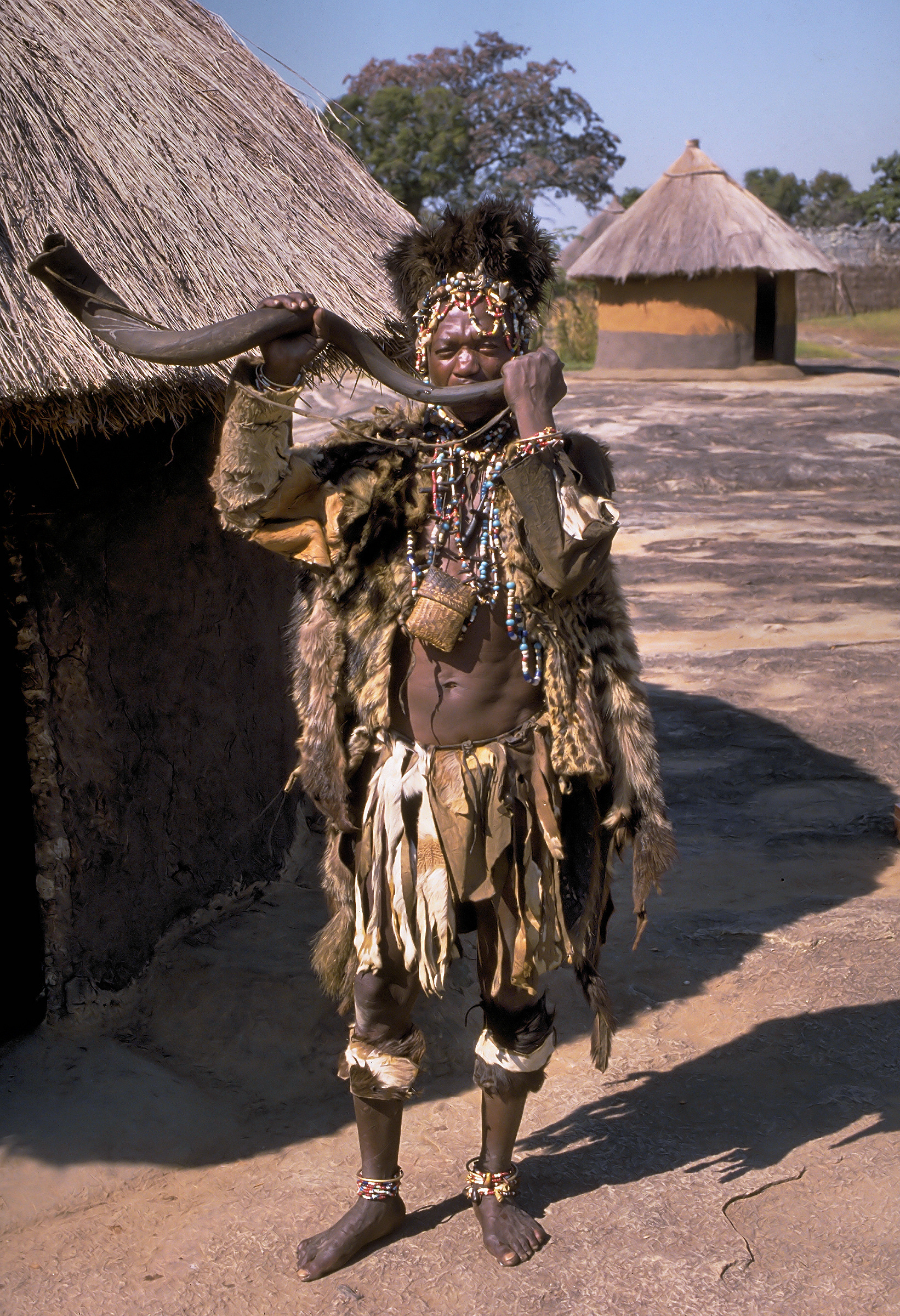
Шаман народу шона, Зімбабве
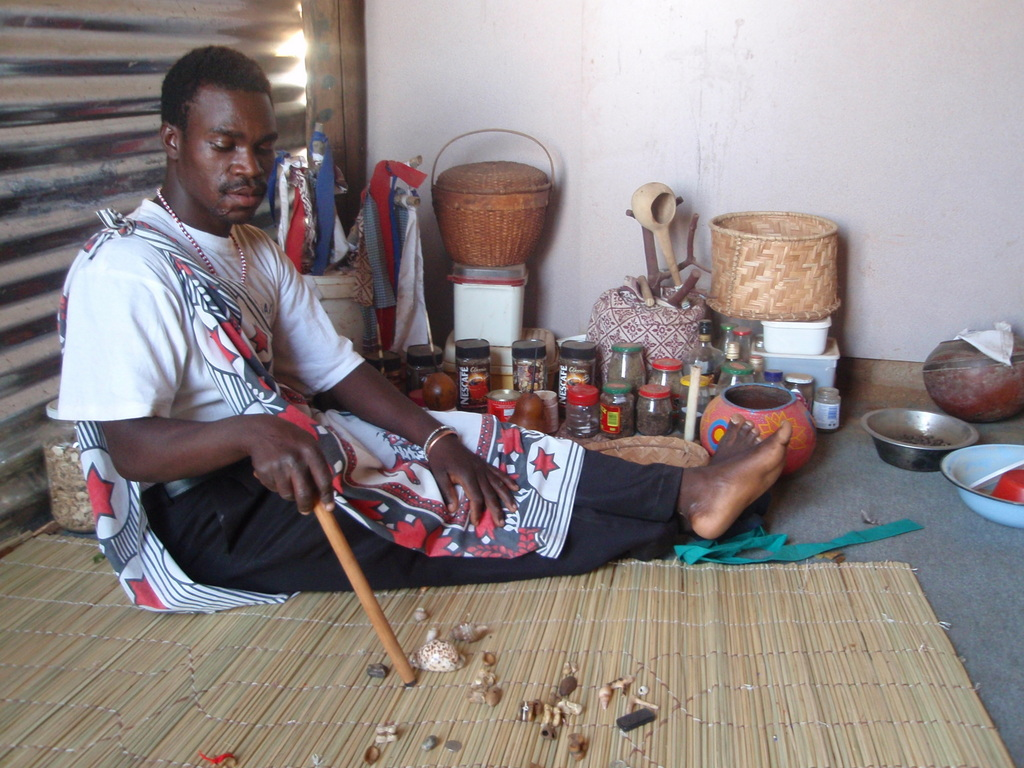
Традиційне ворожіння на предметах, ПАР

Відносна чисельність прибічників традиційних вірувань постійно зменшується за рахунок розширення прибічників традиційного християнства, вірян харизматичних церков, мусульман. Так 1961 року їх чисельність дорівнювала 37 %; 1977 року — 30 %… 2006 року — 8 % від загального населення континенту. Найбільше зменшення долі відбулось в Південній Африці, де за 25 років вона зменшилась у 5 разів, з 49 % 1979 року до 10 % 2006 року. Найбільша частка «традиціоналістів» залишилась в Західній — 17,4 % (зменшення майже у 2 рази за 25 років) та Східній Африці — 15,6 % (зменшення у 2 рази за 25 років). Найбільша частка «традиціоналістів» 1979 року спостерігалась у Центральноафриканській Республіці (76 %), Буркіна-Фасо (73 %), Мозамбіці (70 %), Есватіні (70 %) та Ліберії (68 %). За 25 років їхній відсоток істотно зменшився, тепер більше половини населення ЦАР, Мозамбіку й Есватіні — християни, у Буркіна-Фасо більше половини населення сповідує іслам, а в Ліберії більше половини населення країни ходить до мечетей і костелів. Але в цій статистиці потрібно враховувати значну частку синкретичного мислення місцевого населення, коли віднесення себе до вірян нової релігії не означає остаточного розриву з відправленням попередніх культів (особливо аграрних), що міцно тримаються в повсякденному житті більшої частини неофітів християн і мусульман. Африканці виконують християнські/мусульманські обряди і відвідують церкву/мечеть, але паралельно з цим здійснюють обряди місцевих традиційних вірувань і культів. Найменшого викоренення з боку аврамічних релігій зазнає стійка віра місцевого населення в амулети, обериги, талісмани. З огляду на таку картину дійсності, більшу частину населення країн гвінейського узбережжя та Південної Африки можна віднести до сповідуючих традиційні релігії в тій чи іншій мірі.
Найсильнішого викоренення місцеві культи зазнали з боку ісламу на півночі континенту, Африканському Розі та на Коморських і Сейшельських островах. Африканські традиційні вірування лягли в основу містичних уявлень серед нащадків чорношкірих рабів у Північній Америці (вуду) та Бразилії (кандомбле).

## Іслам
Іслам потрапив до Африки з Аравійського півострова ще до арабських завойовницьких походів халіфа Омара VII століття, разом із першими учнями, що втікали до Абіссинії від переслідувань язичників (хіджра). Араби обертали в свою віру місцеве населення здебільшого ненасильницькими методами, адміністративними та економічними: можливістю обіймати управлінські посади, звільненням від подушного, зрівнянням у правах з іншими мусульманами. Тому й досі значна частка населення Єгипту є християнами-коптами, а бербери частково сповідують традиційні вірування. До XII століття в іслам перейшло населення Магрибу, Західного й Східного Судану. На східному узбережжі іслам розповсюджували арабські торгівці та переселенці з Індії. Відсутність державних утворень як у Західному Судані (Малі, Сонгаї), правовірних правителів (Манса Муса, Сонні Алі, Аскія Мохаммад I) й арабська работоргівля значно пригальмували поширення ісламу в цьому регіоні, йому вдалося закріпитися лише в XVIII столітті не без впливу Османської імперії. У XXI столітті мусульманські громади існують майже у всіх країнах континенту, окрім Анголи (організоване сповідування заборонено офіційно), Ботсвани і Намібії.
Статистика чисельності мусульманського населення в країнах Африки дуже приблизна. На відміну від християнських об'єднань, особливо католицьких і протестантських, мусульманські громади не мають жорсткої організаційної структури і не займаються підрахунком своїх вірян. У країнах Північної Африки, де іслам є офіційною релігією, основна маса населення сповідує іслам, а все населення зараховується до прибічників віри в Аллаха. Відсутня інформація про чисельність суфійських орденів, про співвідношення прихильників тих, чи інших релігійно-правових шкіл в сунізмі. Станом на 2020 рік приблизно 40 % населення континенту є мусульманами. Незважаючи на інтенсивне просування ісламу на південь до стран Тропічної Африки, ця частка за останні 40 років майже не змінилась (41 % 1979 року; 41 % на середину 1990-х років). Причиною тому демографічний вибух населення Африки на південь від Сахари. Найбільше іслам поширений серед населення Північної (87,6 %), Західної (46,8 %) та Північно-Східної Африки; найменше — Південної (2,2 %). Найбільші мусульманські громади сконцентровані в Єгипті (76,9 млн) та Нігерії (80,3 млн), на них приходиться третина вірян в Аллаха в Африці. Їхнє зростання за останнє півстоліття яскраво ілюструє вибуховий приріст населення й просування ісламу на південь, коли єгипетська громада збільшилась в 2 рази (з 36 млн 1976 року), то нігерійська майже втричі (з 30 млн 1976 року). По чверті від усіх мусульман континенту проживає в країнах Магрибу (~80 млн) і північного сходу (~86 млн).

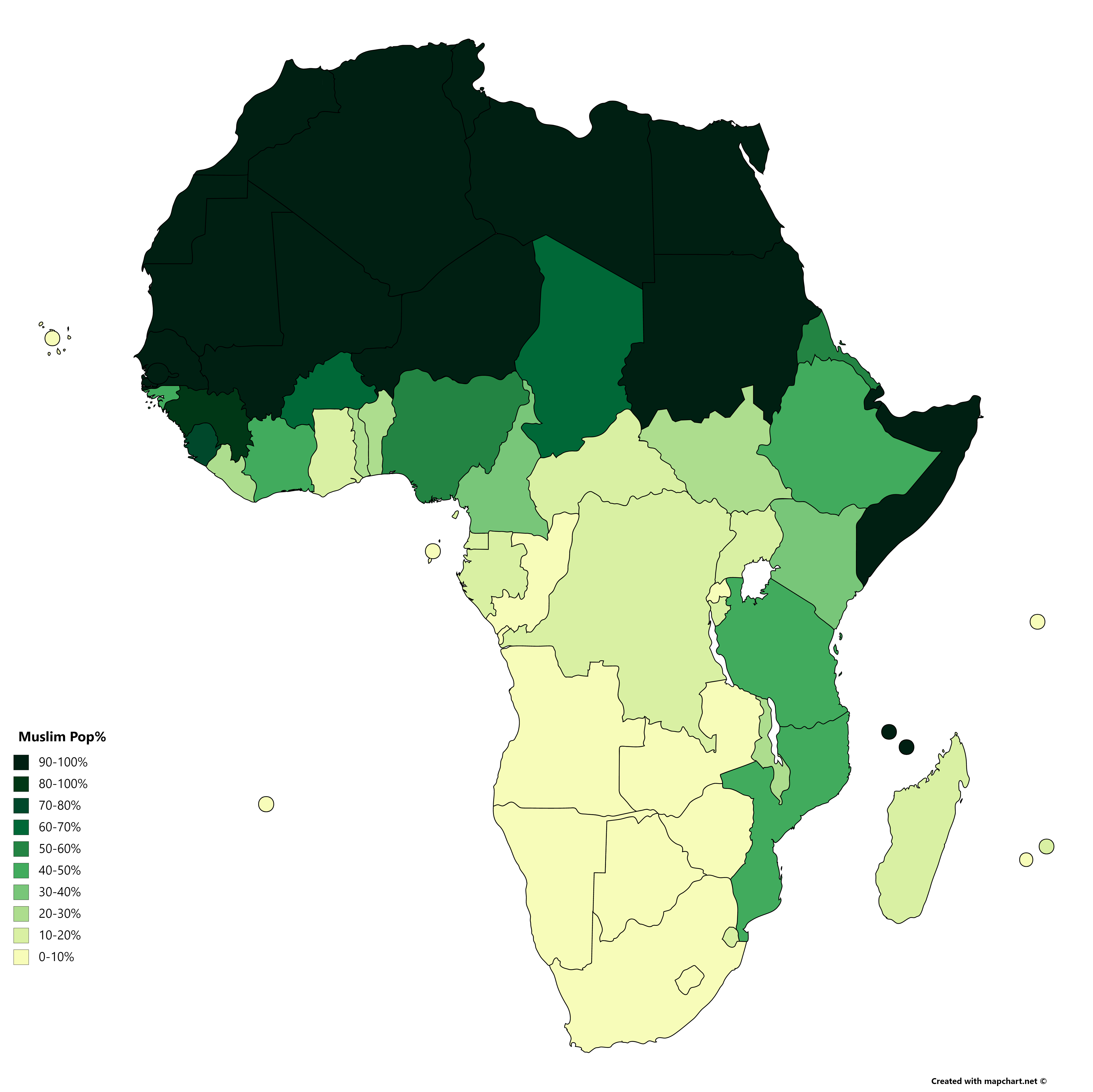
Карта поширення ісламу в Африці
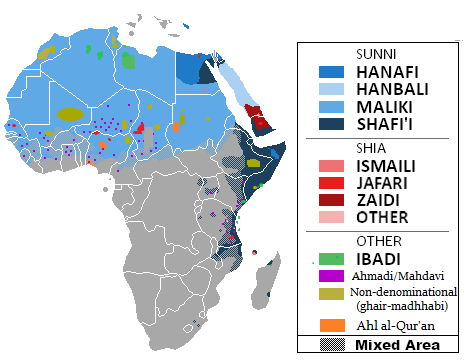
Гілки ісламу в країнах Африки
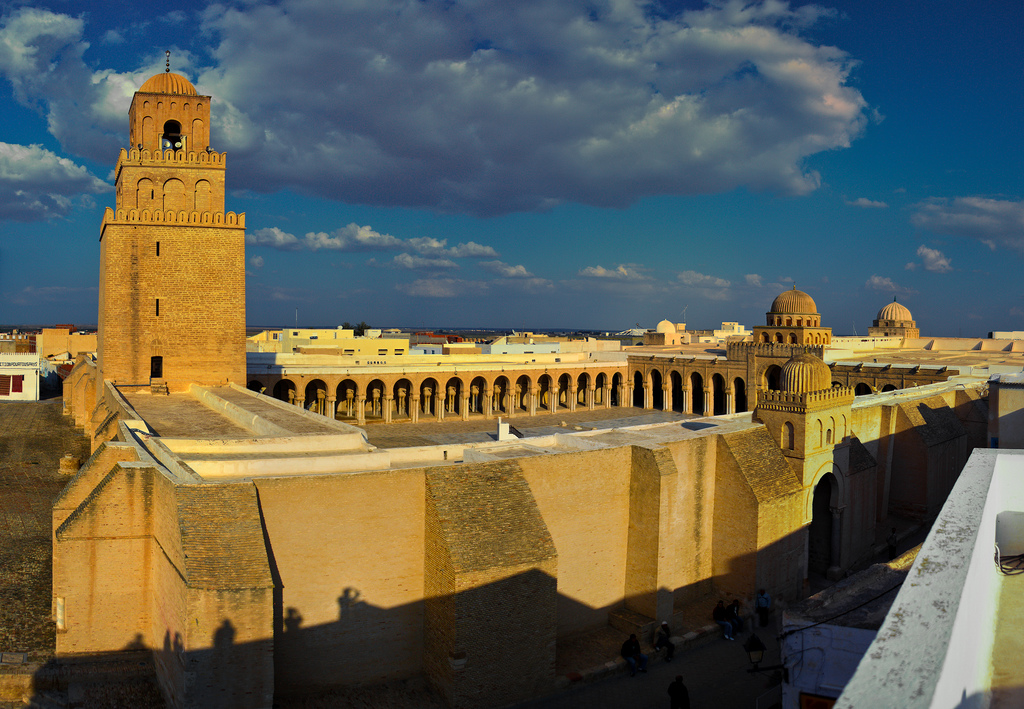
Кайруанська мечеть, 670 рік, Туніс
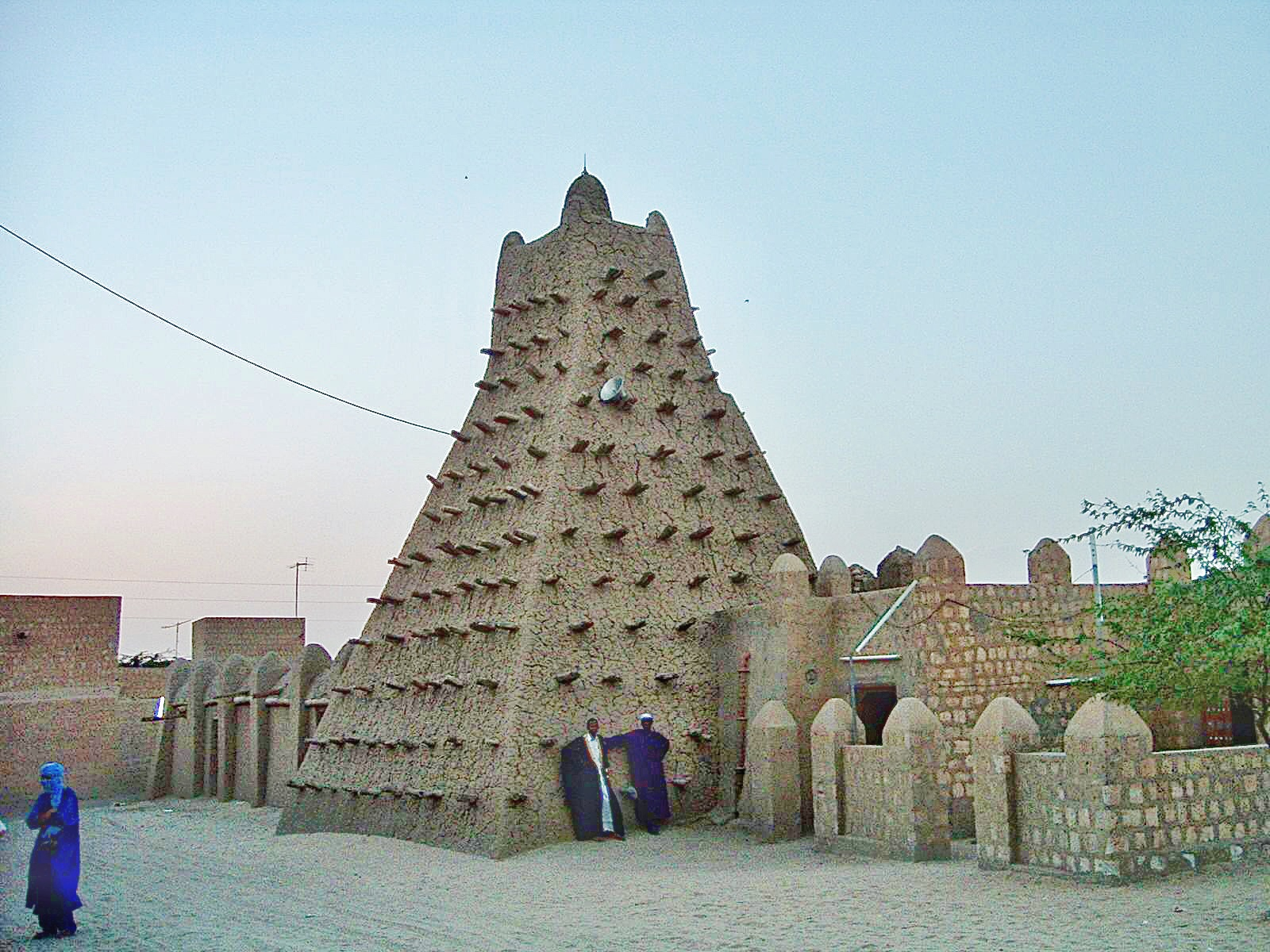
Медресе в Санкоре, X століття, Малі
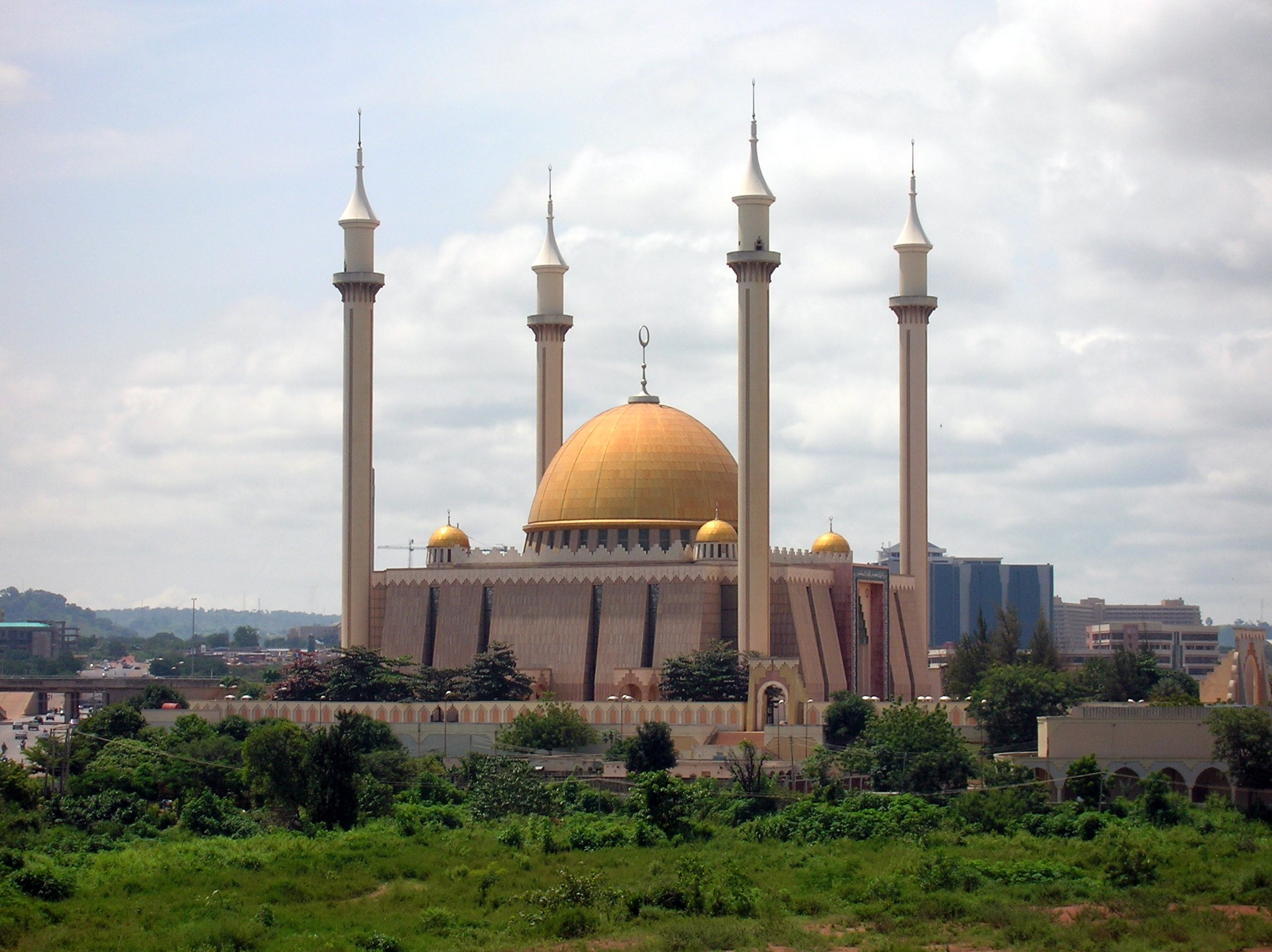
Національна мечеть в Абуджі, XX століття, Нігерія
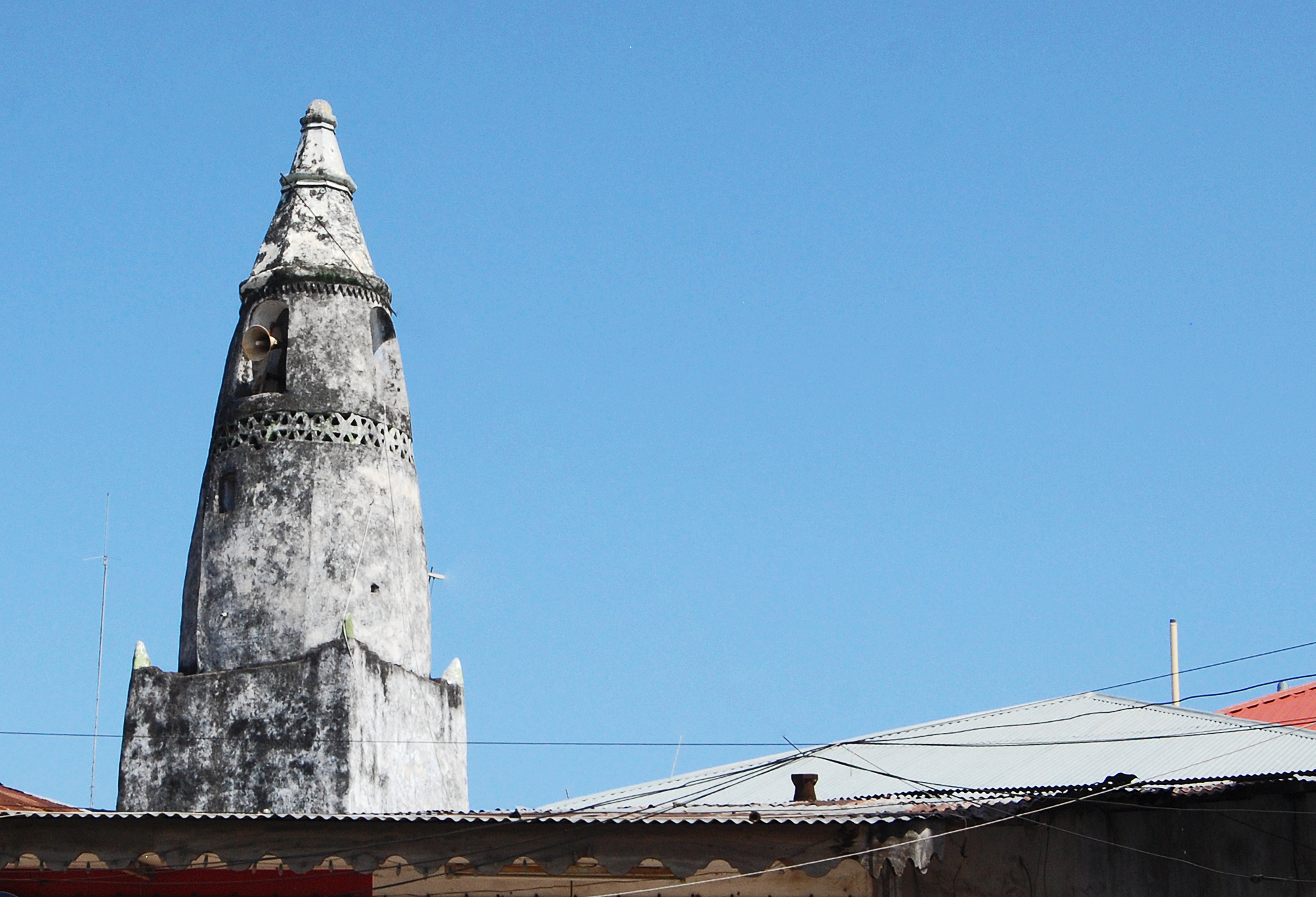
Мінарет мечеті Малінді, Занзибар, Танзанія

Іслам є державною або панівною релігією (більше 80 % населення) в Алжирі, Гамбії, Гвінеї, Джибуті, Єгипті, Коморських Островах, Лівії, Мавританії, Малі, Марокко, Нігері, Сенегалі, Сомалі, Судані, Тунісі. Більше половини населення сповідує іслам також в Буркіна-Фасо (61,6 %), Нігерії (50,8 %), Сьєрра-Леоне (78,0 %), Чаді (55,3 %).
В ісламі виділяють три головні гілки: сунізм, шиїзм і хариджизм. Всі вони представлені на африканському континенті.

### Сунізм
До сунітів себе зараховує переважна більшість мусульман Африки (1980 року нараховувалось 190 млн сунітів, яки становили 70 % від усіх мусульман континенту). Африканський сунізм представлений всіма чотирма релігійно-правовими школами (мазхабами): малікітською, шафіїтською, ханіфітською і ханбалітською.
- Малікітський мазхаб поширений на більшій частині території країн Північної (~⅓ від загальної чисельності, переважно магрибскі країни) та Західної Африки (½ від загальної чисельності). Загалом до нього відносять ⅔ мусульман-сунітів. Найбільша частка малікітів серед мусульманського населення в країнах Західної (близько 100 %) і Центральної Африки (60 %); у більшості країн Північної і Східної Африки їхня чисельність перевищує 50 % від усіх мусульман[15].
- Шафіїтський мазхаб поширений в Єгипті, країнах узбережжя Індійського океану. До нього себе зараховує чверть мусульман континенту. Переважна їх кількість концентрується в Єгипті. Шафіїти складають більшість сунітів в Сомалі, Танзанії, Кенії, Уганді. Всі мусульманські громади Коморських Островів та Мадагаскару відносяться до шафіїтів. Шафіїтські громади також існують в Алжирі, Ефіопії, Судані, Мозамбіці та Малаві[15].
- Ханафітський мазхаб поширений на сході континенту. До ханіфітів себе зараховує лише кожен тридцятий африканський суніт. Ханіфізм поширений у Східній Африці (⅔ від загальної кількості). Найбільші громади розташовуються в Еритреї та Ефіопії, присутні також в Судані, Кенії, Уганді, Танзанії. Приблизно 18 % ханіфітів мешкають на півночі, в Лівії та Єгипті, незначні громади в Алжирі та Тунісі. Присутні в ПАР і на Маврикії серед вихідців з Індії[16].
- Ханбалітський мазхаб поширений в країнах Східної Африки. Нечисленна школа сунізму, до якої себе зараховує лише кожний п'ятисотий суніт Африки. Громади ханбалітів існують в Єгипті та Алжирі[16].

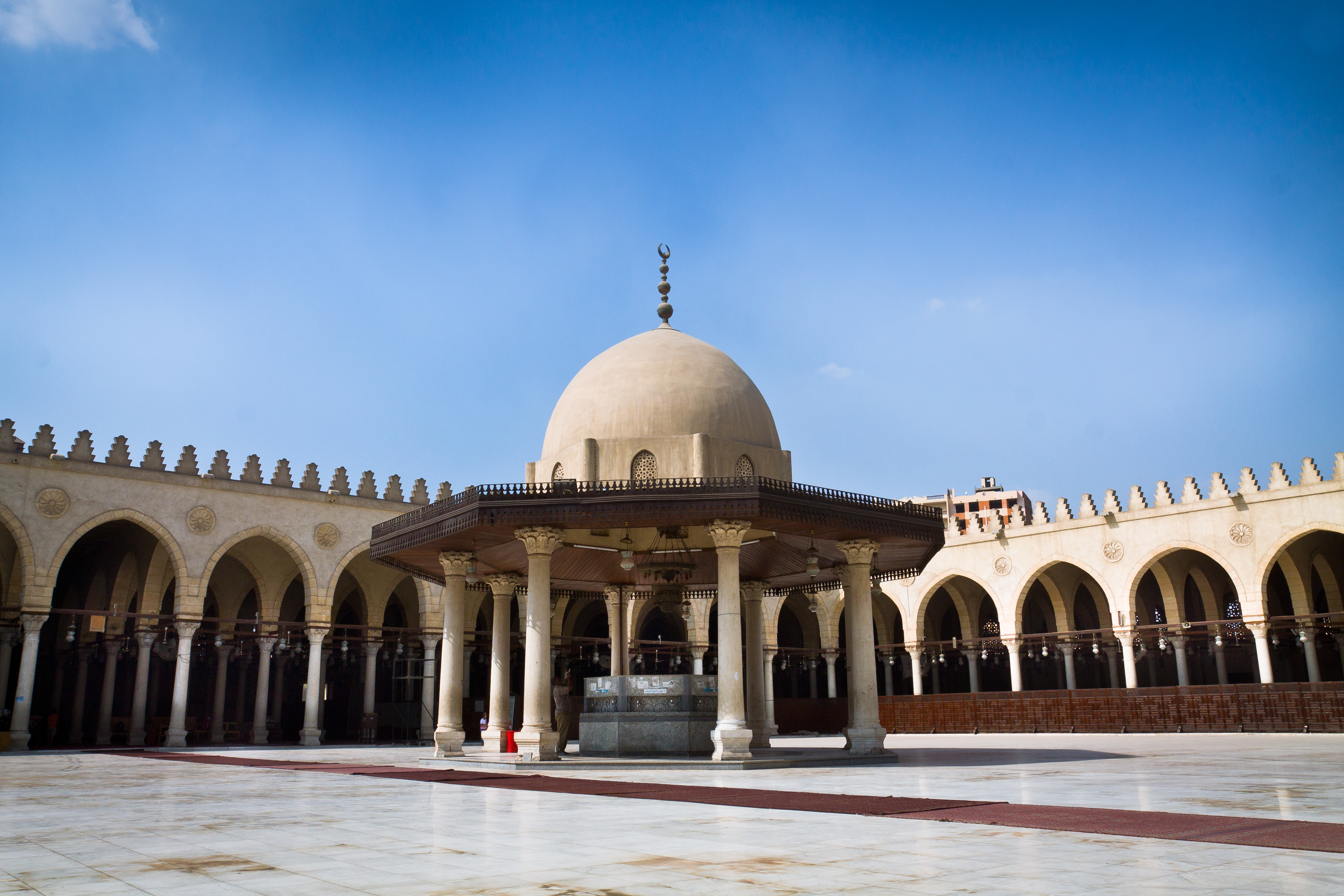
Каїрська мечеть Амра ібн аль-Аса найстаріша на континенті, VII століття
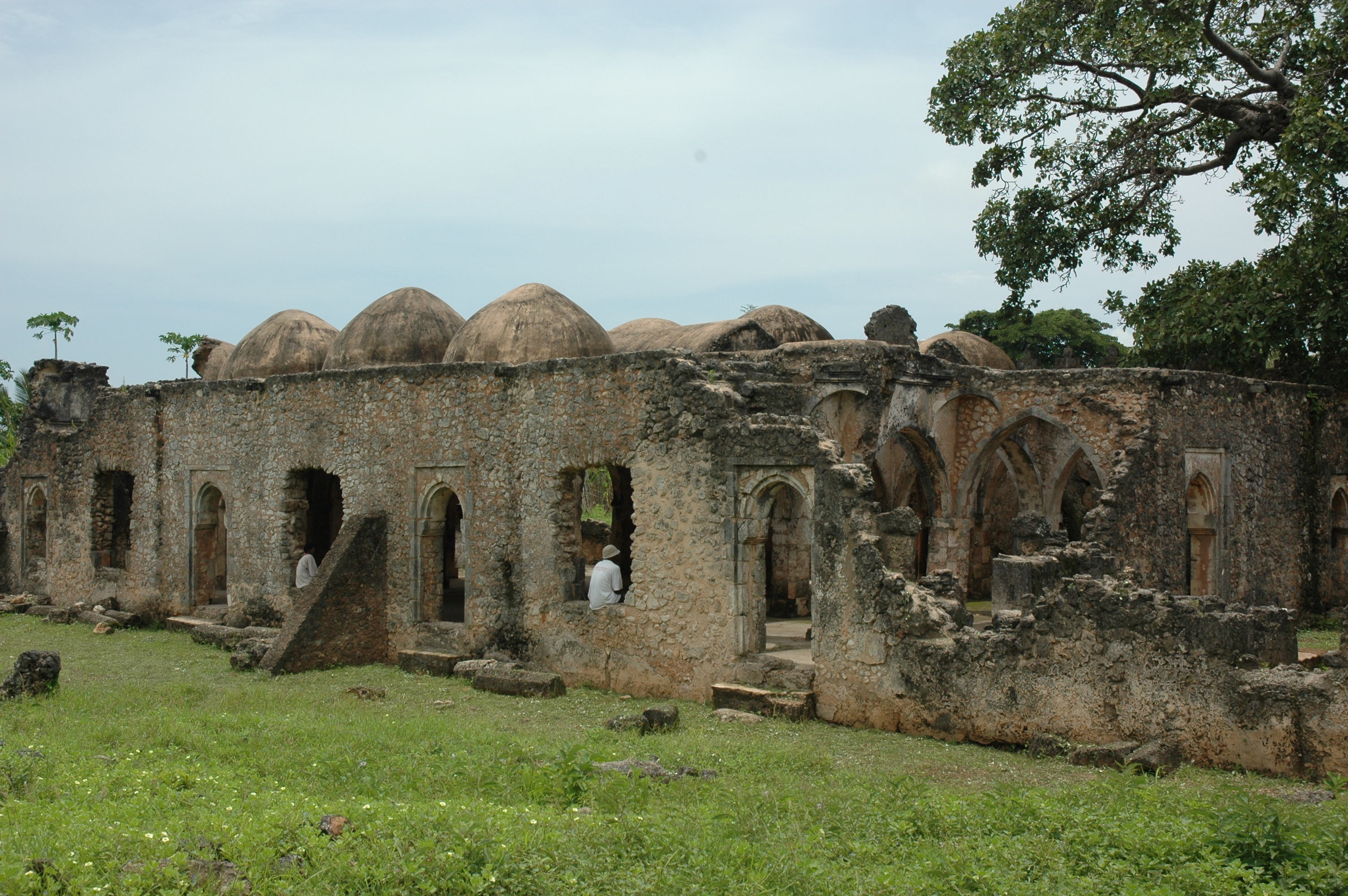
Руїна мечеті Кілви в Танзанії, найстарішої в Південній півкулі, XII століття
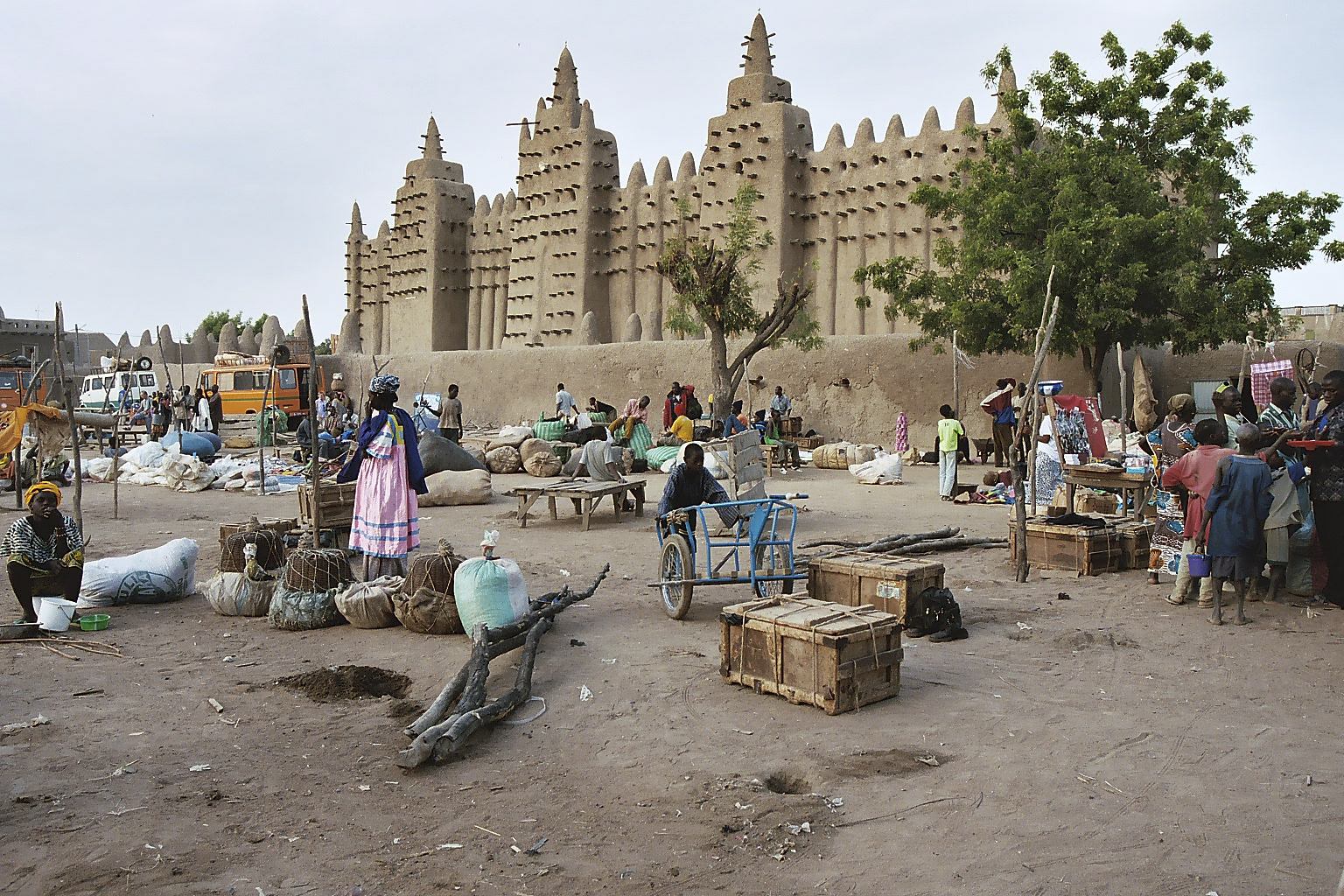
Мечеть Дженне, XIII століття, Малі
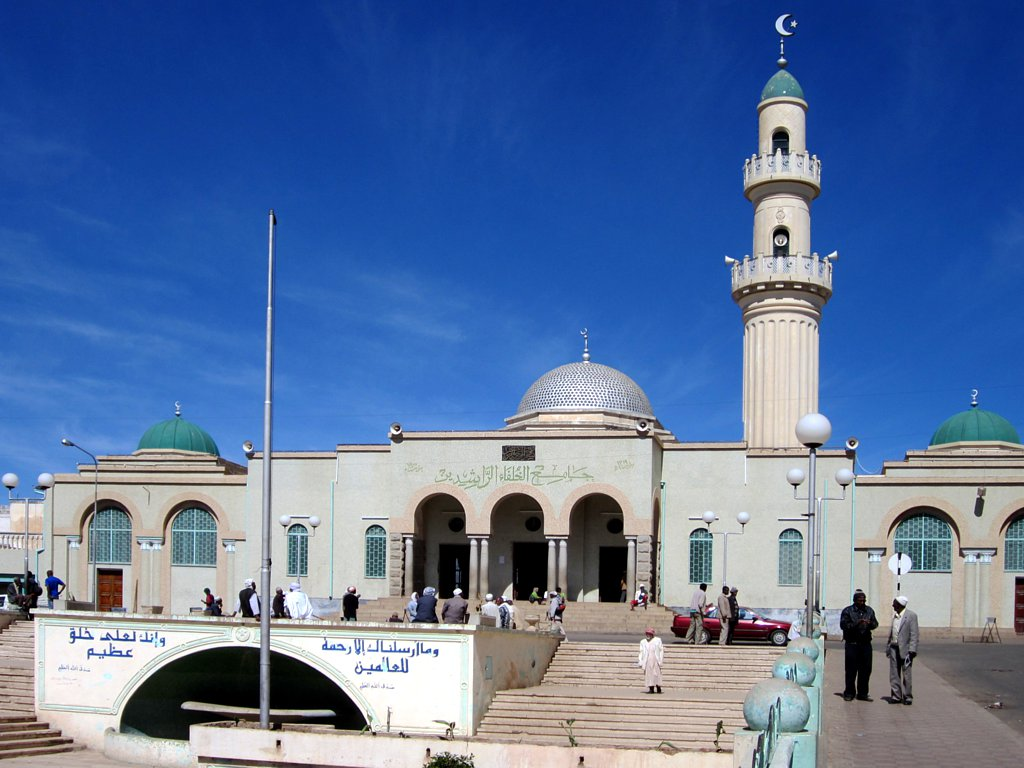
Мечеть Асмери, Еритрея
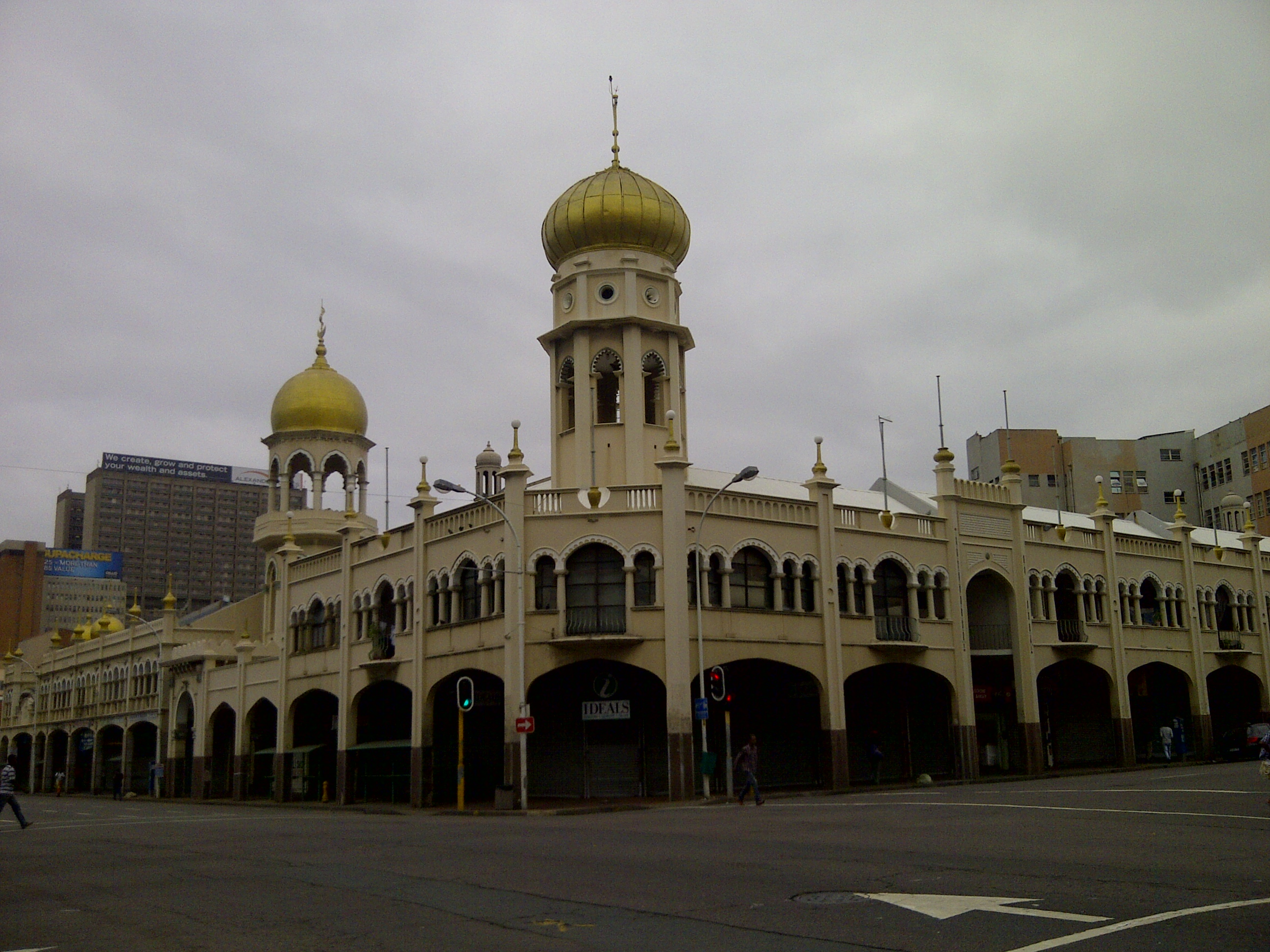
Мечеть Дурбана, ПАР
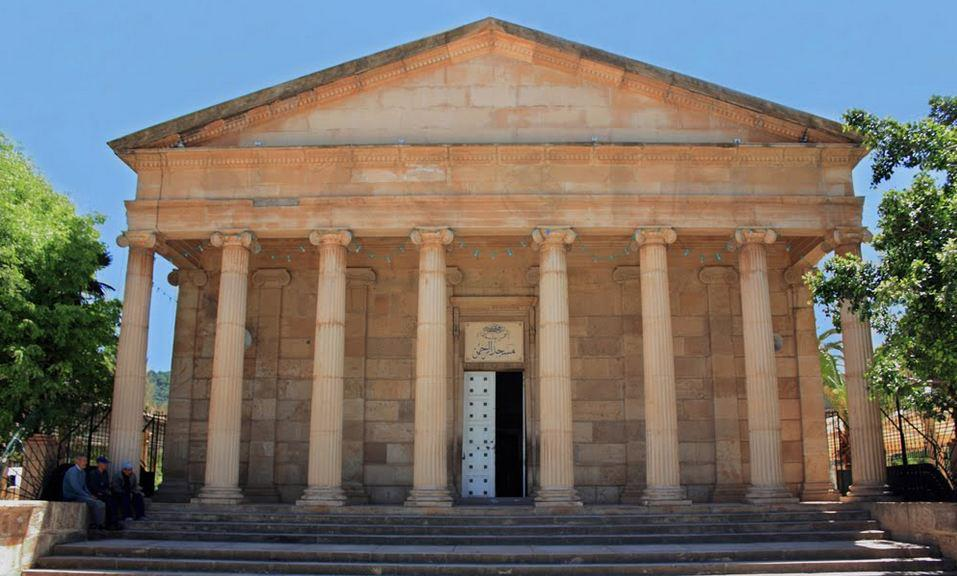
Мечеть ель-Рахман в храмі Святого Павла часів Стародавнього Риму, Алжир

### Шиїзм
Загальна чисельність шиїтів в Африці незначна, 1979 року нараховувала не більше 150 тис. вірян, переважно в країнах Східної Африки, з незначними громадами вихідців з Індостану в Південній Африці і на островах Індійського океану. Африканський шиїзм представлений такими напрямками і сектами: ісмаїліти, імаміти, джафарити, зейдіти та інші.
- Ісмаїлітський мазхаб найбільш розповсюджений серед шиїтів Африки. Серед ісмаїлітів розрізняють нізаритів і бохора (бохра). Перші представлені в Африці індійською гілкою «ходжа», прихильників релігійного діяча XX століття Ага-хана IV Карима. Переважна більшість ісмаїлітів Східної Азії і островів Індійського океану вихідці з Індії та Пакистану, меншість — з країн Близького Сходу[17].
- Імамітський мазхаб представлений нечисленними вихідцями з Близького Сходу та Індостану в країнах Східної Африки[17].

### Хариджизм
Хариджизм як окрема течія в ісламі сформувався в VII—IX століттях і знайшов добре підґрунтя серед берберів. З часом в ньому сформувались окремі секти — азракіти, суфрити, ібадити, з яких до нашого часу зберіглася лише остання. Кількість її прихильників у Північній Африці наприкінці XX століття не перевищувала 200 тис. осіб. Найбільша громада знаходиться в алжирській оазі Мзаб (мозабіти або мзабіти). Численні громади також на острові Джерба в Середземному морі, що належить Тунісові; в районі гір Джебель-Нефуса на заході Лівії; на сході Марокко; в районі оази Сива в Єгипті. Вчення представлене також серед арабів Східної Африки (Ефіопія, Кенія і Танзанія).

### Суфізм
Представники цього аскезно-містичного напрямку ісламу протягом всієї історії існування очолювали антифеодальні, пізніше антиколоніальні рухи опору й народні повстання. Сам суфізм пропонував для цього зручні організаційні форми систему братств, таємних товариств, орденів (тарікат). Найбільш відомі народні рухи суфістів: махдісти в Судані, сенусити в Лівії, ваххабіти в Саудівській Аравії. У XX столітті на території континенту найбільш впливовими орденами (таріками) були Кадірійя, Тиджанійя, Шаділійя, Хадірійя, Халватійя, Рифайя, Джазулійя, Ахмадійя.
- Кадірійя — найвпливовіший тарік з XVII століття, що має свої представництва майже в усіх мусульманських країнах Африки, де поширений малікітський мазхаб. Має багато відгалужень, з яких у Західній Африці відомий Баккайя. Від якого в Сенегалі за проповідництва Амаду Бамби виокремилась секта мюридів (Мюридійя)[18].
- Тиджанійя — тарік XIX століття малікітського мазхабу, заснований Ахмадом аль-Тиджані в Марокко. З Магрибу розповсюдився всіма країнами Суданського поясу. Другий за популярністю в Африці, має значну кількість відгалужень, започаткованих місцевими шейхами, серед яких аль-Хадж Омар, аль-Хадж Малік Сі, Ібрагім Ньяс та інші[18]. На базі місцевих осередків Тиджанії в Малі в 1920-х роках Хамаллахом був заснований тарік Хамалійя, який має багато прибічників у західноафриканських країнах[19].
- Шаділійя (Шазілія, Магдубіє, Маданія) — тарік XII століття, заснований магрибським богословом Абу Мад'яном і розвинутий у XIII столітті Алі Шазілі. Має багато відгалужень на півночі континенту, дуже впливовий на сході (Судан, Ефіопія, Уганда, Кенія, Танзанія) як серед шафіїтів, так і серед малікітів. Присутній у мусульман фульбе на плато Фута-Джаллон (Гвінея)[19]. У XIX столітті від нього виокремився тарік Самманійя, що поширився територією Судану, Ефіопії та Єгипту[20].
- Хадірійя (Хідрія) — тарік XVIII століття, що розпався на східний (Судан, Сомалі, Кенія) — Ідрисійя, та західний (Судан, Ефіопія, Чад) — Мірганійя (Хатмія, Амірганія). У XIX столітті Мухамедом бен Алі ас-Суні в Киренаїці був заснований тарік Сенусійя (Санусія)[20].
- Халватійя — тарік XIV століття, різні відгалуження якого представлені в Єгипті, Судані й Сомалі[20].
- Рифайя — тарік XII століття, різні відгалуження якого представлені в Єгипті, Сомалі й Танзанії[20].
- Джазулійя — тарік XV століття, 15 відгалужень якого представлені в країнах Магрибу[20].

Мечеть мюридів у Тубі, СенегалМечеть мюридів у Тубі, Сенегал
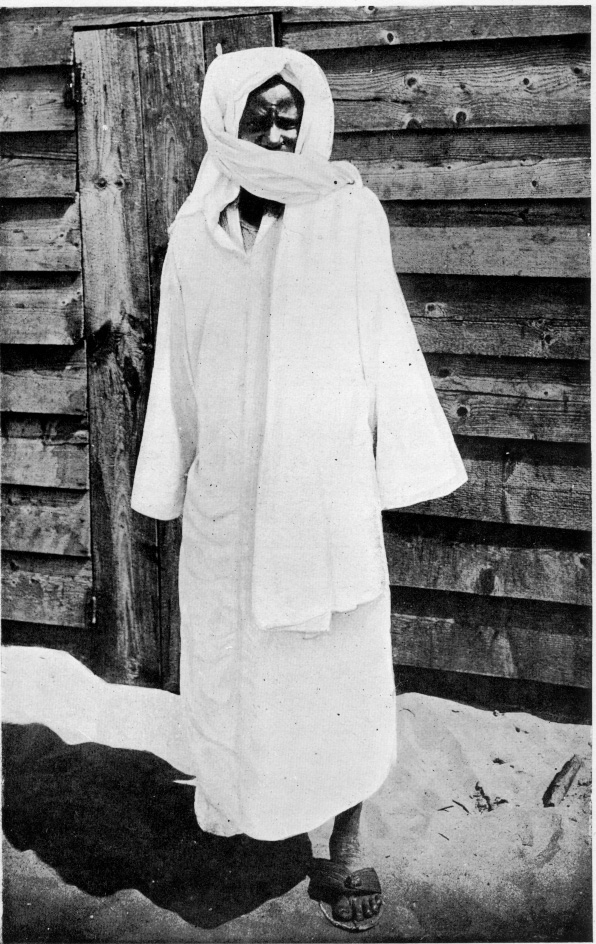
Амаду Бамба
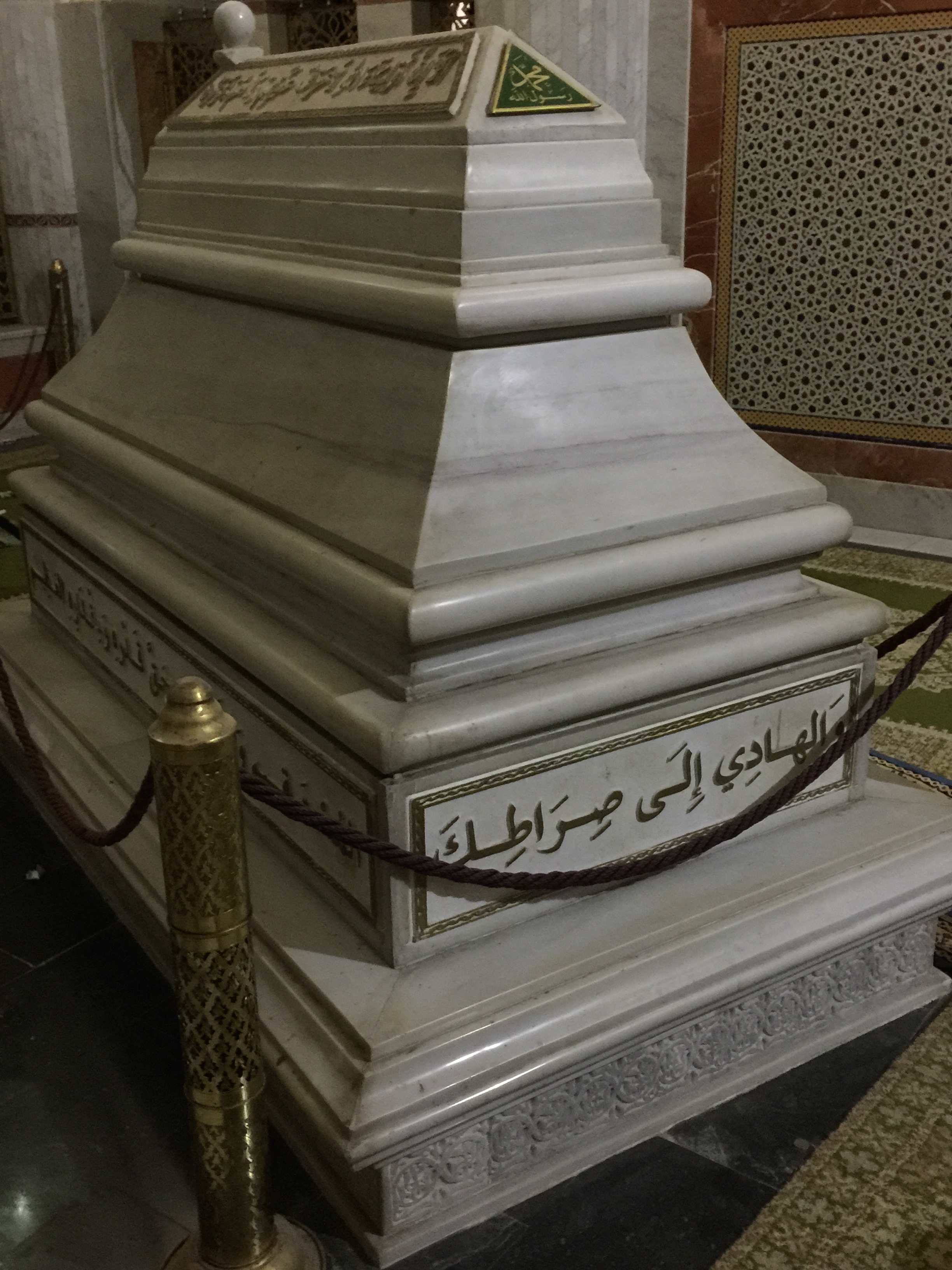
Могила Ахмада аль-Тиджані у Фесі, Марокко
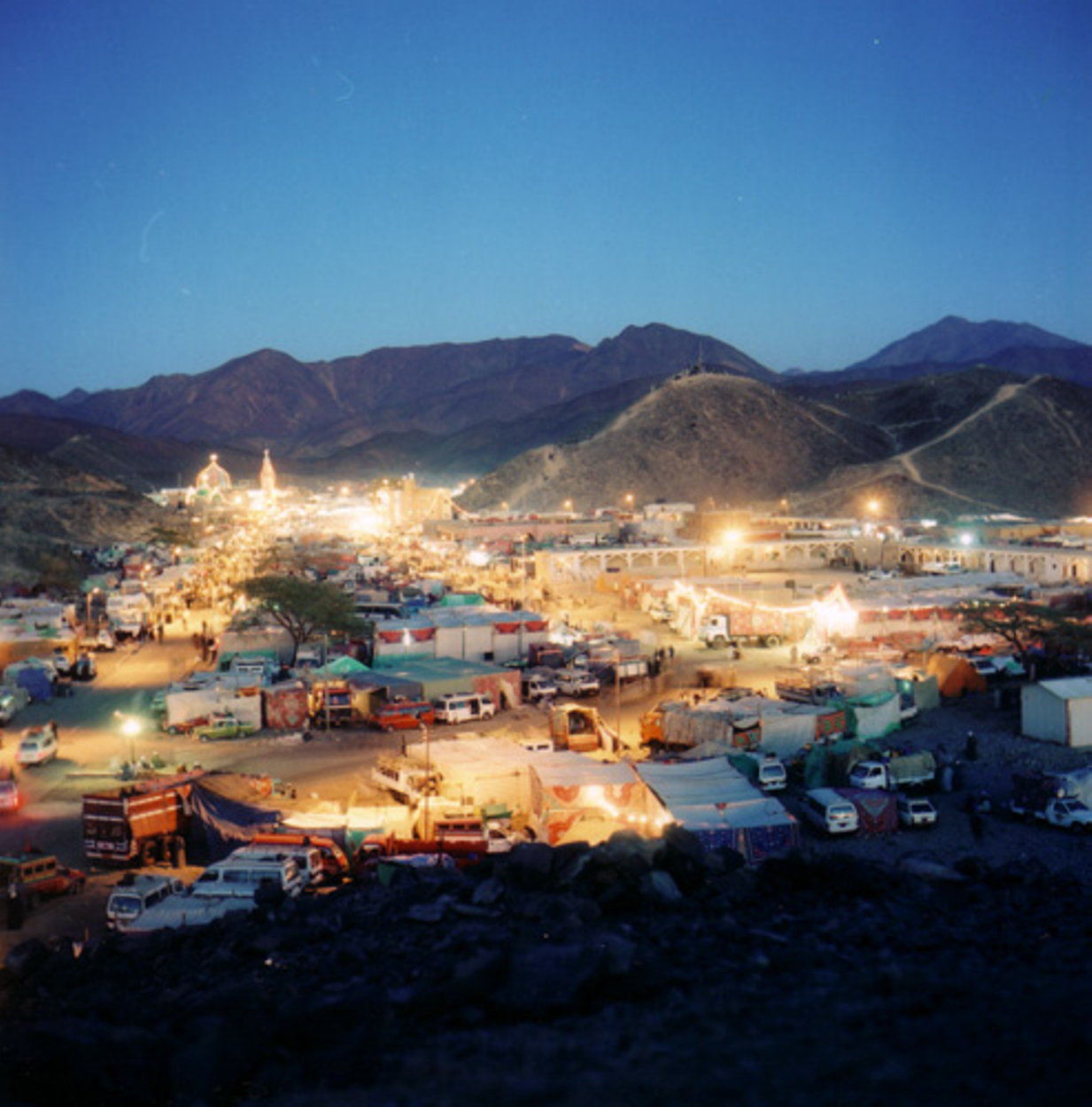
Свято шаділійців у Хумайтарі, Єгипет
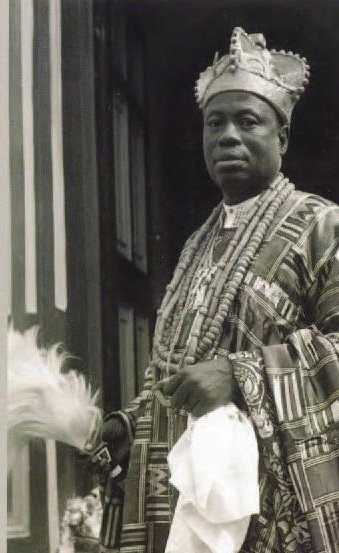
Аденіджі Аделє
Частка ахмадистів серед мусульман за країною у світі

Ахмадійя (Ахмаді, Ахмадіє) — мусульманська секта, що була заснована наприкінці XIX століття в Пенджабі Мірзою Гулам Ахмад Кадіані з метою примирення ісламу, християнства та індуїзму, через синкретичне творення нової релігії. Віровчення цієї секти визнає основні положення ісламу (по Корану), проте заперечує джихад. Разом з індійськими і пакистанськими емігрантами поширилось на сході континенту. Найбільш впливові громади ахмадистів в Нігерії, Танзанії, Гані, Кенії, Уганді, Джибуті, Ліберії, Сенегалі, Гамбії, Малі, Сьєрра-Леоне. Серед відомих африканських ахмадистів був представник народу йоруба, король Лагоса Аденіджі Аделє.

## Християнство
Історія християнства нерозривно пов'язана з історією Північної Африки. З Африкою пов'язані такі біблійні постаті, як Симон Киринейський, що ніс христовий хрест, і «ефіопський» євнух, якого охрестив євангеліст Пилип («Діяння апостолів»). Першим християнським місіонером в долині Нілу був апостол Святий Марк, перший єпископ Александрійський (42—62 роки). 325 року християнство стає державною релігією в Стародавньому Римі, відтак воно розповсюдилось майже повсюдно в Південному Середземномор'ї. Процес християнізації був перерваний арабськими завоюваннями VII століття, становленням ісламу як панівної релігії на півночі та його просуванню на південь через Сахару, передусім до середньовічних країн Західної Африки (Сонгаї, Гана, Малі, Борну). З початком Доби великих географічних відкриттів, з кінця XV століття португальці намагаються охрестити прибережне населення Гвінейської затоки. Це не дало такого результату як хрещення індіанців в Америці, лише вождівська верхівка держави Баконго в басейні Конго прийняла християнство в якості державної релігії. З початком нової колоніальної експансії XIX століття активізується місіонерська діяльність англійців, французів, німців та італійців. Святий престол організовує спеціальні ордени й товариства, що сприяють такій діяльності. Так 1868 року карданал Шарль Лавіжері засновує товариство місіонерів Африки, або просто Білі отці. Вони створюють численні християнські громадина Золотому Березі, в Уганді, Бельгійському Конго, Нігерії. Новий період розвитку християнства на чорному континенті починається після Другої світової війни в умовах загальної кризи колоніальної системи. Місцеве духовенство потрапляє до верхівки церковної ієрархії, місіонерські церкви замінюють автокефальні.

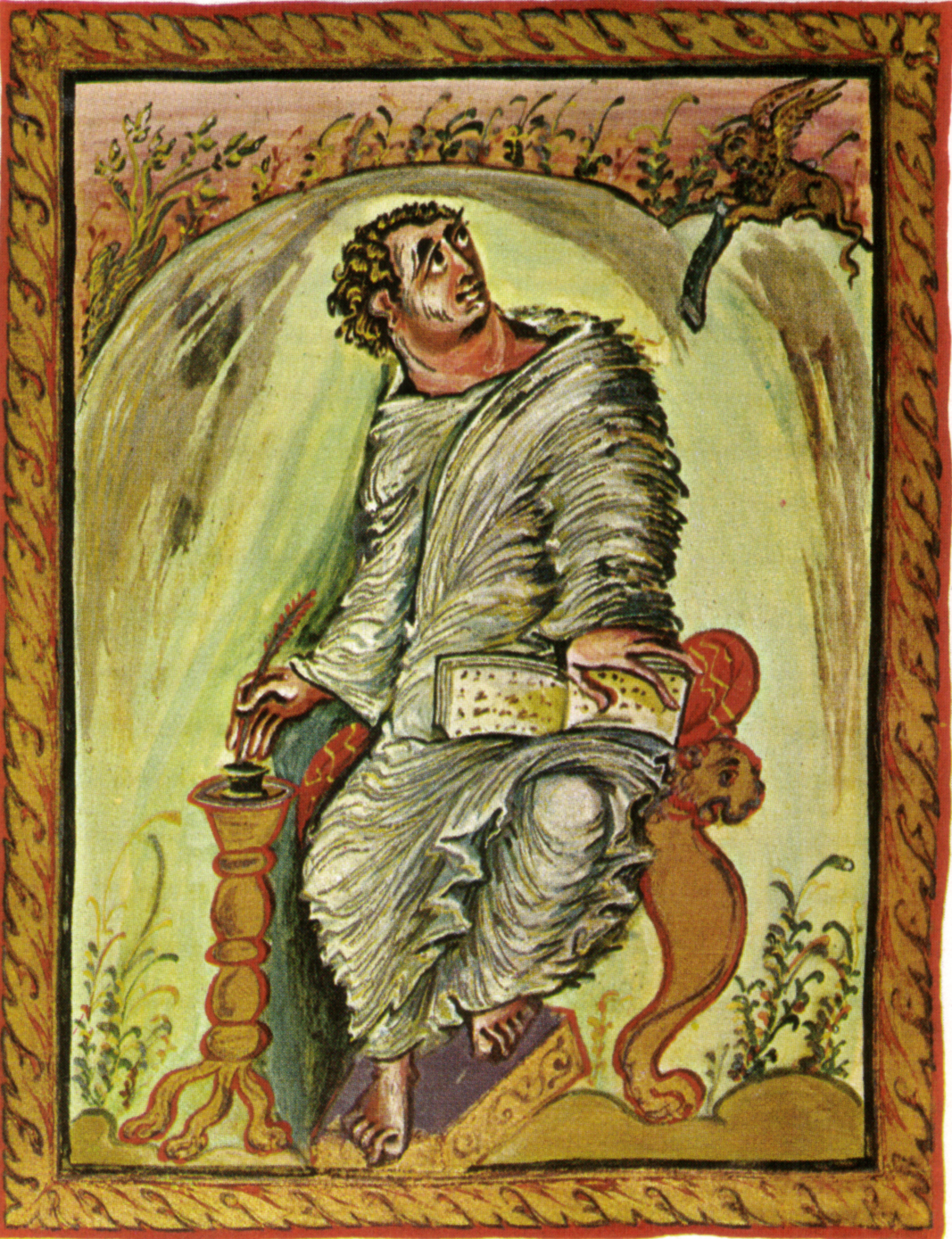
«Євангеліст Марк і лев», ікона 823 року
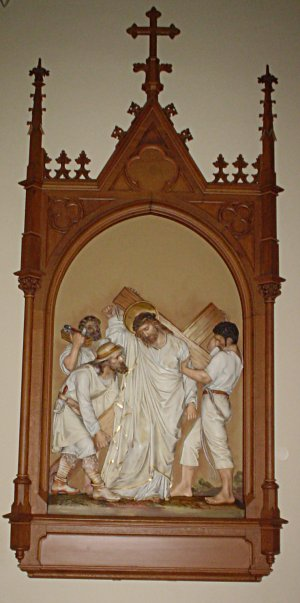
Симон допомагає Христу
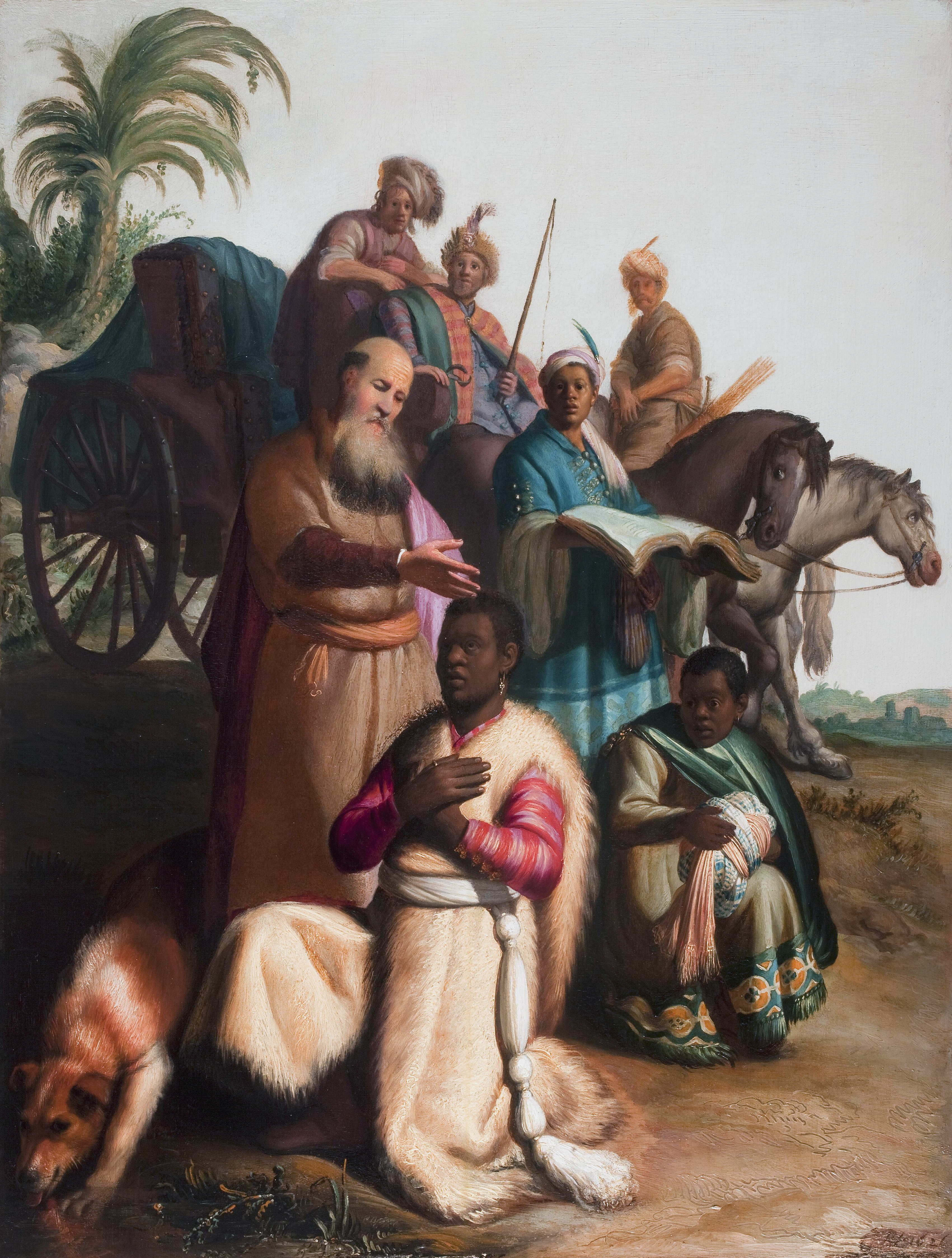
«Хрещення євнуха», Рембрандт, 1626 рік
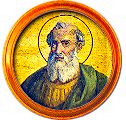
Римський папа Віктор I
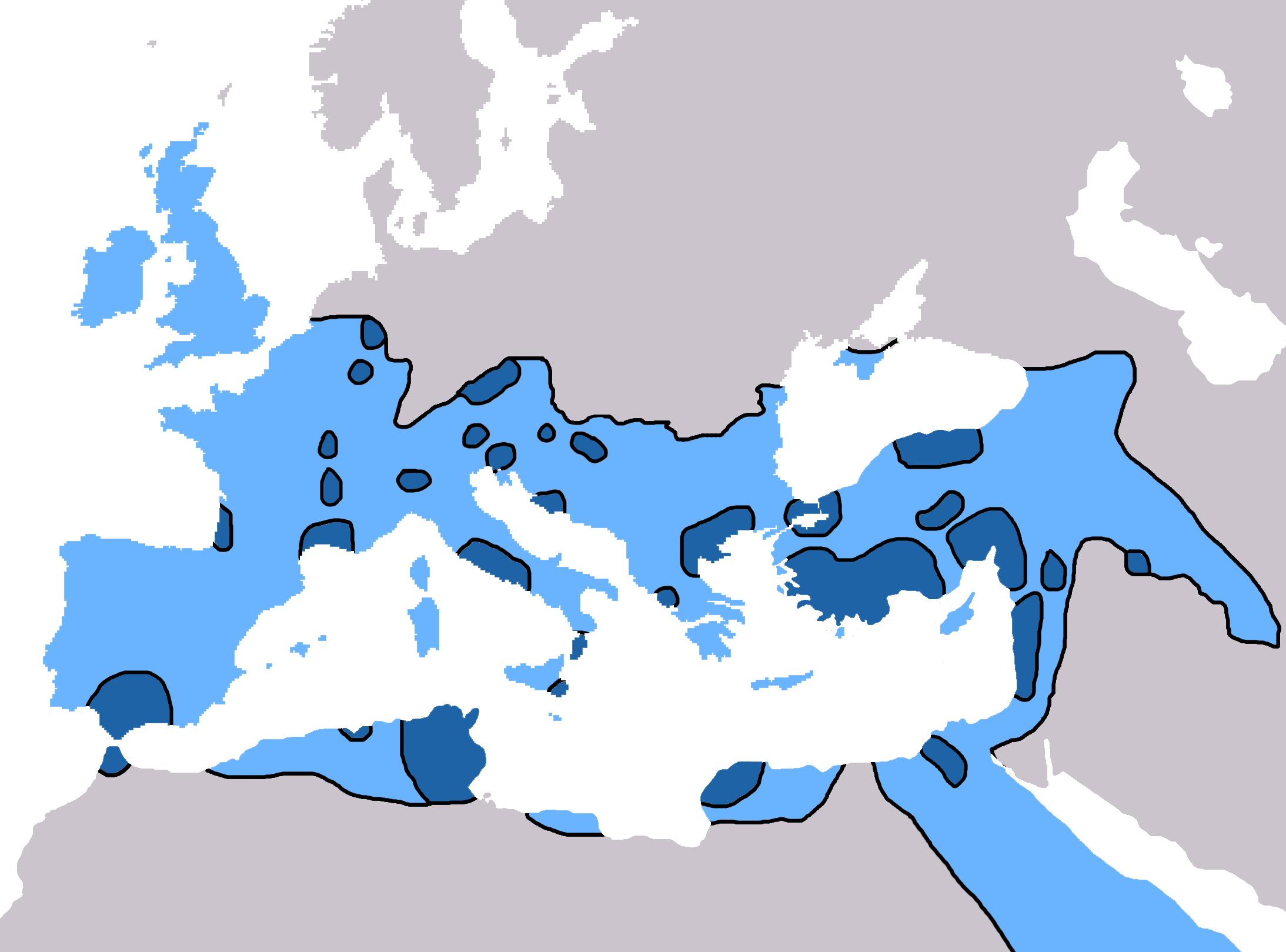
Поширення християнства в Середземномор'ї до 600 року
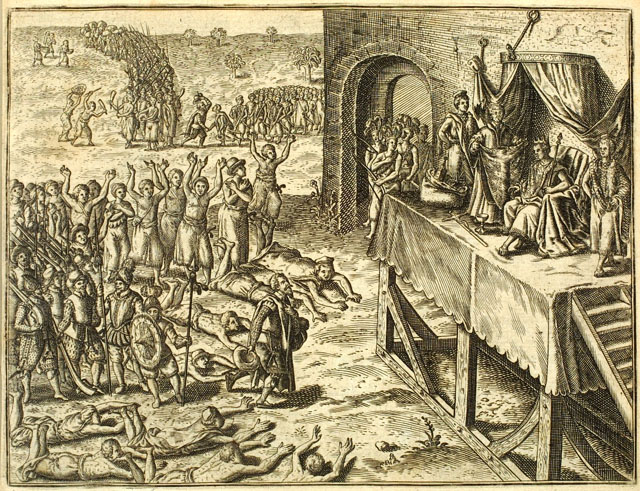
Делегація португальців до короля Баконго
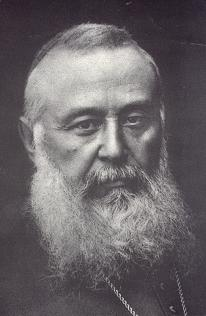
Шарль Лавіжері

Перші протестанти (кальвіністи) потрапляють на континент с півдня, разом з голландцями в XVII столітті. Пізніше за ними слідують методисти, англікани, пресвітеріани. З середини XIX століття німецькі лютерани розпочинають на півдні та сході континенту прозелітичну діяльність. За ними йдуть шведи, норвежці, американці й англійці. Після Другої світової війни активізується діяльність американських англікан, єпископаліан, методистів, баптистів, п'ятидесятників та пресвітеріан.
Християни переважають в африканських країнах Тропічної Африки, передусім Центральної (81,3 % населення, станом на 2006 рік) та Південної (82,0 %), значна частка також у Східній (62,0 %) та Західній (35,3 %). Найбільша частка християн в Анголі (95,0 %) та Руанді (93,4 %), острівних державах Сан-Томе і Принсіпі (96,0 %) та Сейшели (93,1 %); найменша — Мавританії (0,01 %), Сомалі (0,02 %), Алжирі (0,3 %). Найчисельніші громади християн в ДР Конго (51 млн), Нігерії (47,5 млн вірян), Ефіопії (41,5 млн), ПАР (37 млн), Кенії (36,5 млн). Приблизно ¾ африканських християн відносять себе до католицької[⇨] і протестантських церков[⇨], менше ¼ — до монофізитських[⇨] і православних[⇨], менше 1 % — до уніатських церков[⇨].
Демографічний вибух в Африці призвів і до значного зростання чисельності християнських громад. Крім того, тенденція різкого зростання християнізації підтримується і переходом вірян з інших релігій, передусім від традиційних, здебільшого до протестантизму. 2015 року на континенті нараховувалось 2,2 млн вихрещених мусульман. Прогнозується, що до 2025 року на континенті буде 633 млн християн. Центр християнского світу поступово зміщується від європейських розвинених країн до Африки та Азії. Американський історик християнства Єльського університету Ламін Саннех заявляє: 
|  | Африканське християнство зовсім не було просто екзотичним, курйозним явищем в оповитій мороком частині світу, воно може бути цілком природною формою майбутнього. |

### Римо-католицька церква
Догмати католицької церкви були розроблені впродовж IV—V століть на теренах Римської імперії, затвердження й піднесення відбувалось в Західноримській та варварських королівствах, що постали на її руїні, а остаточний розрив з православними церквами Візантійського світу відбувся 1054 року. Африканське походження мають ряд відомих постатей ранньої історії християнства — Ориген, Тертуліан, Аврелій Августин, Клемент Александрійський. Одним з перших отців Римської церкви африканського (берберського) походження був римський папа Віктор I, що 195 року переклав богослужіння в Римі з грецької на латинську мову. Римськими папами також були Мільтіад (311—314) і Геласій I (492—496). 2009 року папа римський Бенедикт XVI здійснив візит до африканських країн.
Кількість католиків на африканському континенті зросла з 2 млн 1900 року до 140 млн вірян 2000 року. 1976 року на континенті до католицької церкви відносило себе 47 млн осіб (11 % населення Африки). Найбільше католиків проживало в Центральній (34 % від загальної кількості), Східній (28 %) та Західній Африці (17,5 %). Католицькі громади присутні в усіх країнах Африки, найбільші — в Нігерії, ДР Конго, Уганді, Танзанії, Анголі, Кенії. Найбільша частка католиків серед віруючих (більше 75 %) спостерігається переважно в колишніх португальських і французьких колоніях — в Кабо-Верде, Екваторіальній Гвінеї, островах Індійського океану, Сан-Томе і Принсіпі, Габоні. 2005 року католицька церква в Африці, разом з вірянами уніатських церков, нараховувала 135 млн вірян (17 % від загальної кількості віруючих). Прогнозується, що до 2025 року їхня кількість сягне 230 млн і африканські католики будуть становити 1/6 від усіх католиків світу.

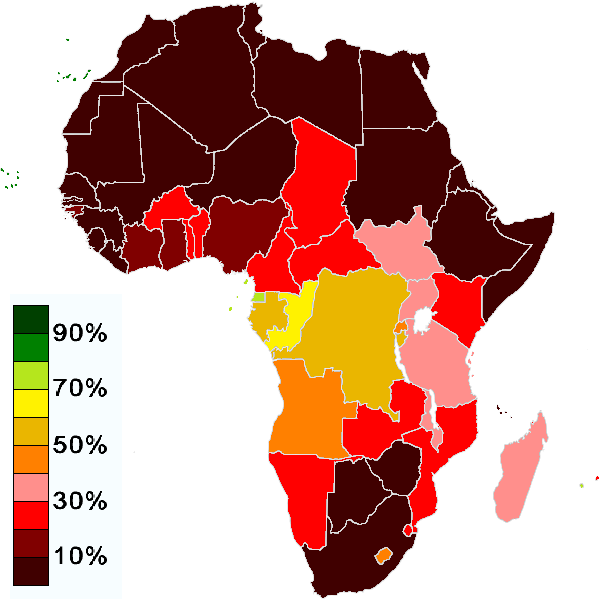
Відсоток католиків в африканських країнах
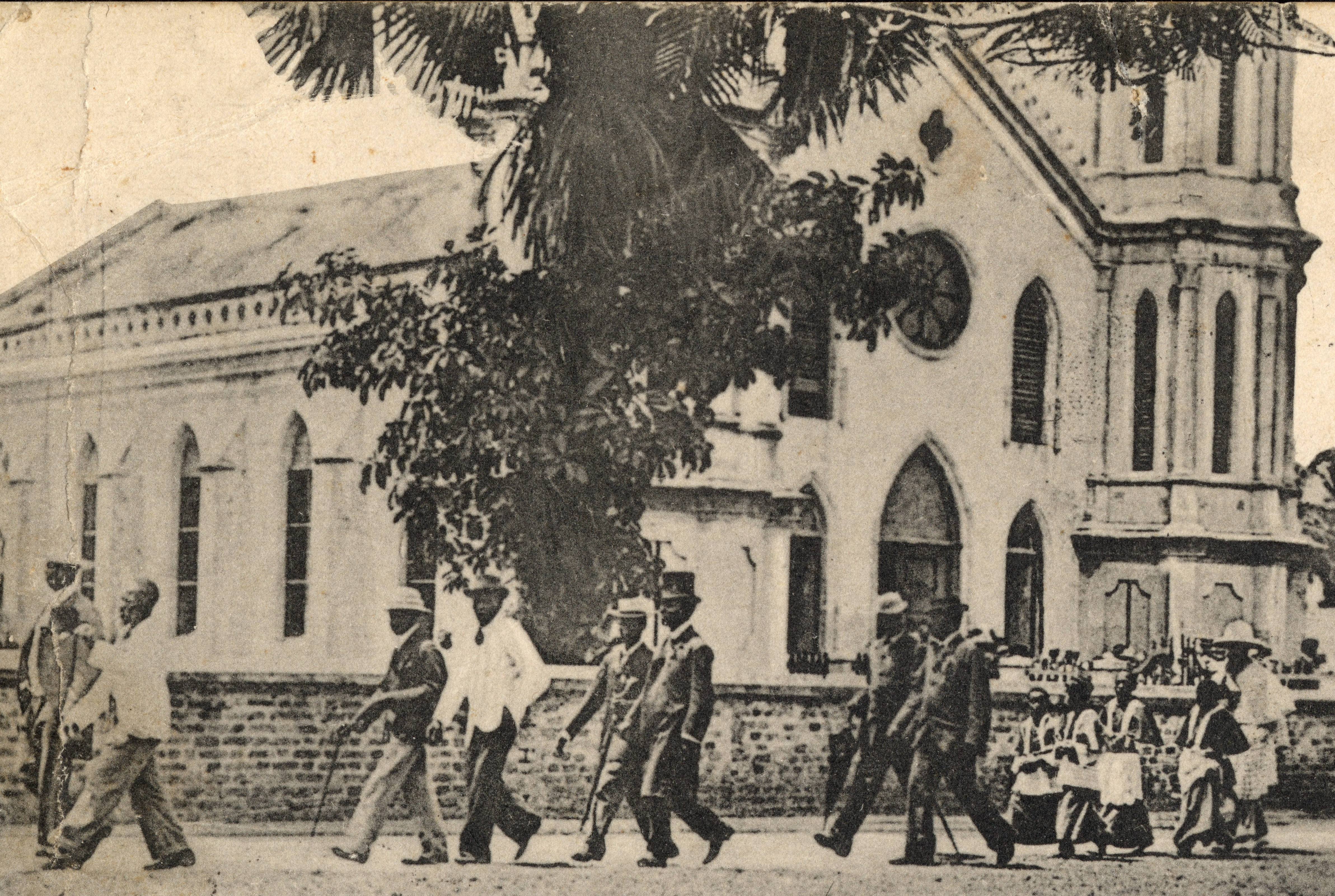
Католицький собор в Лагосі, Нігерія, 1917 рік
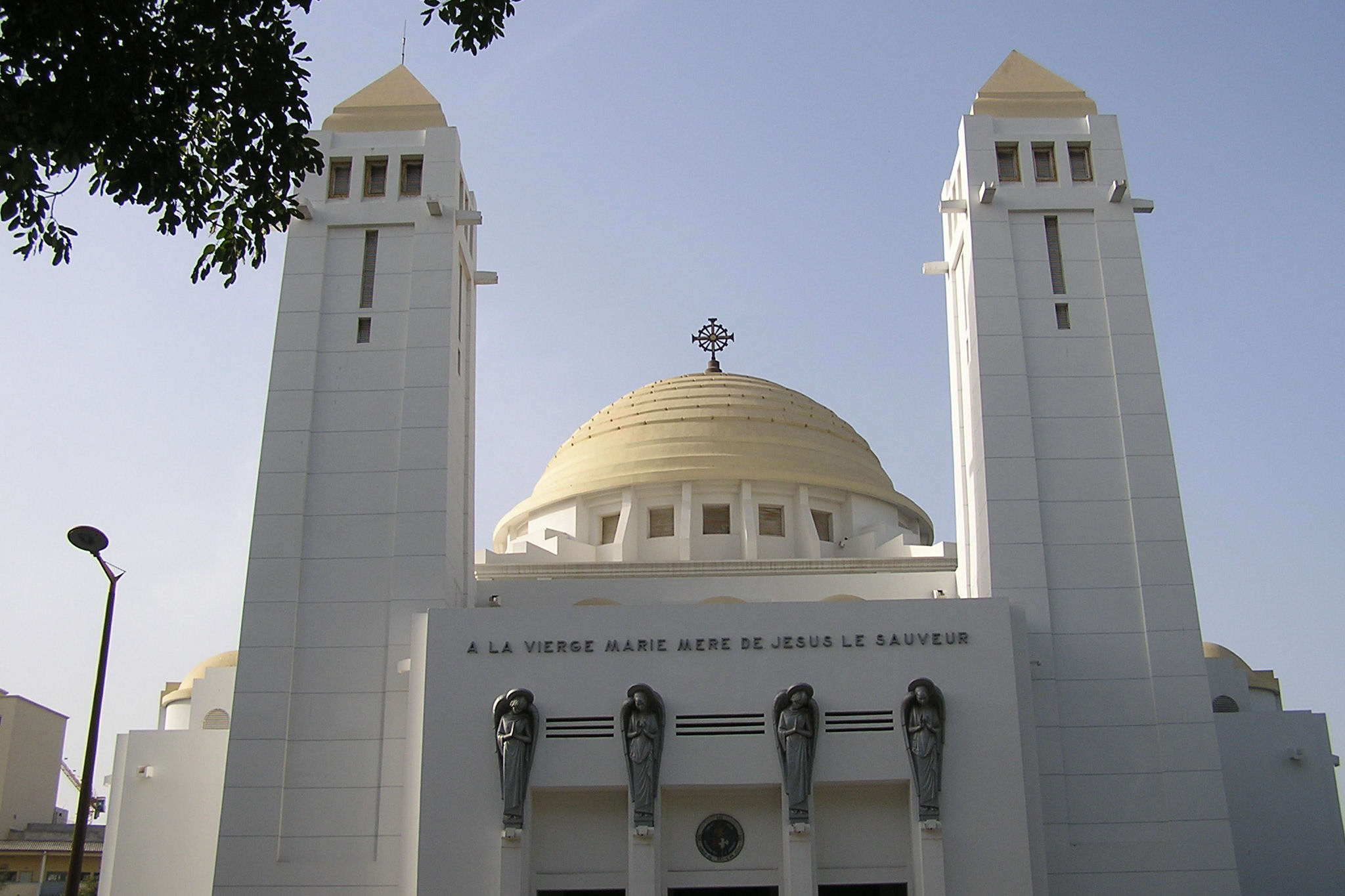
Католицький собор в Дакарі, Сенегал
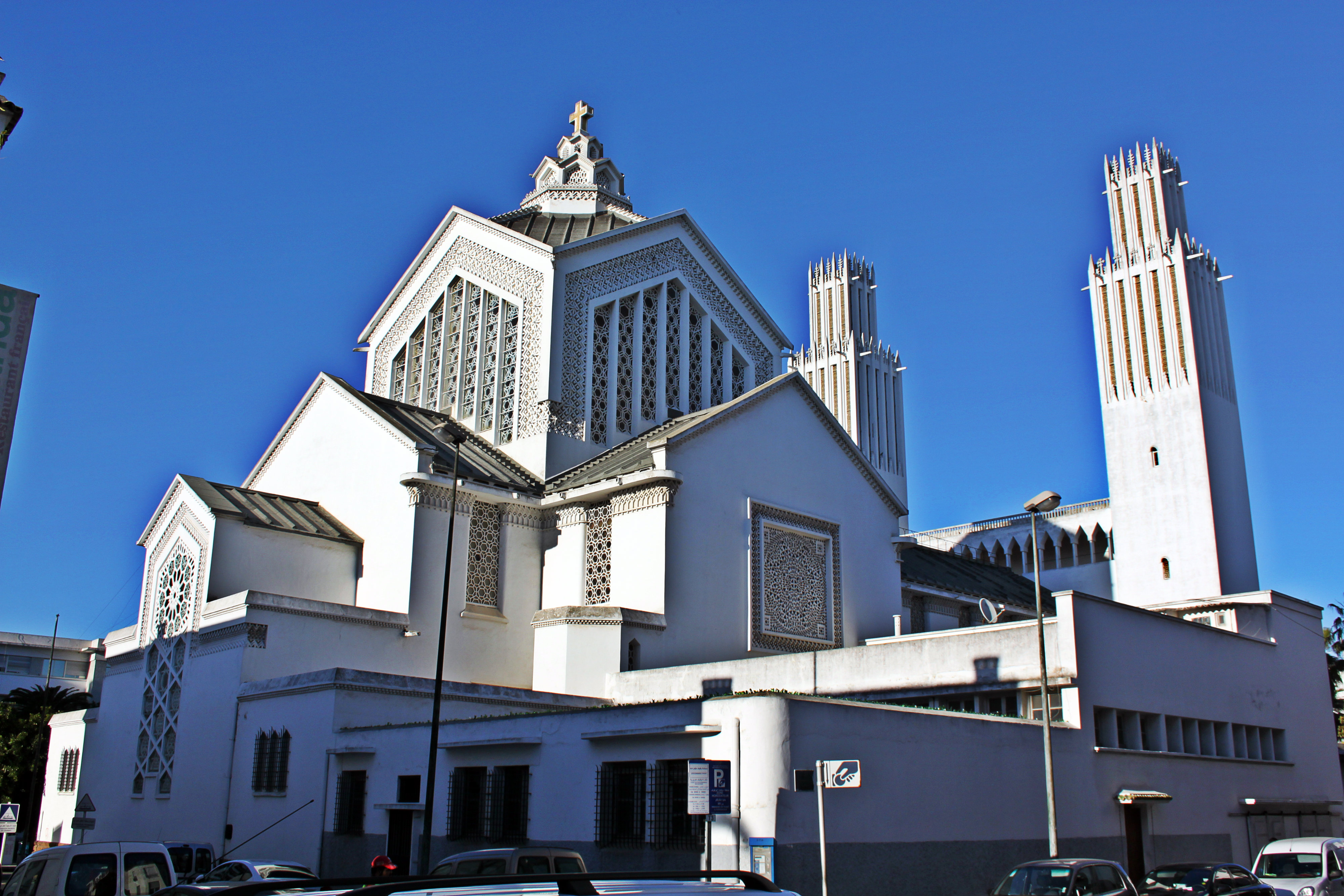
Католицький собор в Рабаті, Марокко
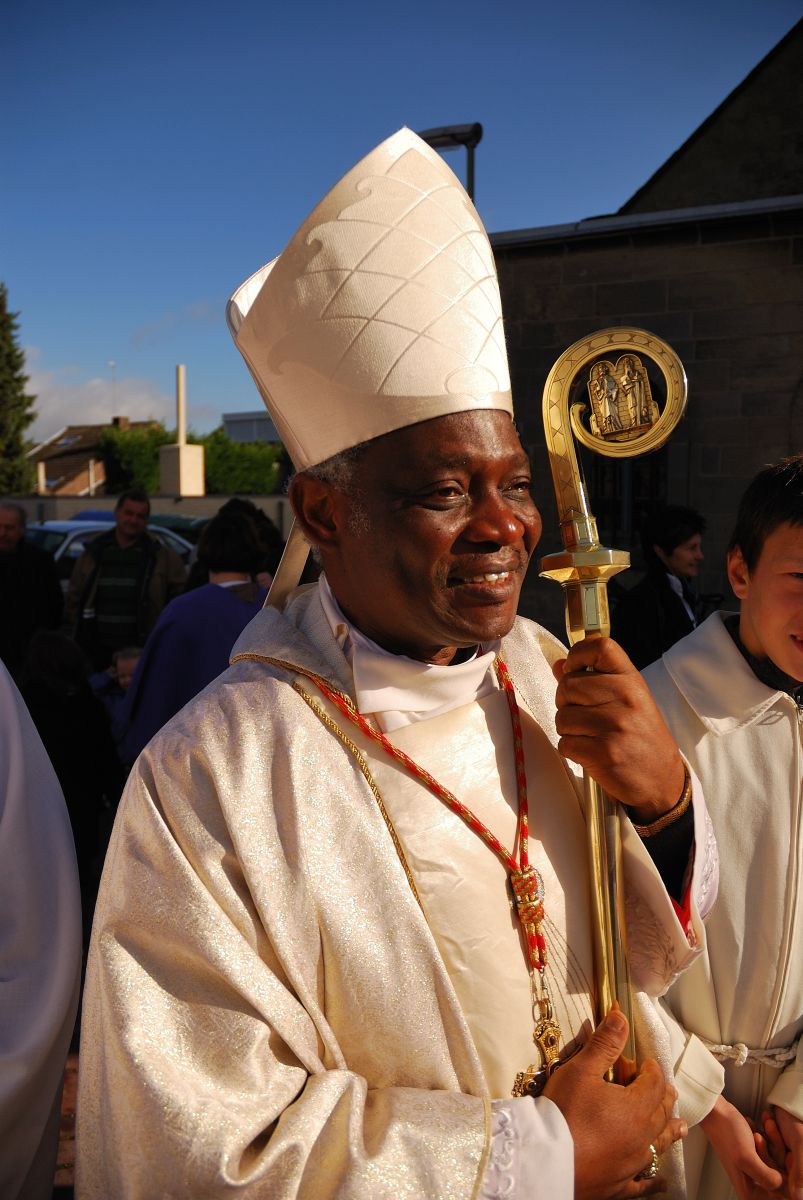
Кардинал Пітер Тарксон

Наприкінці XX століття на континенті було створено пів сотні архієпископств, до 300 єпископств, 16 апостольських вікаріатів, 1 прелатуру й 1 абатство, більше 40 монашеських конгрегацій. Станом на 2020 рік, 29 кардиналів із загального числа 222, походять з Африки (ще 1978 року їх було втричі менше), загалом більше 400 тис. священників. Це наслідки свідомої політики папи Івана Павла II, яки надавав перевагу висвяті першосвященників з країн Третього світу, внаслідок чого до 2001 року вони становили понад 40 %, тоді як частка італійців впала з 60 до 15 %. Нігерійський кардинал і радник Івана Павла ІІ Френсіс Арінзе вважався одним з кандидатів на папський престол на папському конклаві 2005 року, на якому було обрано папою Бенедикта XVI. Кардинал Пітер Тарксон, колишній архієпископ Кейп-Коуста в Гані, є наймолодшим африканським кардиналом (1948 року народження), він брав участь в папському конклаві 2013 року як «найбільш привабливий кандидат з континенту».

#### Уніатство
До уніатських церков Африки відносять релігійні громади, що свого часу відокремились від православ'я і з різних причин уклали союз із Римо-католицькою церквою, тим самим визнавши верховенство римського папи, церковний догмат, але зберігши внутрішню автономію та обрядовість. На континенті налічується 8 таких церков:
- Вірменський обряд
  - Вірменська католицька церква була утворена 1742 року. Налічує 6,5 тис. вірян 2017 року в Єгипті, що підпорядковується Александрійській єпархії[34]. Релігійний центр в Бейруті (Ліван).
- Візантійський обряд
  - Мелькітська греко-католицька церква була утворена 1726 року. Підпорядковується Антіохійському патріархату. Налічує незначну кількість вірян на території Єгипту і Судану[34]. Релігійний центр в Дамаску (Сирія).
- Західносирійський обряд
  - Маронітська церква отримала автокефалію 1100 року. Налічує 5.4 тис. вірян 2017 року в Єгипті, Судані й Гані, що підпорядковуються Каїрській єпархії[34]. Релігійний центр в Бкерці (Ліван).
  - Сирійська католицька церква була утворена 1656 року. Налічує 1,5 тис. вірян 2017 року у Єгипті та Судані[34]. Релігійний центр в Бейруті.
- Східносирійський обряд
  - Халдейська католицька церква була утворена 1552 року. Налічує 2 тис. вірян 2017 року, що підпорядковуються патріаршому вікаріату Єгипту[34]. Релігійний центр в Багдаді (Ірак).
- Александрійський обряд
  - Коптська католицька церква була утворена 1741 року. Налічує 187,3 тис. вірян 2017 року в 7 єпархіях на території Єгипту і Судану[34].
  - Ефіопська католицька церква була утворена 1846 року. Налічує 70,8 тис. вірян 2017 року в 4 єпархіях на території Ефіопії[34]. Релігійний центр в Аддис-Абебі.
  - Еритрейська католицька церква була утворена 2015 року. Налічує 167 тис. вірян 2017 року в 4 єпархіях на території Еритреї[34]. Релігійний центр в Асмері.

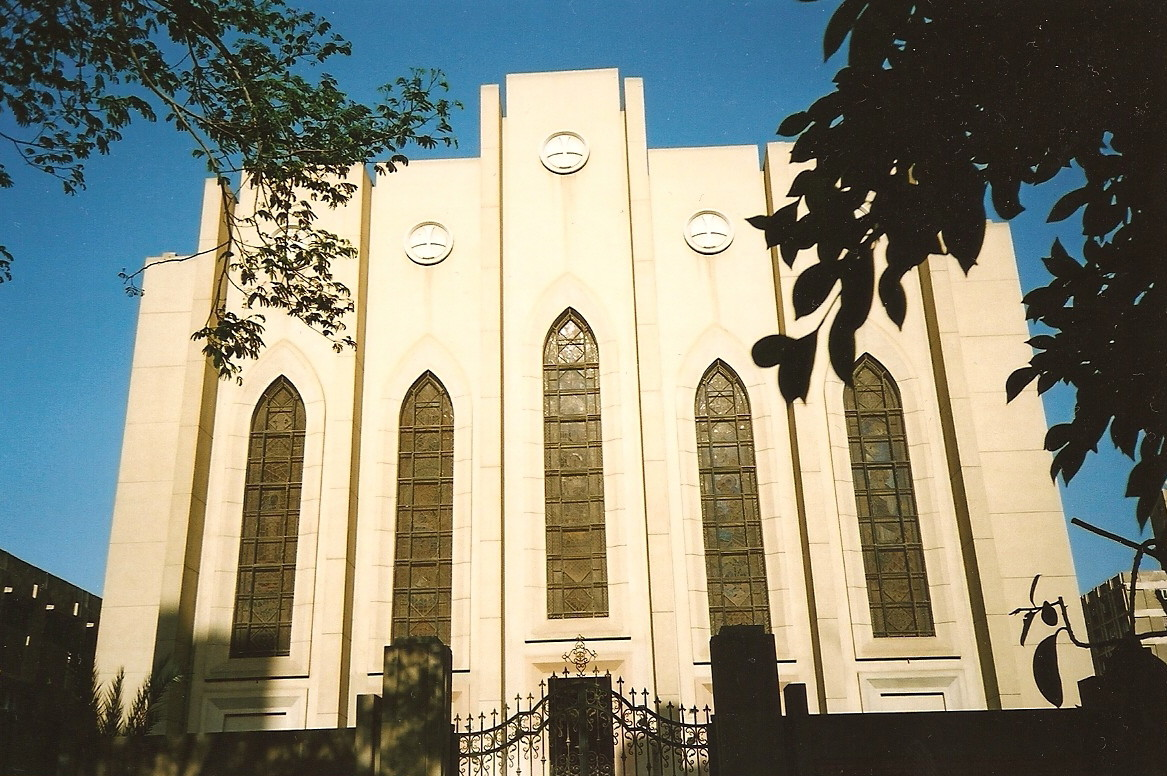
Собор Єгипетської Богоматері в Каїрі, Єгипет
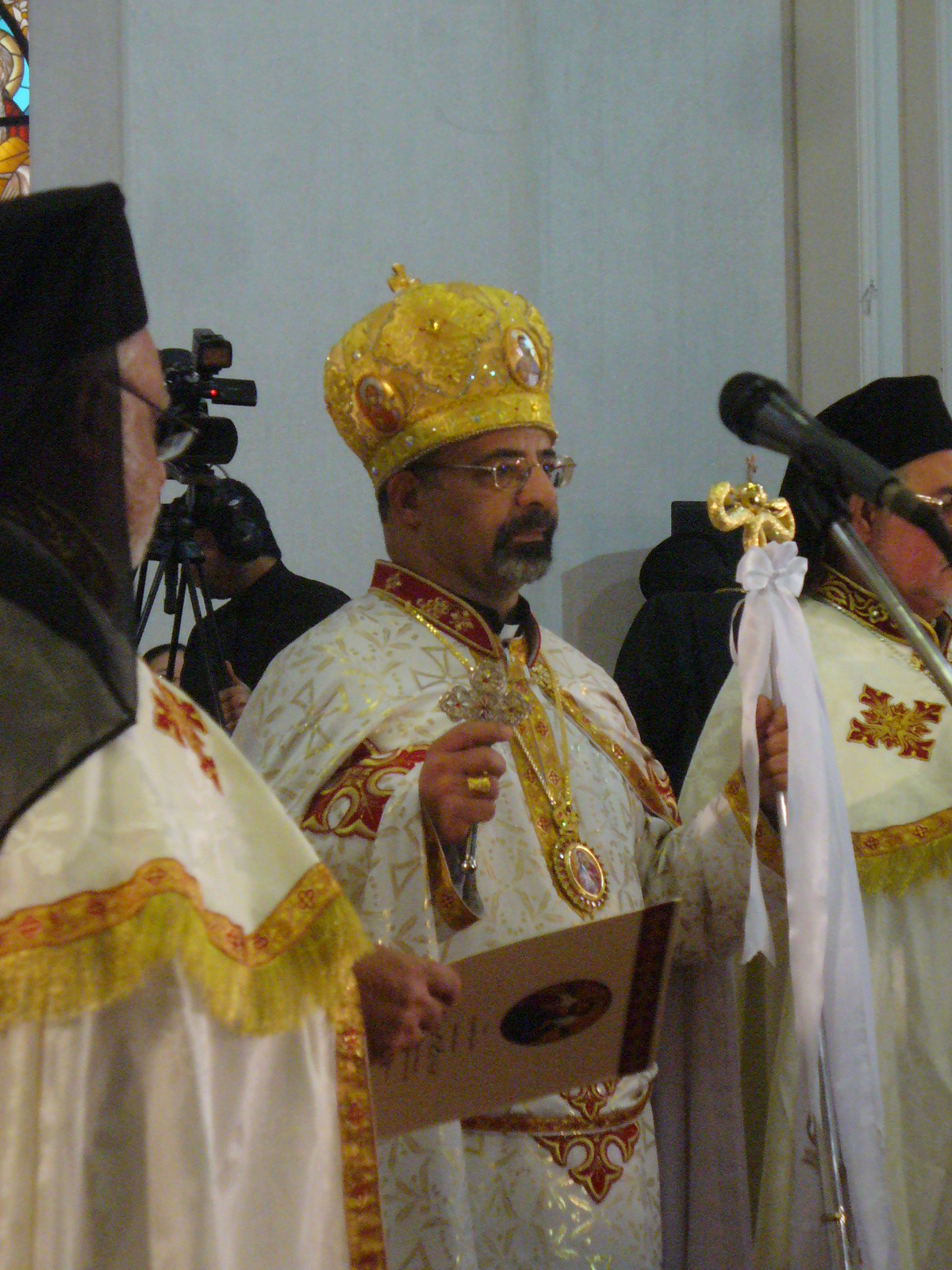
Інтронізація коптсько-католицького патріарха Ібрагіма Ісаака Сідрака
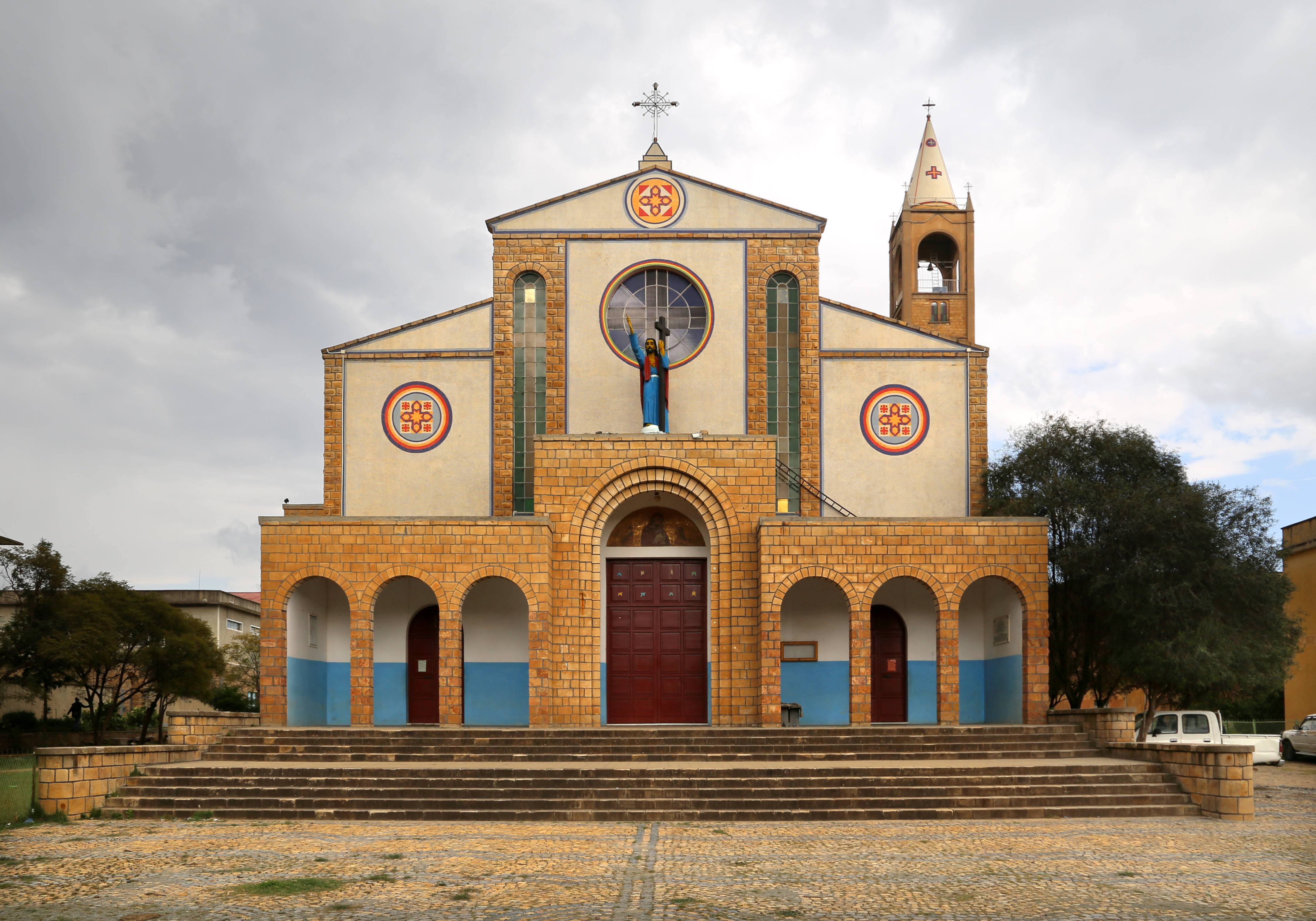
Собор Святого Спаса в Адіграті, Ефіопія
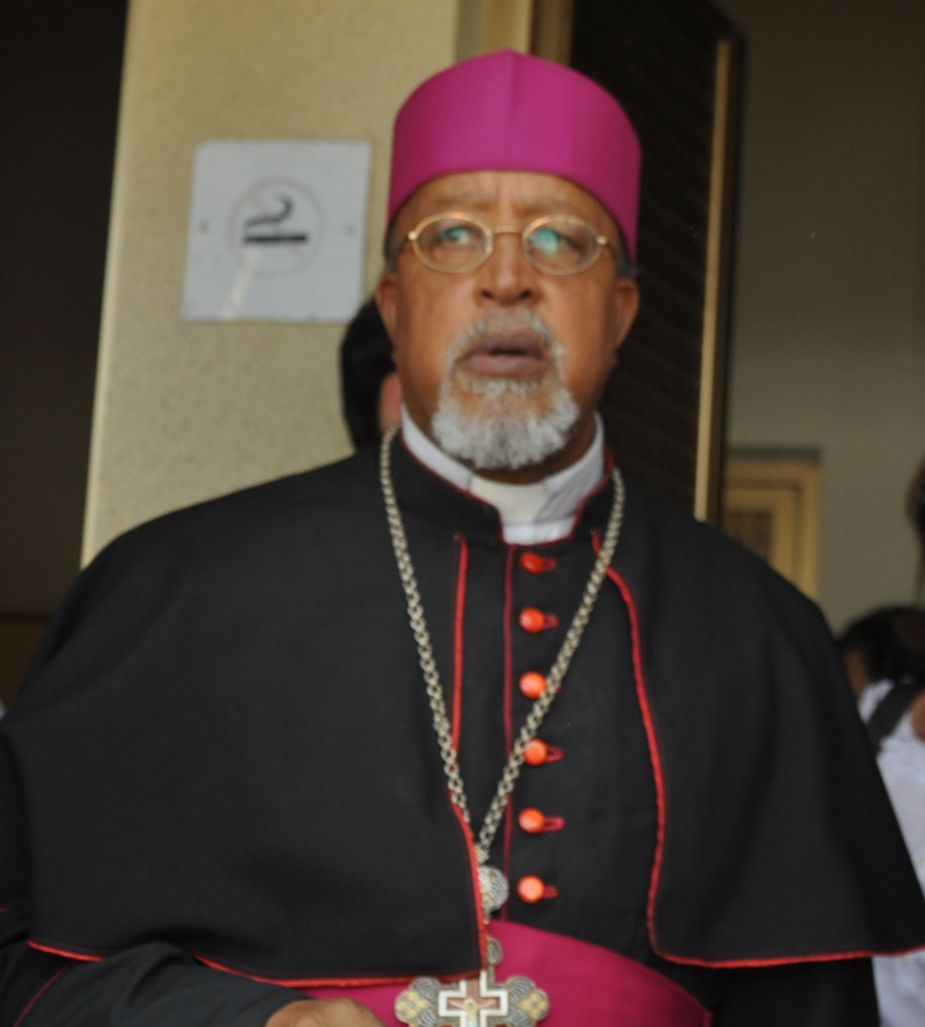
Аддіс-абебський архієпископ Бирханеєсус Демрев Сурафіл
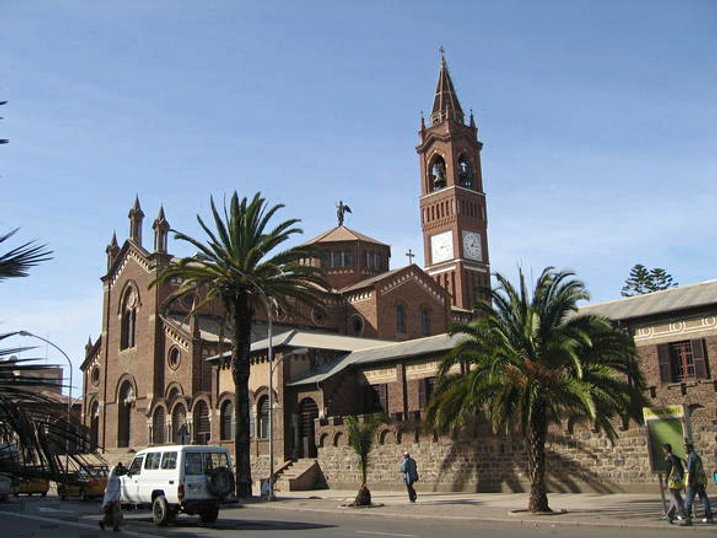
Собор в Асмері, Еритрея
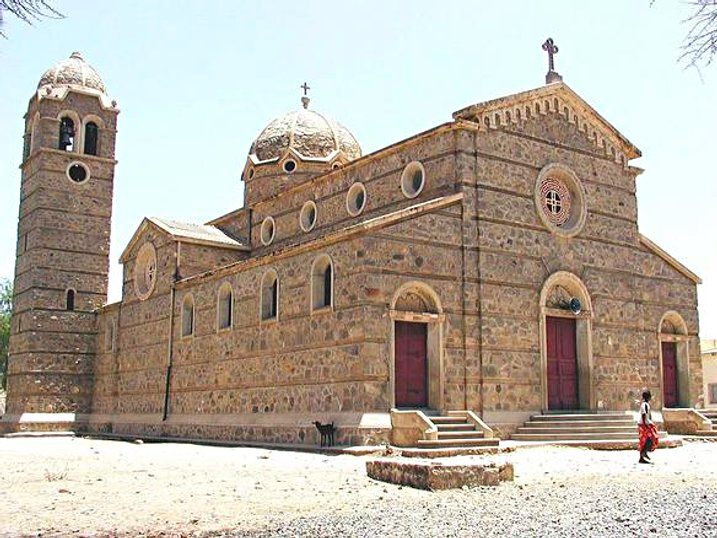
Храм в Акрурі, Еритрея

### Протестантизм
Перші протестанти з'явились на півдні континенту в XVII столітті, це були бури-переселенці з Нідерландів. Тому історично на початку XXI століття найбільша частка протестантів спостерігається в південноафриканських (⅓ загальної кількості прихожан протестантських церков в Африці, ¼ місцевого населення) і західноафриканських країнах (¼ і менше 10 %, відповідно), на островах Індійського океану (5 % і 20 %, відповідно). Протестанти численно переважають над католиками в Південній та Західній Африці. Протестантські громади присутні в усіх країнах Африки, найбільші зосереджені в ПАР, Нігерії, ДР Конго, на ці три країни припадає половина протестантів у Африці. Найбільша частка протестантів серед усіх віруючих громадян спостерігається в ПАР, Намібії, Мадагаскарі, Лесото, Ботсвані, Республіці Конго (20-50 %). Серед християн Сьєрра-Леоне, Єгипту, Ліберії, Гани, Нігерії, Ефіопії, Малаві, Зімбабве, Ботсвани, Есватіні, Намібії, Мадагаскару та ПАР більше протестантів ніж католиків.

#### Адвентисти
Громади адвентистів присутні в половині країн Африки. Найбільше зосереджено в Кенії, Руанді, ПАР, Малаві та на Мадагаскарі.

#### Англіканство
Громади англікан присутні в половині країн Африки, це найбільш організована і найчисельніша (20 % прихожан) протестантська церква на континенті. Найбільше англікан і єпископаліан зосереджено в ПАР, Уганді, Нігерії, Танзанії та Кенії. Найчисленніші церкви (станом на 2001—2012 роки):
- Церква Нігерії (англ. Church of Nigeria) — 20,1 млн вірян[38].
- Церква Уганди (Church of Uganda) — 8,1 млн вірян, 31 діоцезія і 1,8 тис. парафій, в яких служать 29 єпископів і 4 тис. священників[39].
- Англіканська церква Кенії (Anglican Church of Kenya) — 5 млн вірян, 29 діоцезій і 1,2 тис. парафій, в яких служать 2,2 тис. священників[40].
- Єпископальна церква Південного Судану і Судану (Episcopal Church of South Sudan and Sudan) — 4,5 млн вірян, 24 діоцезії[41].
- Англіканська церква Південної Африки (Anglican Church of Southern Africa) — 2,3 млн вірян, 24 діоцезії і 0,9 тис. парафій, в яких служать 30 єпископів і 705 священників[42].
- Англіканська церква Танзанії (Anglican Church of Tanzania) — 2,0 млн вірян, 19 діоцезій і 1,8 тис. парафій, в яких служать 25 єпископів і 1,3 тис. священників[43].
- Англіканська церква Руанди (Anglican Church of Rwanda) — 1,0 млн вірян, 9 діоцезій і 276 парафій, в яких служать 9 єпископів і 400 священників[44].
- Англіканська церква Центральної Африки (Church of the Province of Central Africa) — 0,9 млн вірян, 15 діоцезій і 250 парафій, в яких служать 15 єпископів і 400 священників[45].
- Англіканська церква Бурунді (Anglican Church of Burundi) — 0,8 млн вірян, 6 діоцезій і 112 парафій, в яких служать 5 єпископів і 176 священників[46].
- Церква Христова в конго-англіканській громаді Конго (Church of Christ in Congo–Anglican Community of Congo) — 0,5 млн вірян, 7 діоцезій і 307 парафій, в яких служать 7 єпископів і 410 священників[47].
- Церква Західної Африки (Church of the Province of West Africa) — 0,3 млн вірян, 12 діоцезій і 700 парафій, в яких служать 12 єпископів і 900 священників[48].

Англіканські кафедральні собори в Африці
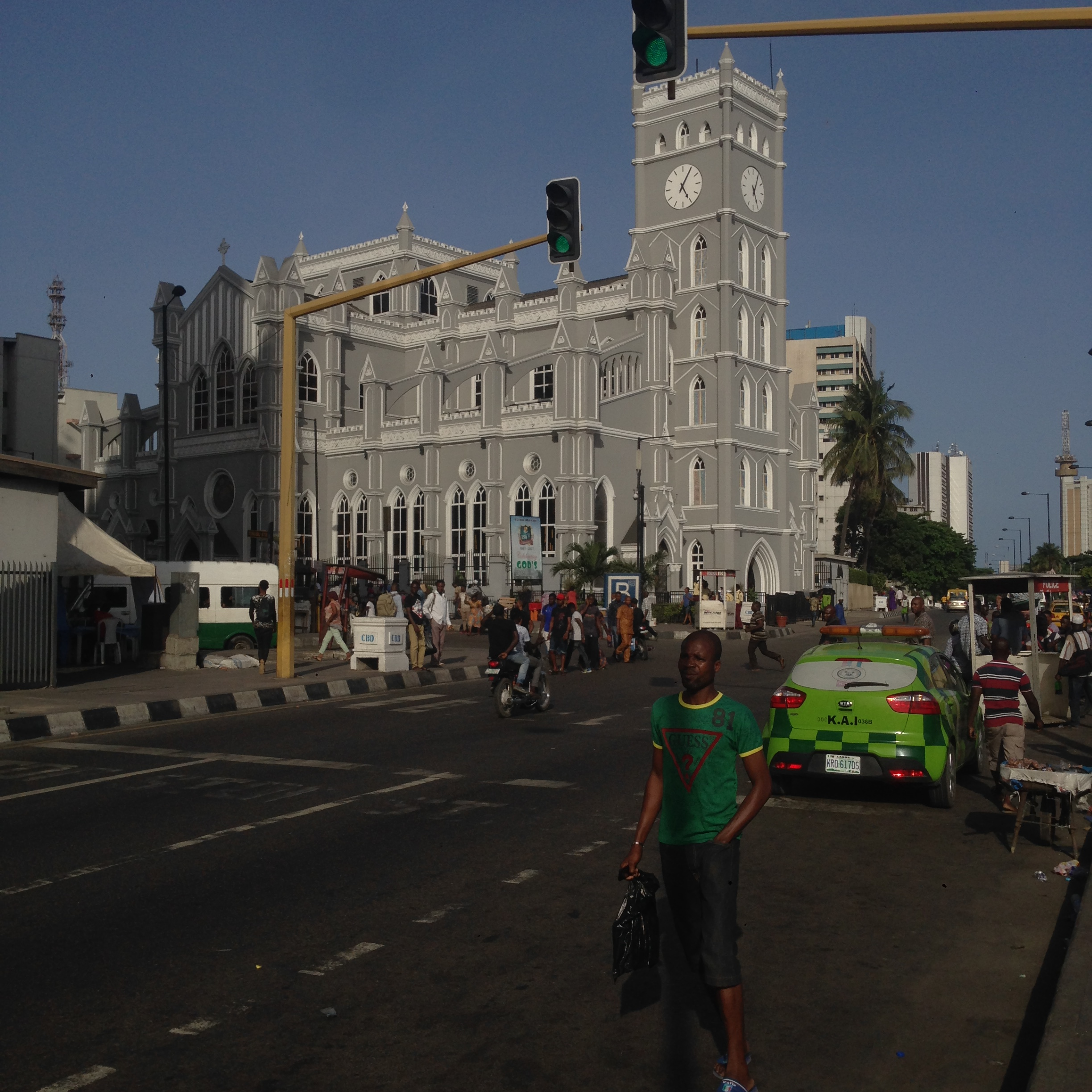
Лагос, Нігерія
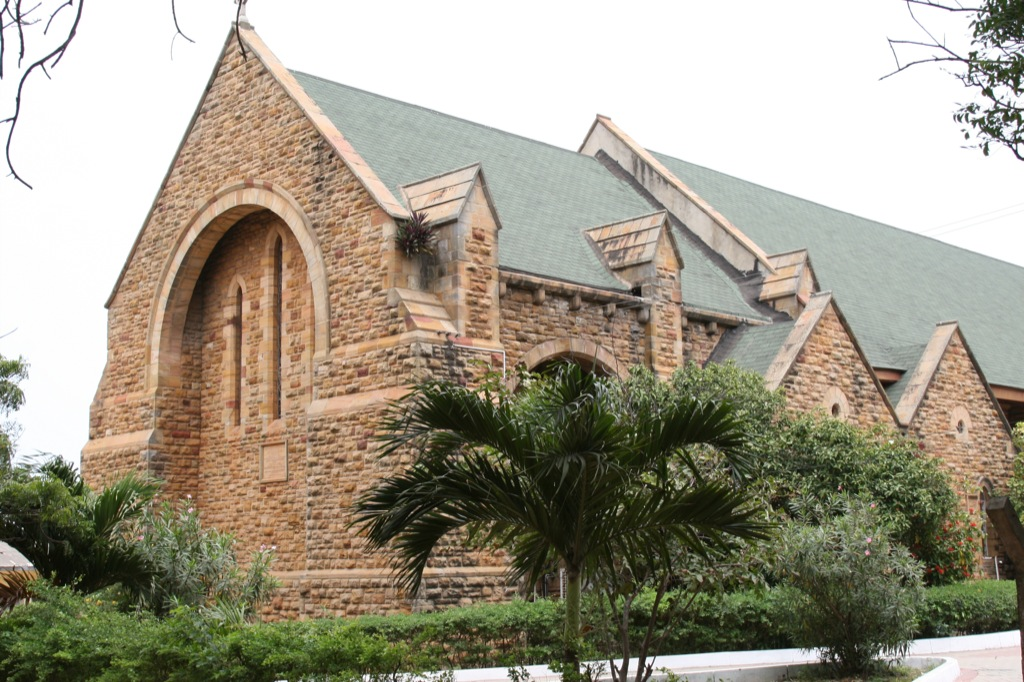
Аккра, Гана
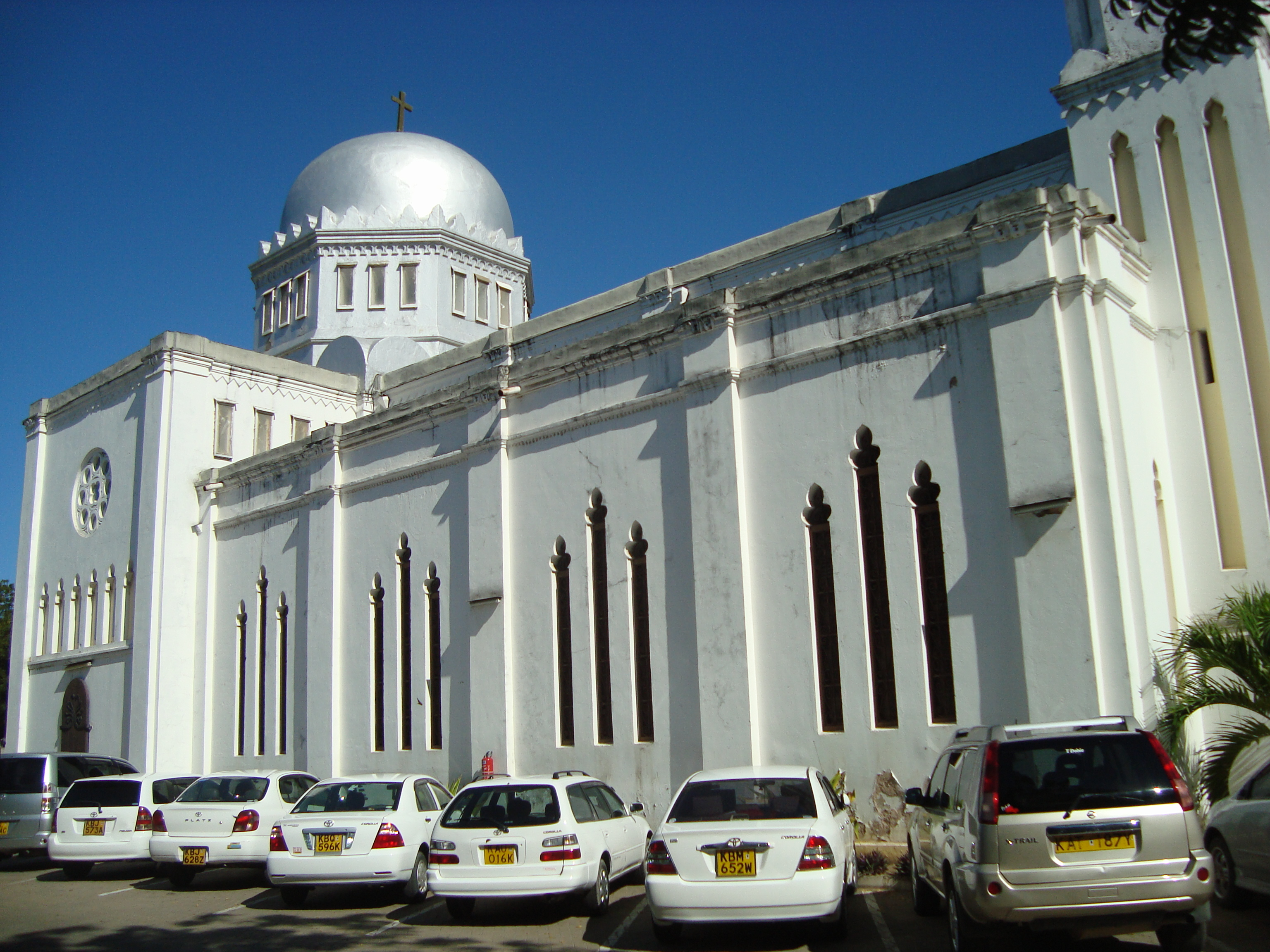
Момбаса, Кенія
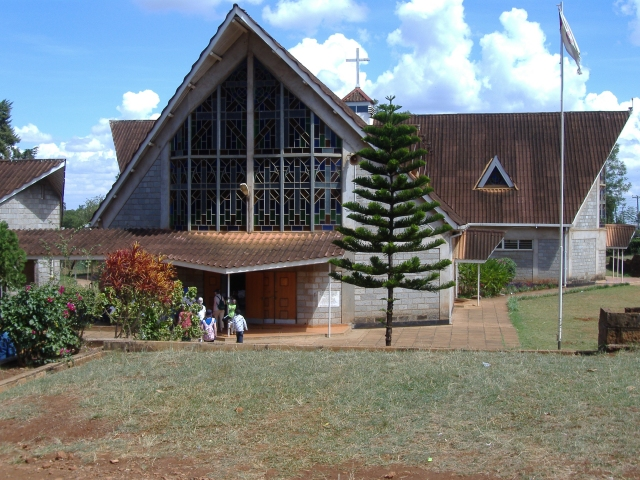
Ембу, Кенія
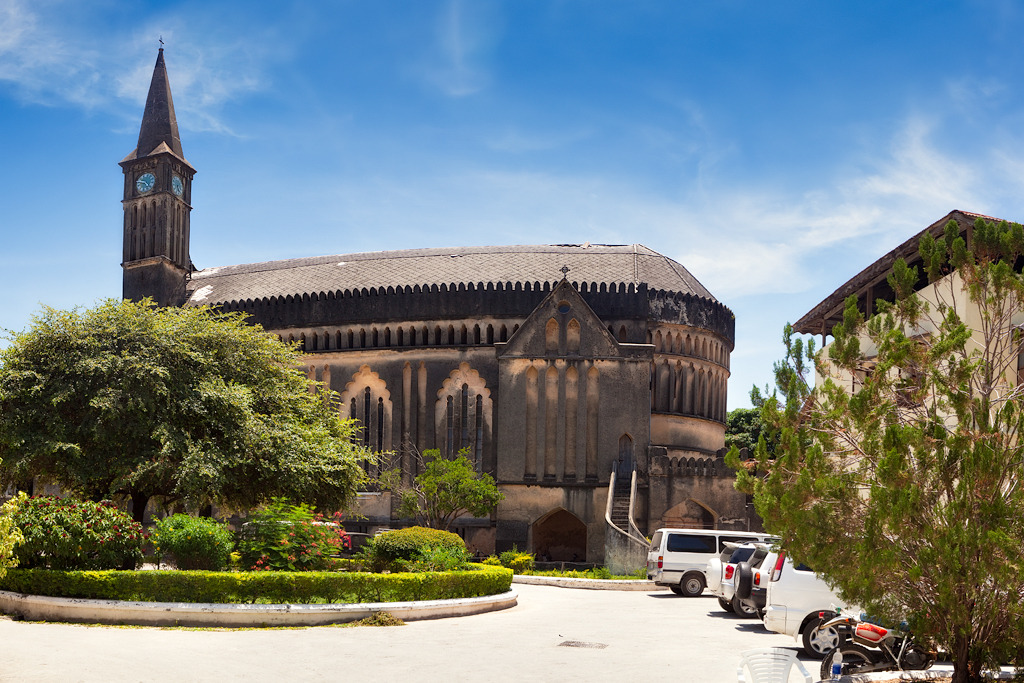
Занзібар, Танзанія

#### Баптизм

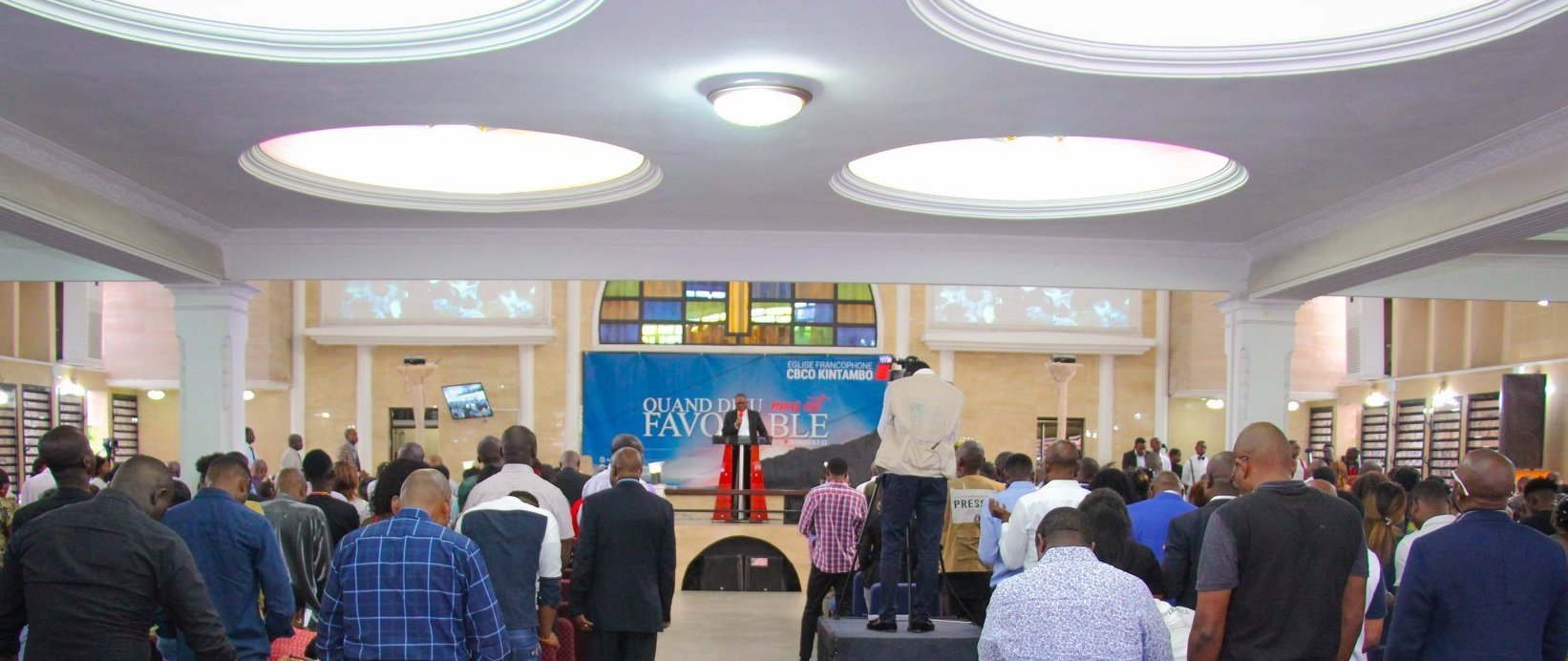
Богослужіння баптистів у Кіншасі, ДР Конго

Громади баптистів присутні в половині країн Африки. Найбільше зосереджено в ДР Конго, Нігерії, ПАР, Анголі та ЦАР. Найчисленніші церкви (станом на 2014 рік):
- Нігерійський баптистський конвент (англ. Nigerian Baptist Convention) — 3,5 млн вірян і 10 тис. парафій[49].
- Баптистський союз Уганди (Baptist Union of Uganda) — 1,5 млн вірян і 2 тис. парафій[49].
- Баптистська громада Конго (Baptist Community of Congo) — 2,1 млн вірян.
- Баптистський конвент Танзанії (Baptist Convention of Tanzania) — 0,5 млн вірян і 3,1 тис. парафій[49].
- Баптистська громада ріки Конго (Baptist Community of the Congo River) — 1,1 млн вірян і 2,6 тис. парафій[49].
- Баптистський конвент Кенії (Baptist Convention of Kenya) — 0,6 млн вірян і 3 тис. парафій[49].
- Баптистський конвент Малаві (Baptist Convention of Malawi) — 0,3 млн вірян і 1,4 тис. парафій[49].
- Баптистський конвент Гани (Ghana Baptist Convention) — 0,2 млн вірян і 1,8 тис. парафій[49].
- Союз баптистських церков Руанди (Union of Baptist Churches in Rwanda) — 0,3 млн вірян і 120 парафій[49].
- Євангелістська баптистська церква Центральноафриканської Республіки (Evangelical Baptist Church of the Central African Republic) — 0,2 млн вірян і 250 парафій[49].

#### Кальвінізм
Більшість реформатів проживає в ПАР, присутні малочисельні релігійні громади в сусідніх з ПАР країнах. Найбільше пресвітеріан мешкає в Малаві, Гані, Камеруні, ДР Конго, ПАР і Нігерії. Найчисленніші церкви (станом 2001—2012):
- Пресвітеріанська церква Східної Африки (англ. Presbyterian Church of East Africa) — 4,0 млн вірян, 310 парафій, 450 пасторів[50].
- Пресвітеріанська церква Нігерії (Presbyterian Church of Nigeria) — 3,8 млн вірян[51].
- Пресвітеріанська церква Африки (Presbyterian Church of Africa) — 3,4 млн вірян, 242 конгрегації, 175 пасторів[52].
- Церква Христова в конголезько-пресвітеріанській громаді Конго (Church of Christ in Congo–Presbyterian Community of Congo) — 2,5 млн вірян, 926 конгрегацій, 672 пастори[53].
- Пресвітеріанська церква Камеруну (Presbyterian Church of Cameroon) — 1,8 млн вірян, 300 парафій, 500 пасторів[54].
- Церква центральноафриканських пресвітеріан (Church of Central Africa Presbyterian) — 1,3 млн вірян[55].
- Пресвітеріанська церква в Судані (Presbyterian Church in Sudan) — 1,0 млн вірян, 500 конгрегацій, 265 пасторів[56].
- Пресвітеріанська церква в Камеруні (Presbyterian Church in Cameroon) — 0,7 млн вірян, 1300 конгрегацій, 300 священнослужителів[57].
- Євангелістська пресвітеріанська церква Гани (Evangelical Presbyterian Church, Ghana) — 0,6 млн вірян, 2180 конгрегацій, 540 пасторів[58].
- Об'єднана пресвітеріанська церква в Південній Африці (Uniting Presbyterian Church in Southern Africa) — 0,5 млн вірян, 472 конгрегації, 420 пасторів[59].
- Пресвітеріанська церква Руанди (Presbyterian Church in Rwanda) — 0,3 млн вірян, 92 парафії, 81 пастор[60].
- Церква Ісуса Христа на Мадагаскарі (Church of Jesus Christ in Madagascar) — 3,5 млн вірян, 5795 конгрегацій, 1200 пасторів[61].
- Об'єднана церква в Замбії (United Church in Zambia) — 3,0 млн вірян, 1060 конгрегацій, 250 пасторів[62].
- Євангелістська церква Камеруну (Evangelical Church of Cameroon) — 2,5 млн вірян, 700 парафій, 1000 пасторів[63].
- Голландська реформістська церква в Південній Африці (Dutch Reformed Church in South Africa (NGK)) — 1,1 млн вірян.
- Об'єднана реформістська церква в Південній Африці (Uniting Reformed Church in Southern Africa) — 0,5 млн вірян, 758 конгрегацій, 526 пасторів[64].
- Євангелістська церква Лесото (Lesotho Evangelical Church) — 0,3 млн вірян, 107 парафій, 64 пастори[65].
- Християнська реформістська церква Нігерії (Christian Reformed Church of Nigeria) — 0,3 млн вірян, 12 округів, 60 конгрегацій, 64 пастори[66].
- Реформістська церква в Замбії (Reformed Church in Zambia) — 0,3 млн вірян, 152 конгрегації, 84 пастори[67].
- Євангелістська реформістська церква в Анголі (Evangelical Reformed Church in Angola) — 0,2 млн вірян[68].
- Церква Христова в Судані (Church of Christ in the Sudan Among the Tiv) — 0,2 млн вірян, 452 конгрегації, 218 пасторів[69].
- Євангелістська церква Конго (Evangelical Church of Congo) — 0,2 млн вірян, 118 конгрегації, 132 пастори[70].
- Євангелістська конгрегація церков в Анголі (Evangelical Congregational Church in Angola) — 0,9 млн вірян, 2800 конгрегацій, 760 священнослужителів[71].
- Об'єднана конгрегація церков Південної Африки (United Congregational Church of Southern Africa) — 0,5 млн вірян, 350 приходів, 300 священнослужителів[72].

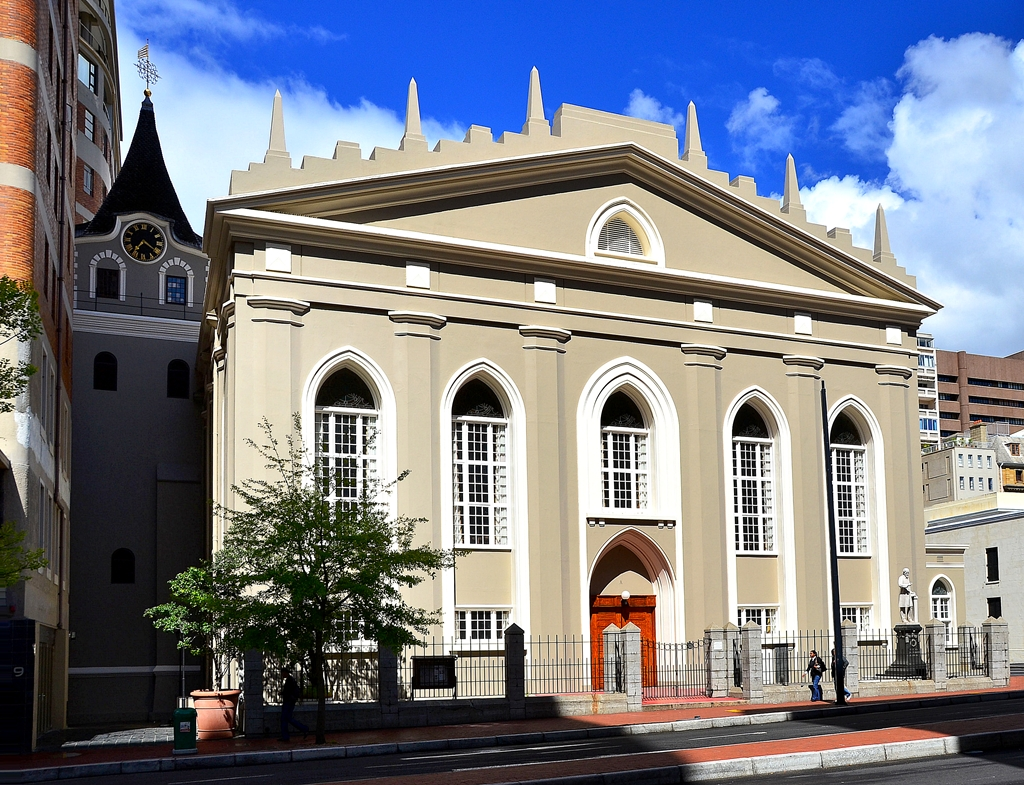
Хоудекерк в Кейптауні, ПАР
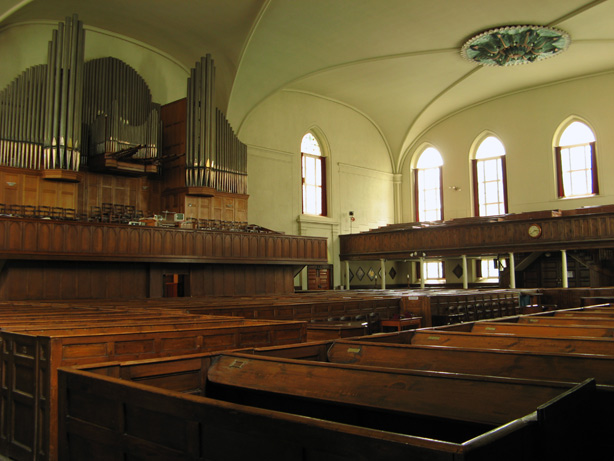
Інтер'єр Хоудекерки
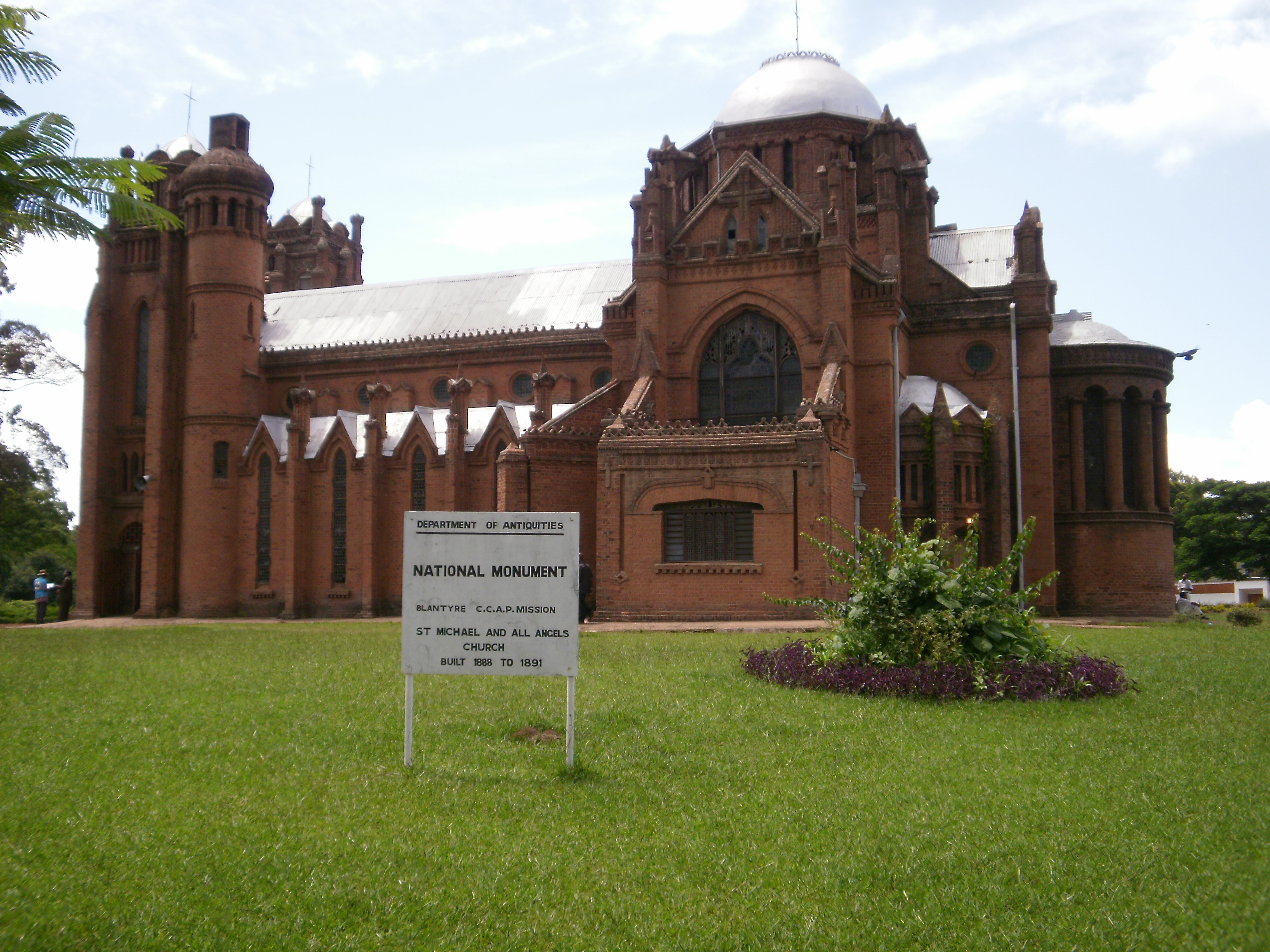
Храм в Блантайрі, Малаві
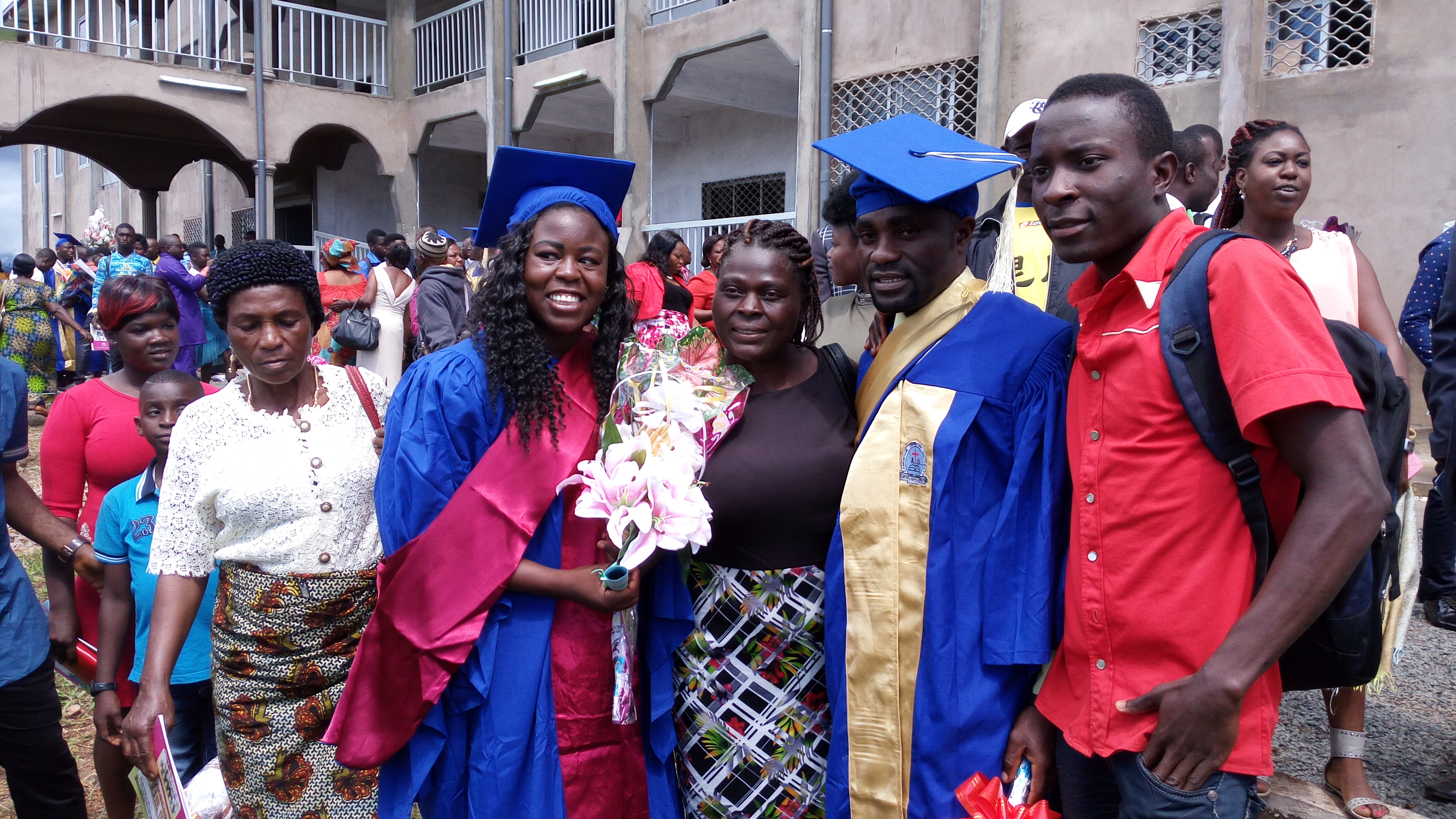
Випускники Християнського університету Камеруну
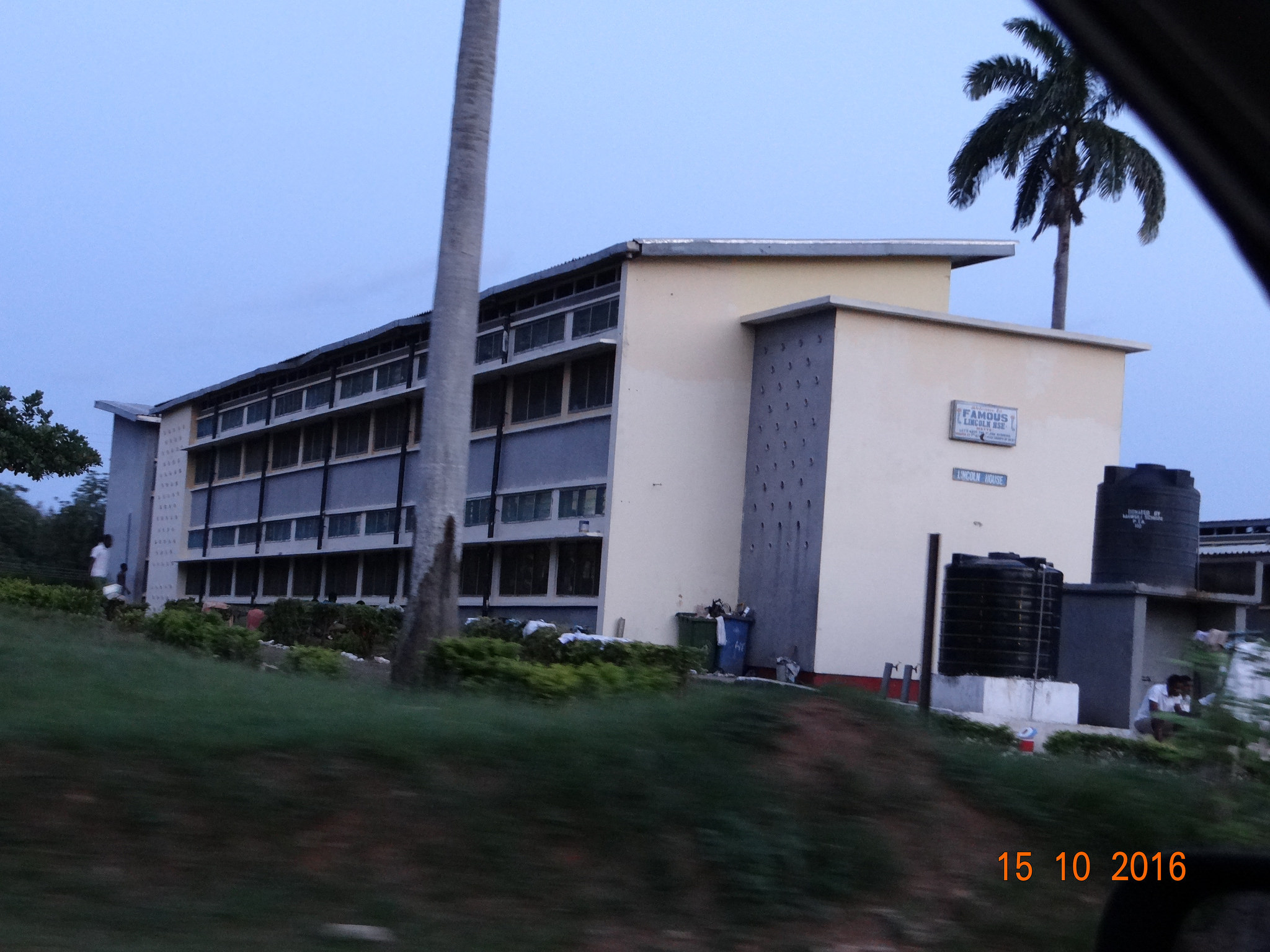
Школа Мавулі в Хо, Гана

#### Лютеранство
Лютеранська церква друга за чисельністю прихожан, після англіканської, протестантська церква континенту. Її релігійні громади створено в половині країн Африки. Найбільше лютеран зосереджено в ПАР, Танзанії, Мадагаскарі, Нігерії та Камеруні. Найчисленніші церкви (станом 2001—2012):
- Ефіопська євангелістська церква Мекане Єсуса (англ. Ethiopian Evangelical Church Mekane Yesus) — 8,3 млн вірян[73].
- Євангелістська лютеранська церква Танзанії (Evangelical Lutheran Church in Tanzania) — 6,5 млн вірян[74].
- Мальгашська лютеранська церква (Malagasy Lutheran Church) — 3,0 млн вірян[75].
- Лютеранська церква Христова в Нігерії (The Lutheran Church of Christ in Nigeria) — 2,2 млн вірян[76].
- Євангелістська лютеранська церква в Намібії (Evangelical Lutheran Church in Namibia) — 0,7 млн вірян[77].
- Євангелістська лютеранська церква в Південній Африці (Evangelical Lutheran Church in Southern Africa) — 0,6 млн вірян[78].
- Євангелістська лютеранська церква в Республіці Намібія (Evangelical Lutheran Church in the Republic of Namibia) — 0,4 млн вірян[77].
- Євангелістська лютеранська церква Камеруну (Evangelical Lutheran Church of Cameroon) — 0,3 млн вірян[79].
- Євангелістська лютеранська церква в Зімбабве (Evangelical Lutheran Church in Zimbabwe) — 0,3 млн вірян[80].

#### Методизм
Найбільше методистів зосереджено в Нігерії, Гані, ДР Конго, Зімбабве та ПАР. Найчисленніші церкви (станом 2001—2012):
- Методистська церква Нігерії (англ. Methodist Church Nigeria) — 2 млн вірян, 400 округів і 2 тис. конгрегацій, в яких ведуть службу 47 єпископів і 2 тис. пасторів[81].
- Методистська церква Південної Африки (Methodist Church of Southern Africa) — 1,7 млн вірян, 12 округів і 338 конгрегацій, в яких ведуть службу 750 пасторів[82].
- Об'єднана методистська церква Кот-д'Івуар (United Methodist Church of Ivory Coast) — 1 млн вірян, 850 конгрегацій, в яких ведуть службу 110 пасторів[83].
- Методистська церква Гани (Methodist Church Ghana) — 0,8 млн вірян, 2,9 тис. конгрегацій, в яких ведуть службу 700 пасторів[84].
- Методистська церква в Кенії (Methodist Church in Kenya) — 0,5 млн вірян, 106 округів і 0,9 тис. конгрегацій, в яких ведуть службу 357 пасторів[85].

#### П'ятидесятництво
Найбільше п'ятидесятників зосереджено в ПАР, ДР Конго, Кенії, Нігерії та Бурунді. Найчисленніші церкви (станом 2001—2012):
- Місія апостольської віри в Південній Африці (Apostolic Faith Mission of South Africa) — 1,2 млн вірян.
- Асоціація п'ятидесятницьких церков Руанди — 1 млн вірян.

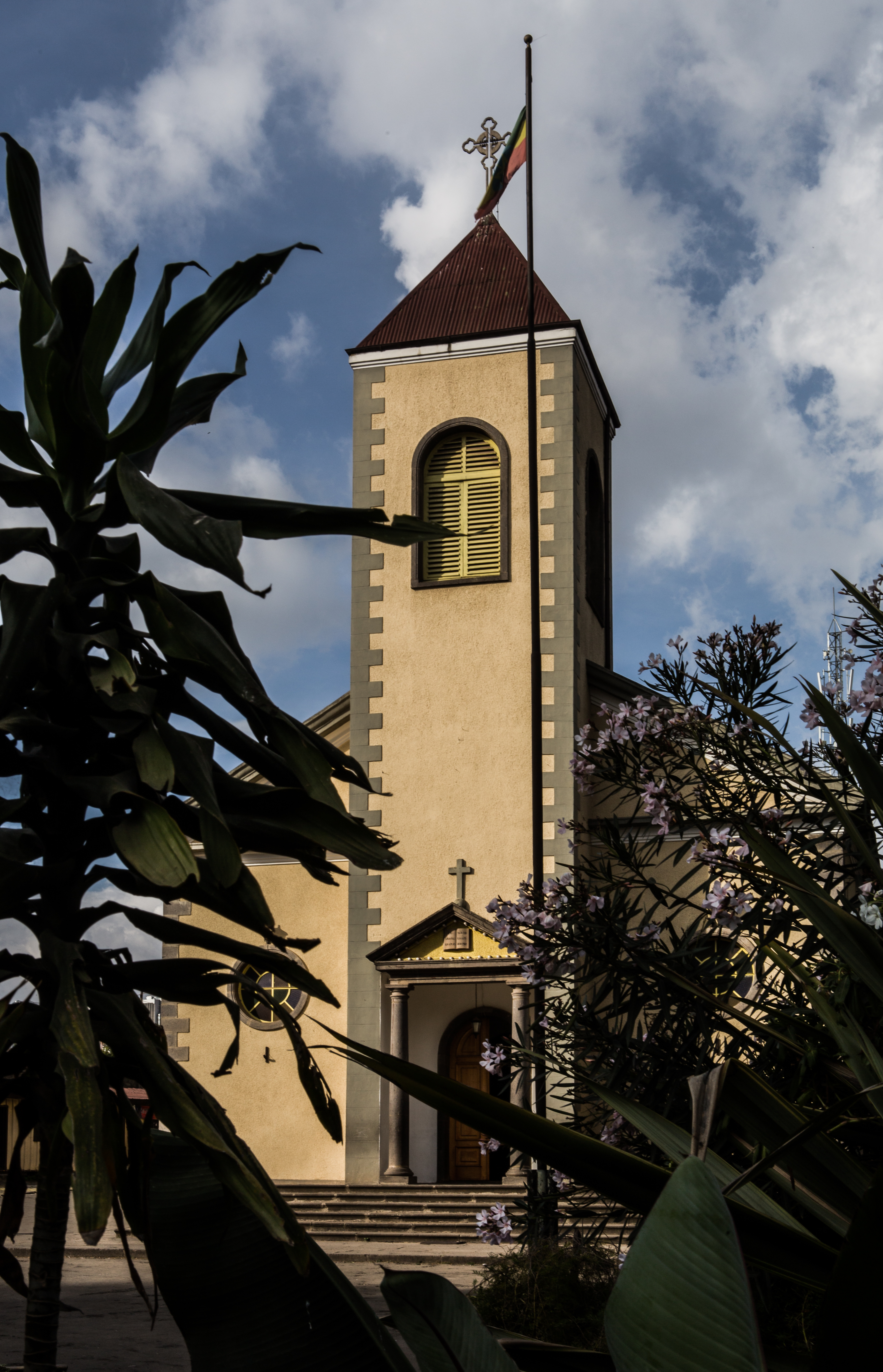
Лютеранський храм в Аддис-Абебі, Ефіопія
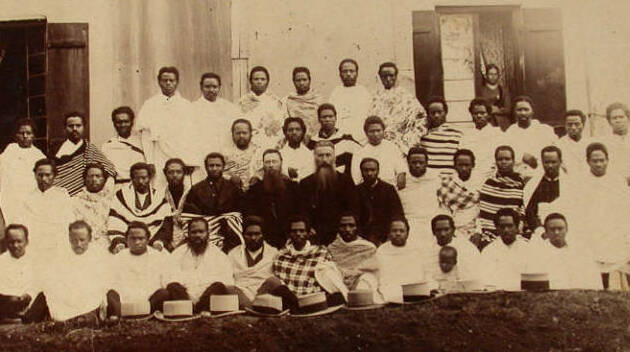
Лютеранська семінарія на Мадагаскарі, 1893 рік
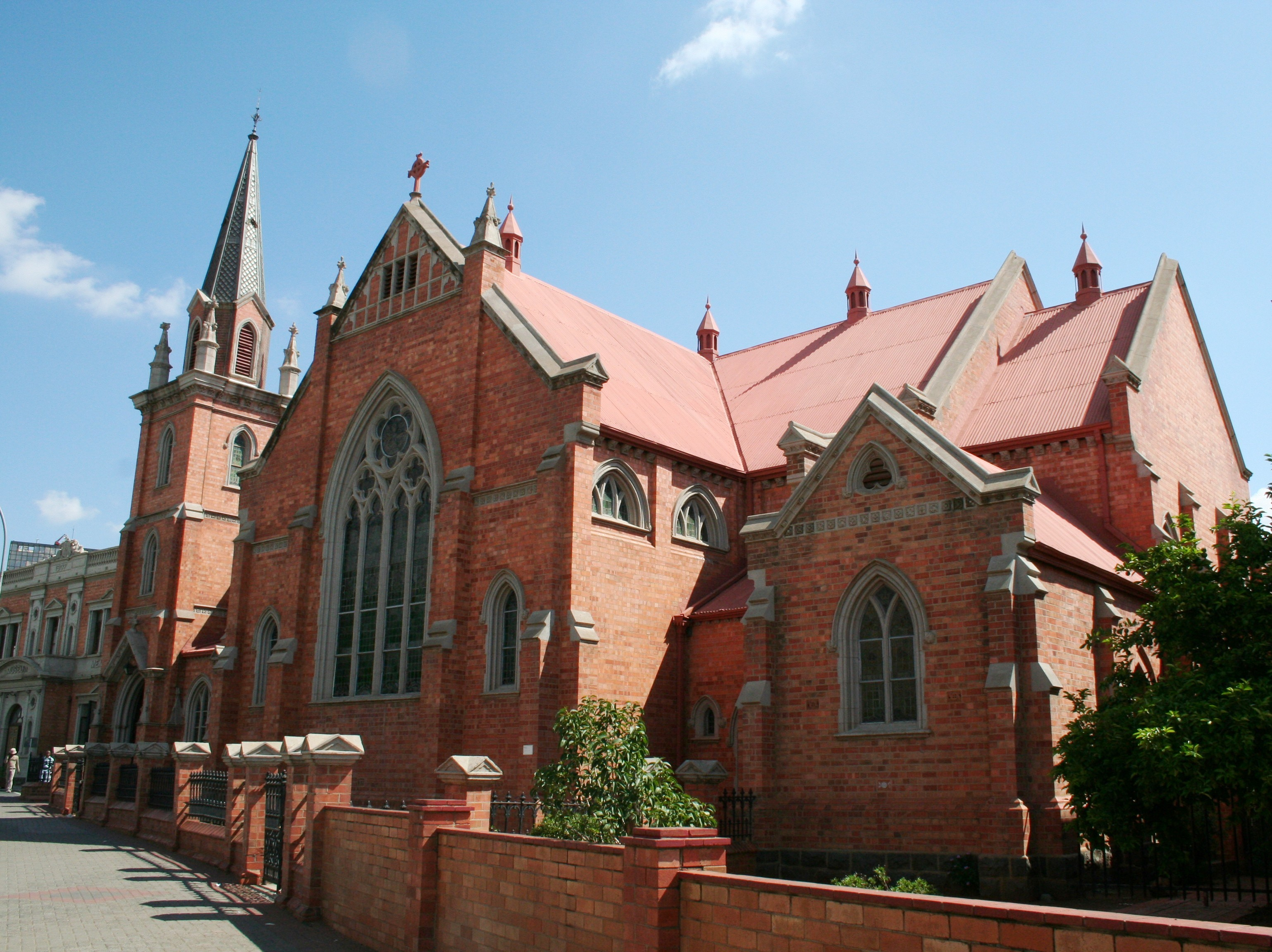
Методистська церква в Кімберлі, ПАР
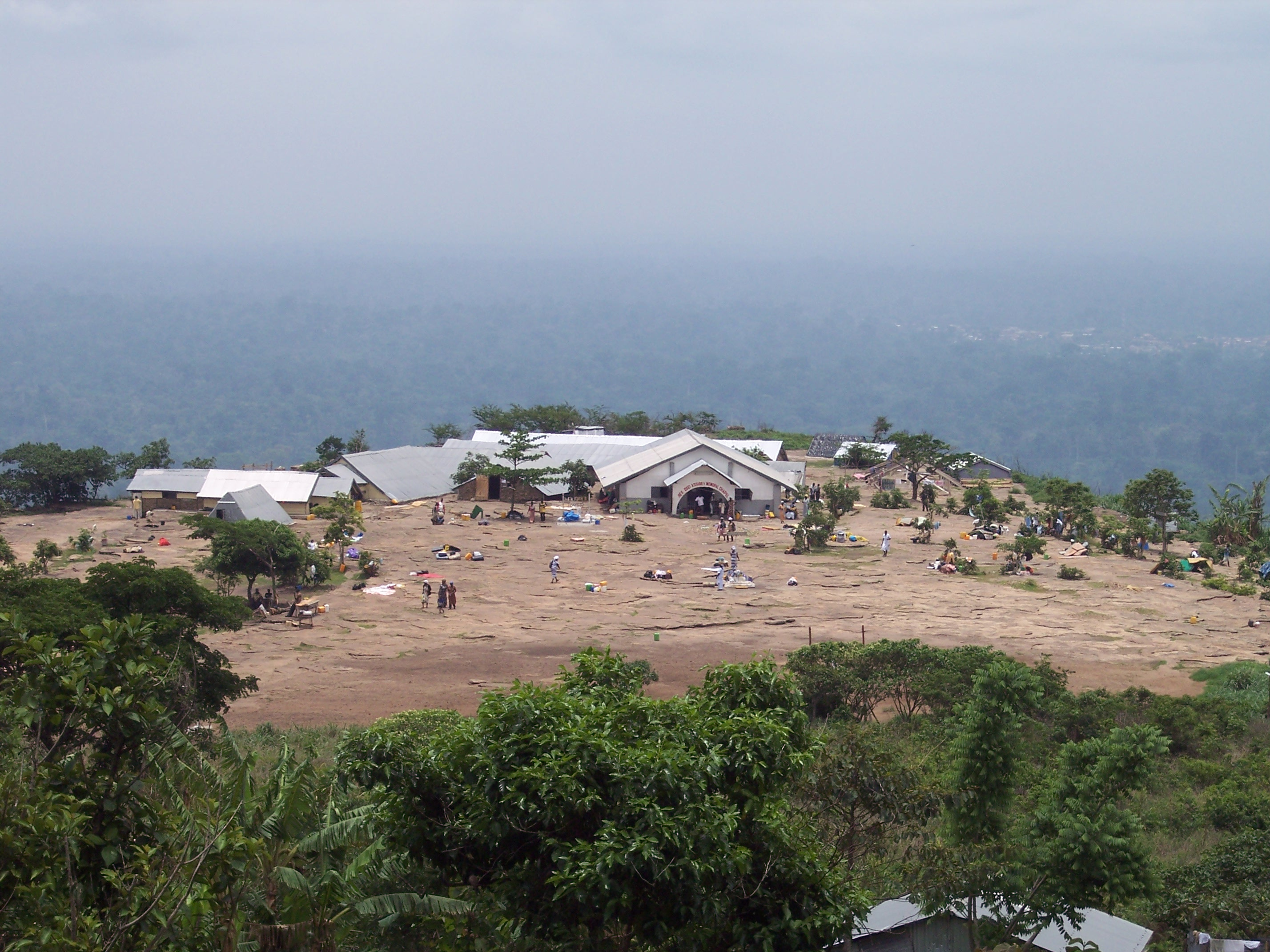
Молитовний табір методистів у Абасуа, Гана
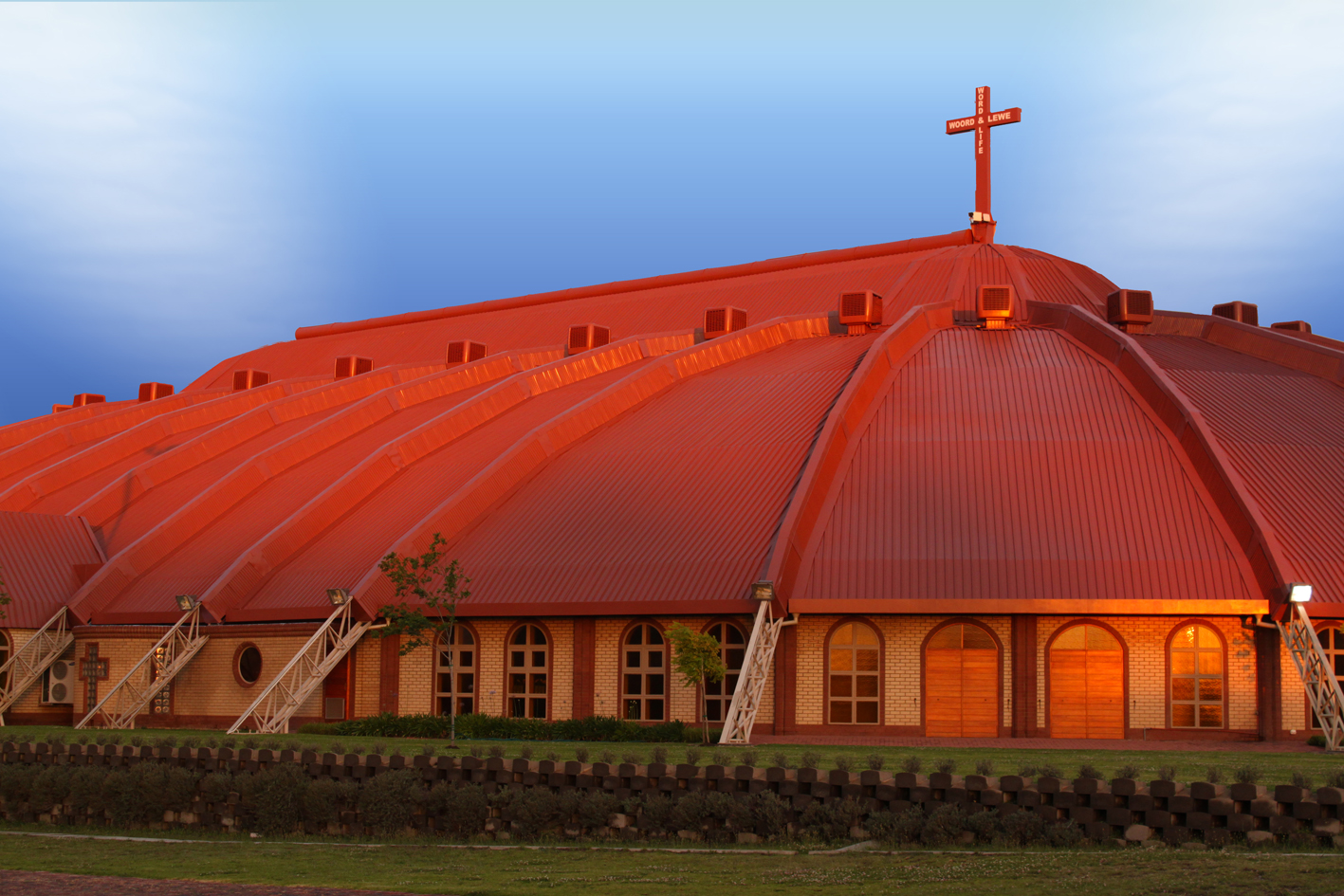
Храм апостольської віри в Йоганнесбурзі, ПАР
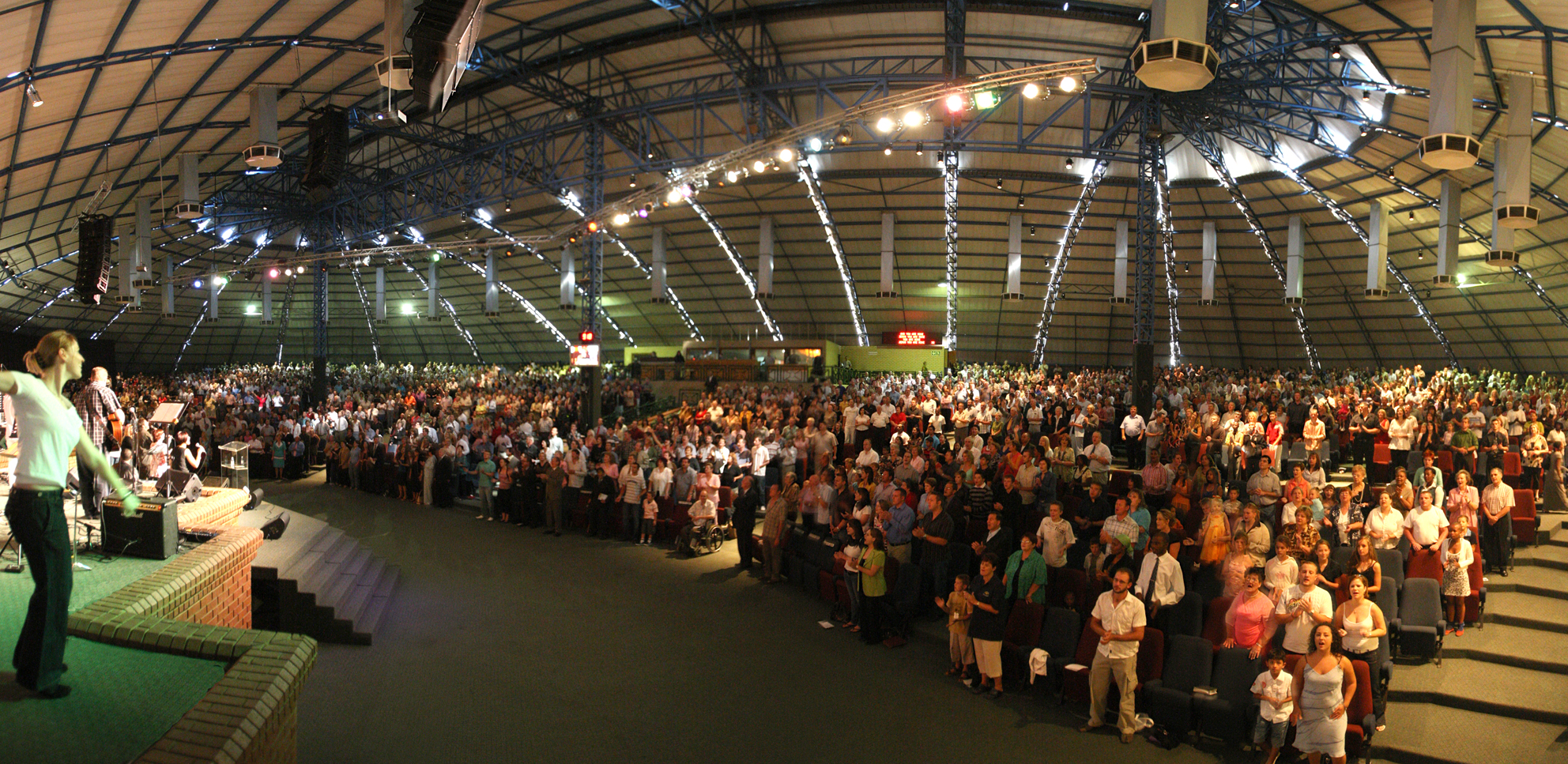
і його внутрішнє оздоблення

#### Інші

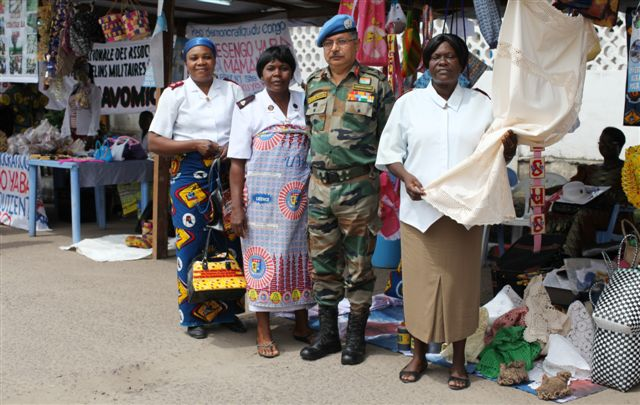
Жінки з Армії спасіння разом з миротворцями на ярмарку в Кіншасі, ДР Конго, 2012 рік

Окрім перелічених вище в африканських країнах присутні й інші протестантські течії, чиї громади вірян налічують по декілька тисяч осіб загалом. Серед них:
- Армія спасіння. Найбільше прихожан в Кенії, ДР Конго, Зімбабве, Нігерії, ПАР, Республіці Конго.
- Квакери. Найбільше прихожан в Кенії та на Мадагаскарі.
- Конгрегаціоналісти. Найбільше прихожан в ПАР, Нігерії, Малаві, Замбії, Намібії, Зімбабве та на Мадагаскарі.
- Меноніти. Найбільше прихожан в ДР Конго, Руанді, Бурунді, Ефіопії, Гані й Танзанії.
- Моравська церква. Найбільше прихожан в Танзанії та ПАР.
- Назарейці. Найбільше прихожан в ПАР, Мозамбіці, Есватіні.
- Свідки Єгови. Церква заборонена в ряді країн.

### Східні церкви
Загалом православних на континенті 1976 року нараховувалось 22 млн осіб (5,3 % від загального населення). Історично поширені переважно на північному сході континенту в ареалі культурного впливу Східної Римської імперії, де ця релігія була державною.

#### Монофізитство
Монофізитське вчення визнає лише божественну природу Христа, заперечуючи його земну, тобто людську. Особливо поширене серед землеробських народів, де знайшло підґрунтя у вигляді божества, що споконвічно перероджується у зв'язку з аграрним циклом.
- Коптська церква вважається заснованою Святим апостолом Марком 42 року н. е. Організаційне оформлення відноситься до V століття. Налічує приблизно 10 млн прихожан в Єгипті, Судані та ряді прилеглих країн (Південний Судан, Уганда)[87]. Релігійний центр в Каїрі.
- Ефіопська церква. Утворена в IV столітті в Аксумі за сприяння Візантійської імперії. Налічує 36 млн вірян, що об'єднуються в 32 єпархії в Ефіопії та Джибуті + 4 за межами Африки, найстаріша з яких в Єрусалимі[88]. Релігійний центр в Аддис-Абебі.
- Еритрейська церква. Налічує приблизно 3 млн прихожан в Еритреї[89]. Релігійний центр в Асмері.
- Вірменська апостольська церква (вірмено-григоріанська). Налічує невеликі громади у декілька тис. вірян в Єгипті (епископство) й Ефіопії (вікаріат), що підпорядковуються католікосату Ечміадзина. Релігійний центр в Ечміадзині (Вірменія).

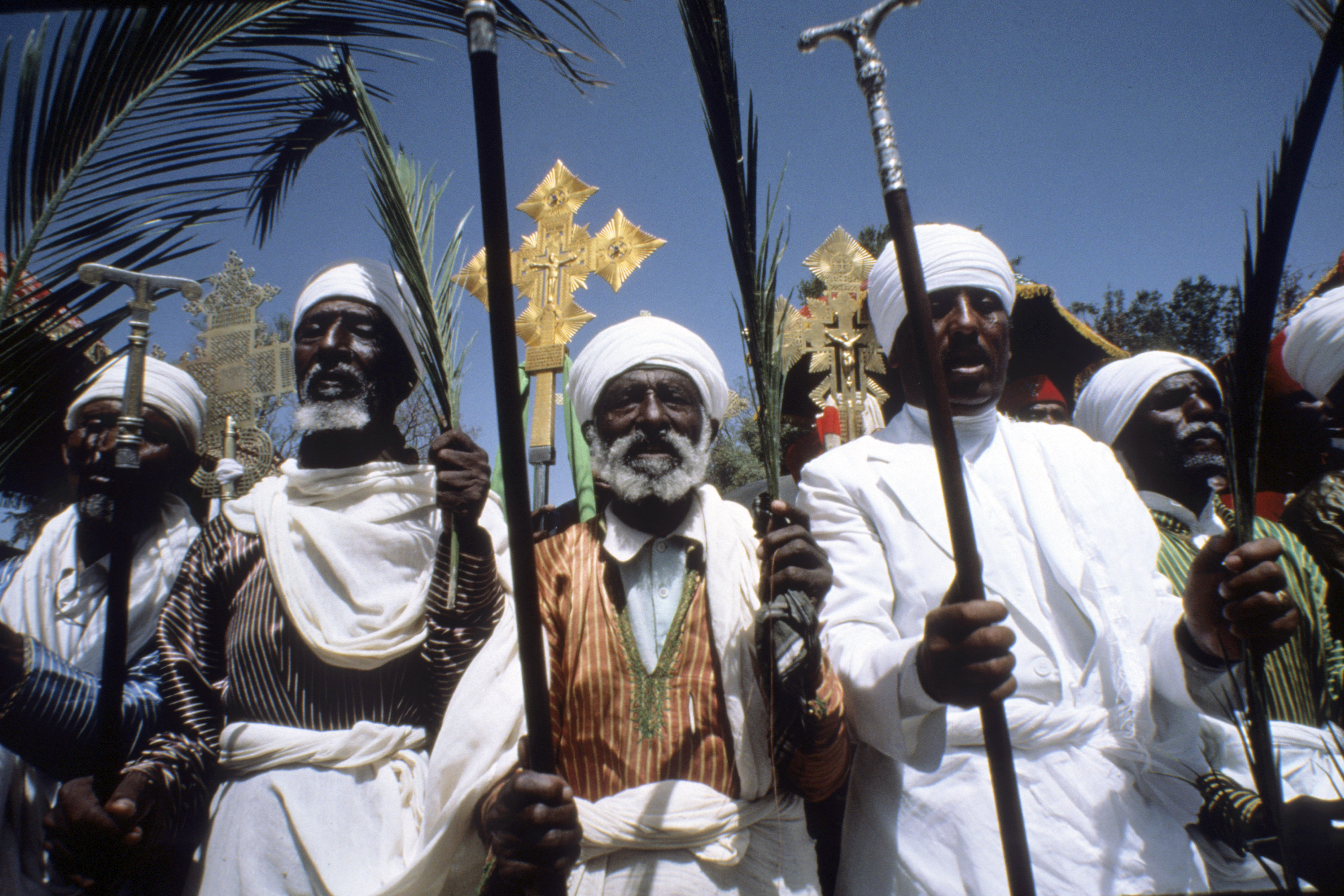
Ефіопські священники
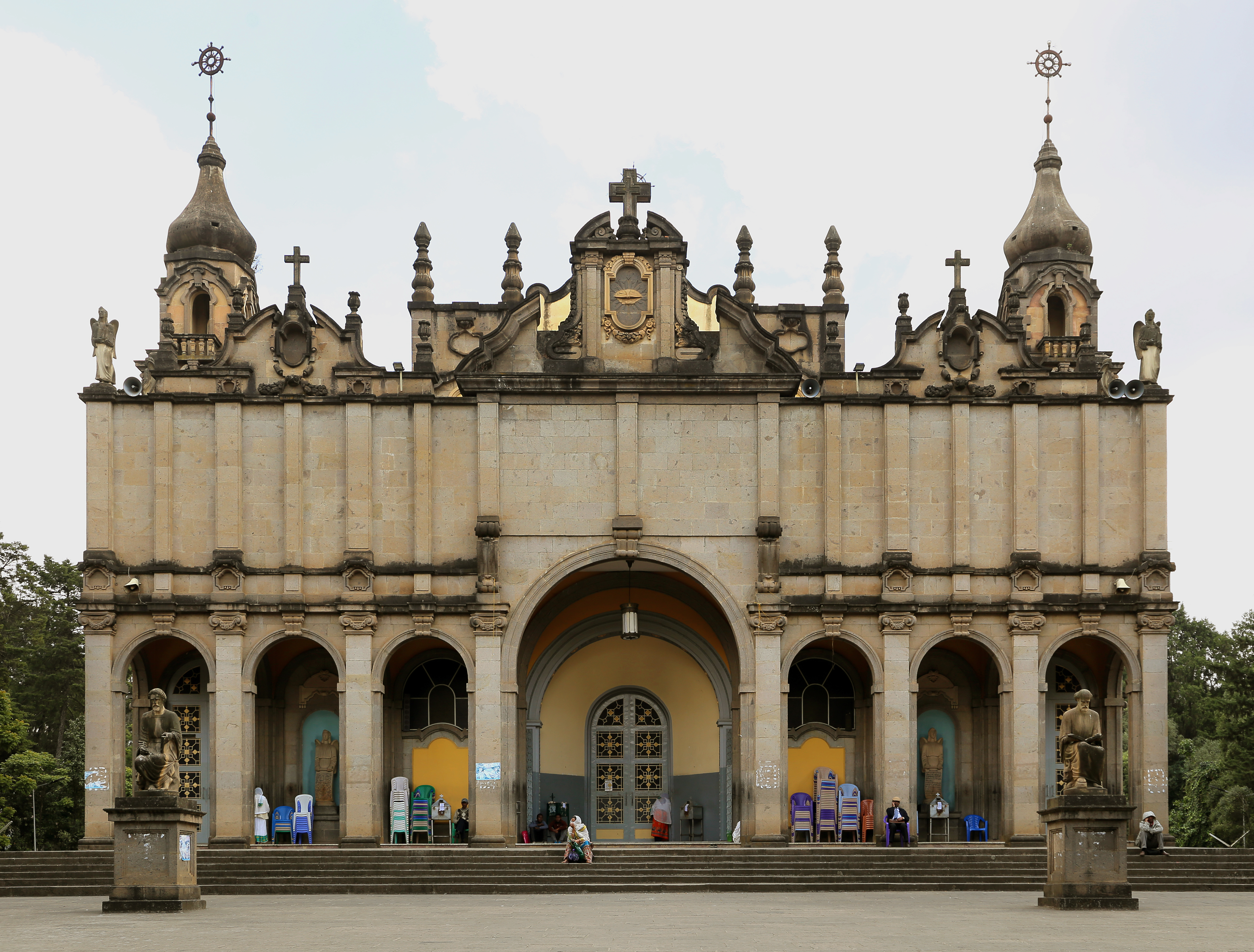
Кафедральний собор в Аддис-Абебі
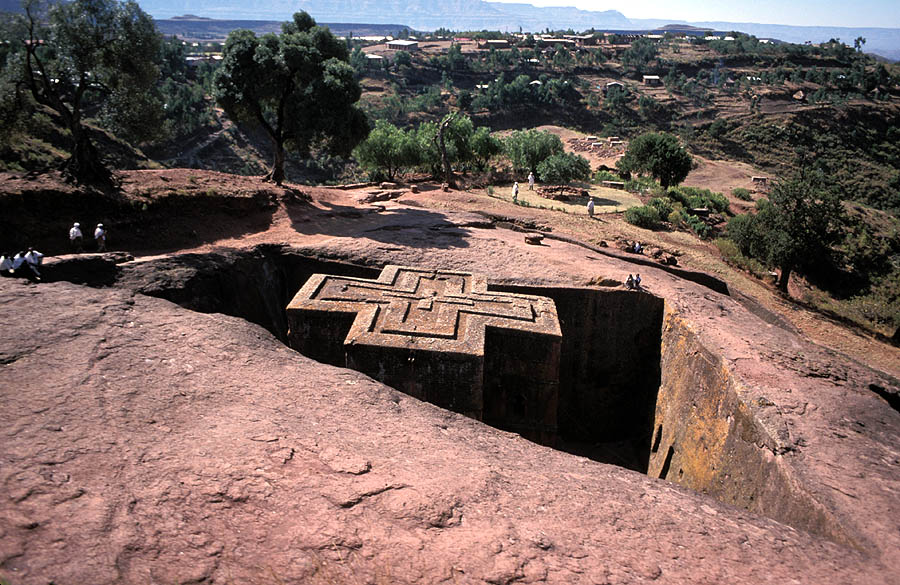
Підзмна церква в Лалібелі, Ефіопія
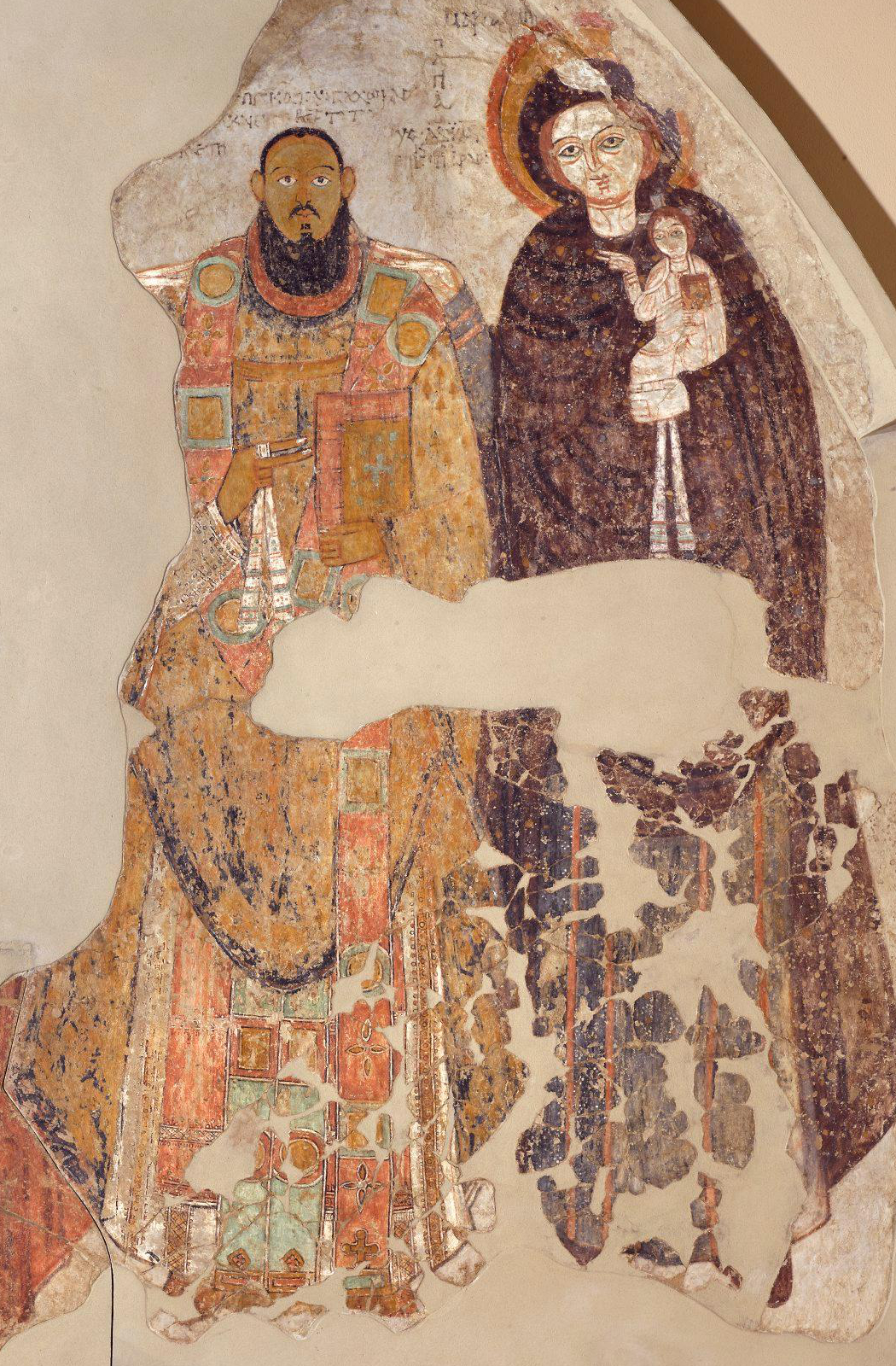
Нубійський єпископ на фресці XI століття
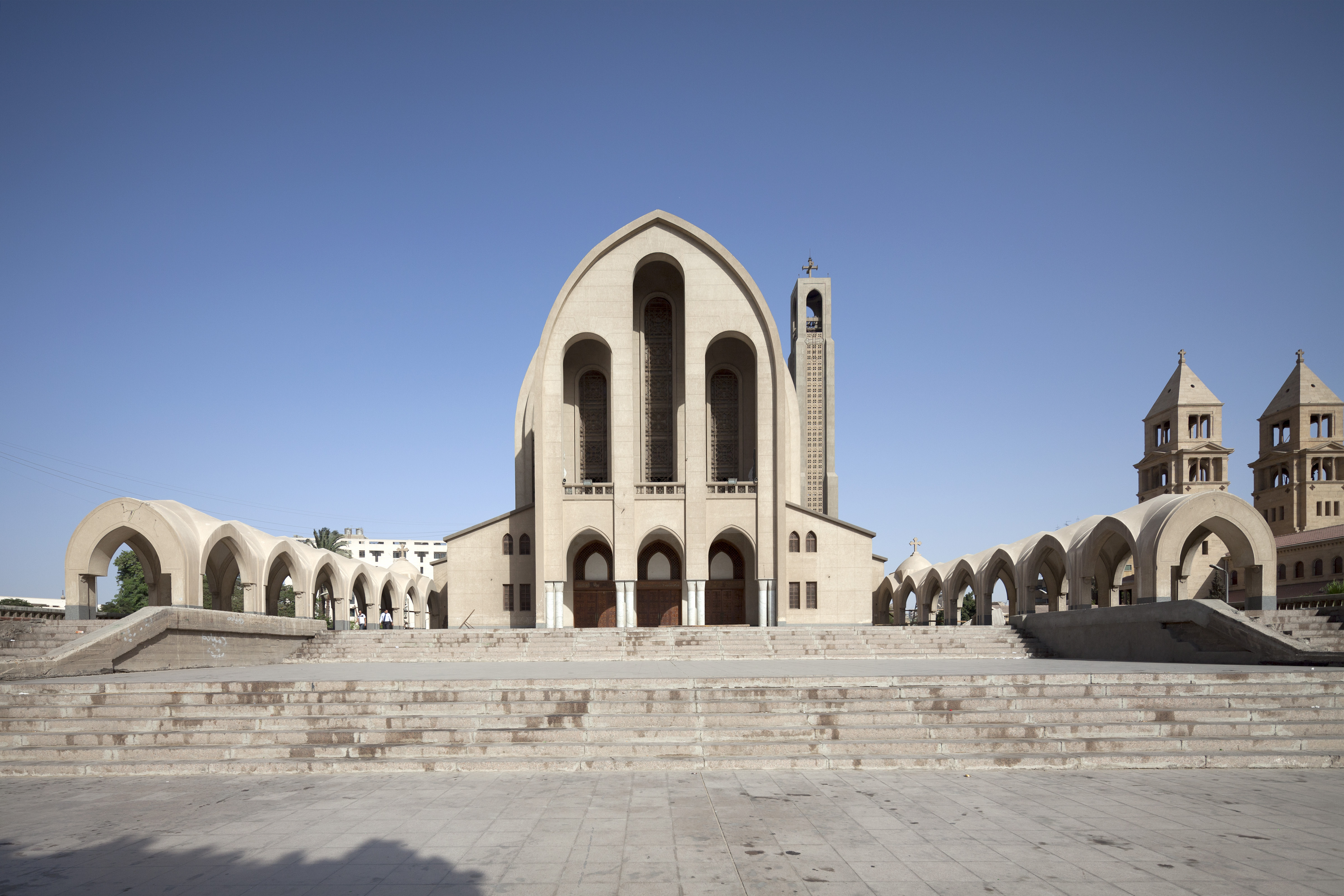
Коптський собор Святого Марка, Каїр, Єгипет
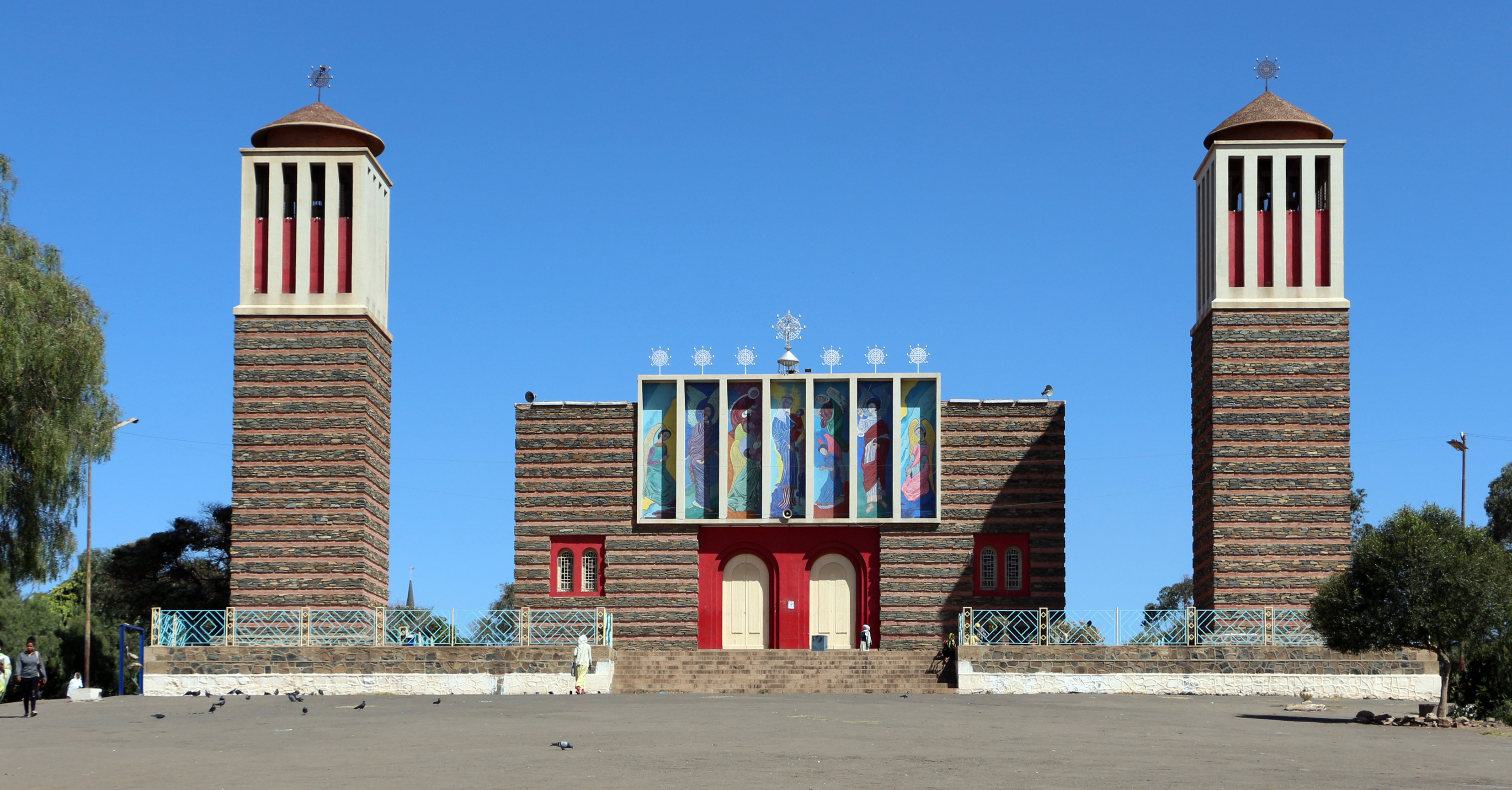
Кафедральний собор в Асмері, Еритрея.

#### Православ'я
Православ'я на континенті історично представлене двома церквами, які першими, ще 2 тис. років тому, розпочали місіонерську діяльність на півночі та сході. Спочатку самостійно, а від IV століття, коли християнство стало державною релігією в Давньому Римі, за державної підтримки. У тому ж столітті абіссинський негус Езана Великий зробив християнство офіційною релігією в Ефіопії.
- Александрійський патріархат — одна з п'яти головних церков у православному світі. Патріархат було утворено в Александрії на території Давньоримського Єгипту в перші століття нашої ери[33]. Нараховує за різними джерелами від 0,5 до 2,9 млн вірян[91]. Переважна більшість прихожан мешкає в Єгипті (до 350 тис.), значна кількість у Судані, Ефіопії, Південному Судані, ПАР, ДР Конго, Зімбабве, Замбії, Камеруні, Кенії, Лівії, Анголі, Мозамбіці й на Мадагаскарі. Церкву очолює патріарх Александрії, якому підпорядковані 6 архиєпархій в Єгипті та 20 в інших країнах Африки.

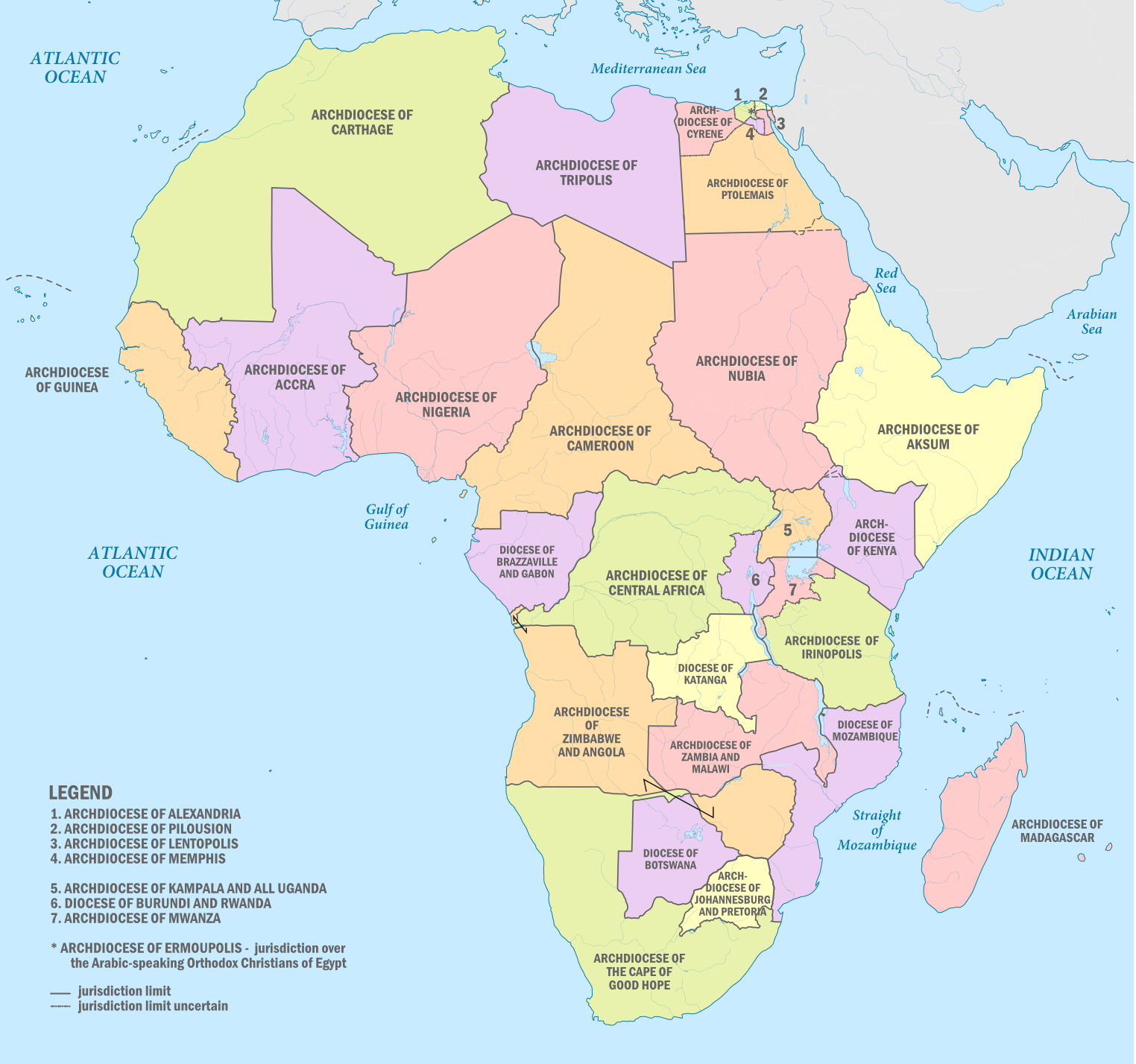
Карта єпархій в Африці
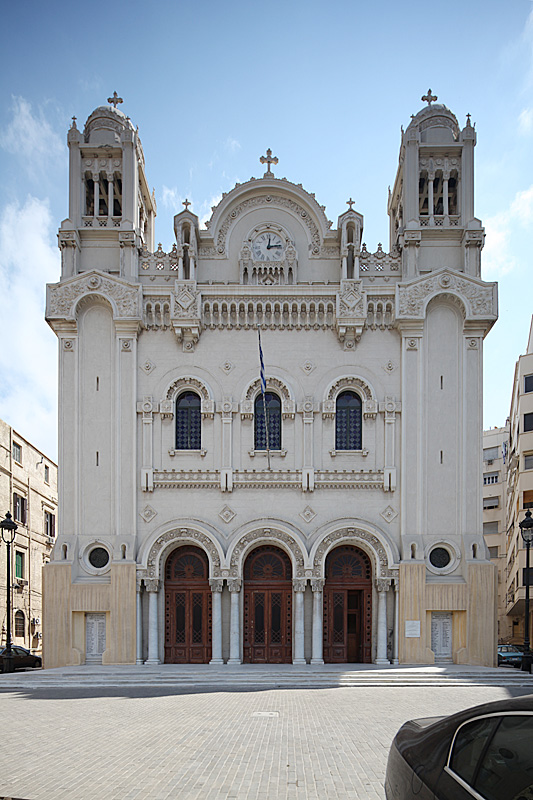
Кафедральний собор в Александрії, Єгипет
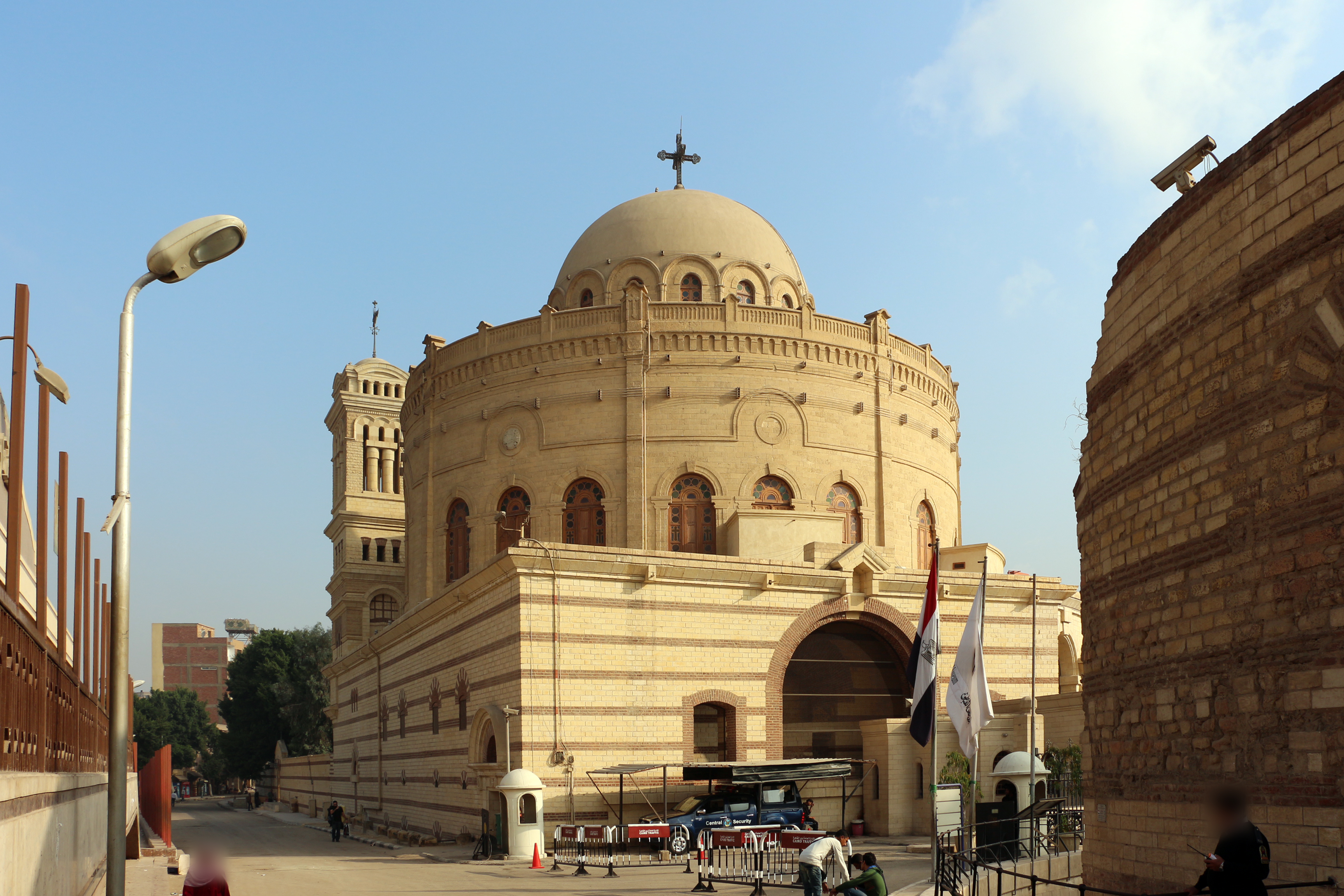
Церква Святого Георгія в Каїрі, Єгипет
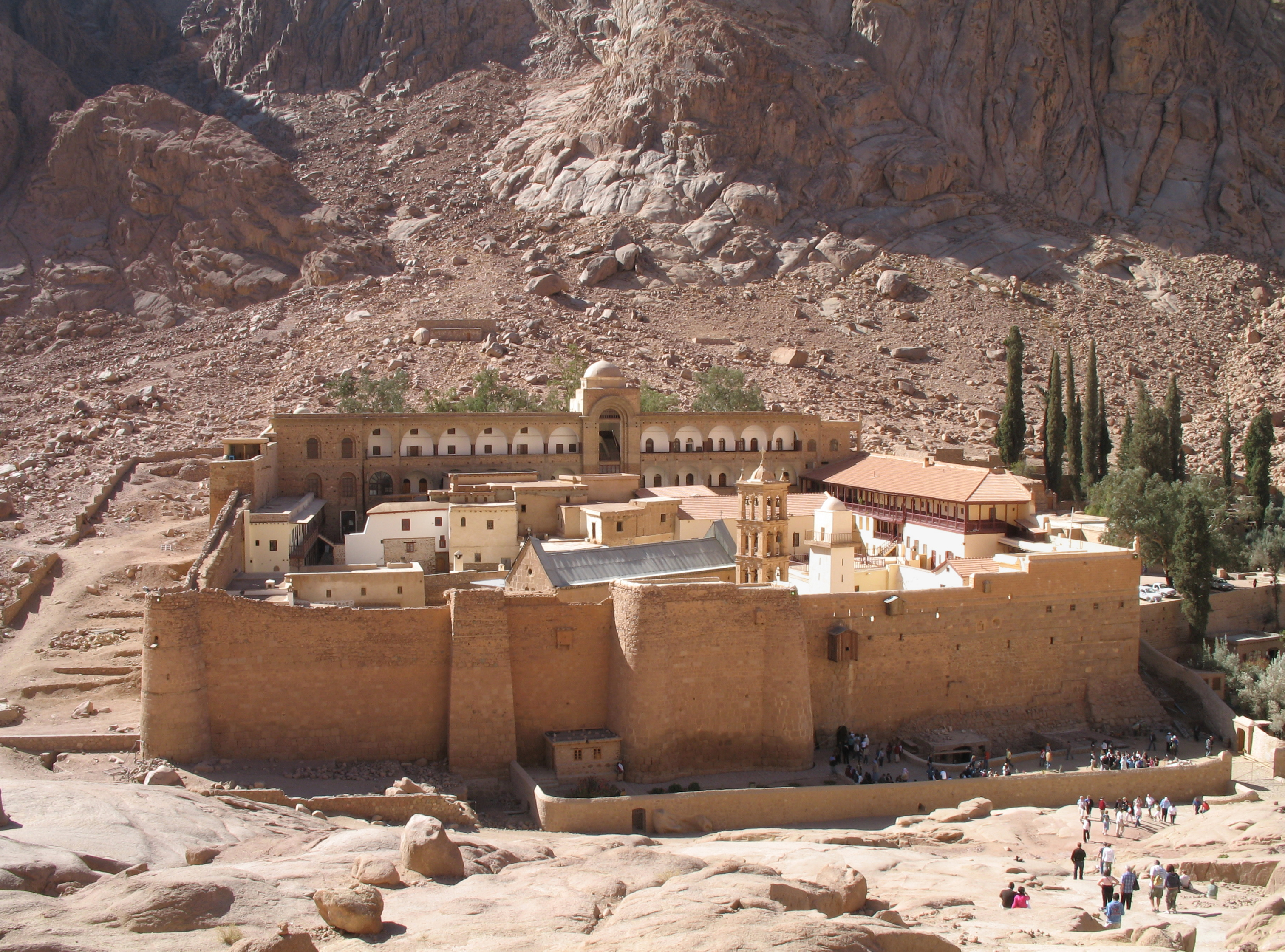
Монастир Святої Катерини на Синаї

- Єрусалимський патріархат — одна з п'яти головних церков у православному світі, що об'єднує релігійні громади на Синайському півострові Єгипту.

## Синкретизм
До напрямку африканського релігійного синкретизму відносять як африканські християнські церкви й секти, що відокремились від католицтва та протестантизму, так і релігії створені через «одкровення» місцевими пророками як поєднання традиційних вірувань і догматів аврамічних релігій. Африканці наприкінці XIX століття стали масово знайомитися з основними догматами християнства і у багатьох із них викликала когнітивний дисонанс кричуща розбіжність проголошуваних принципів «рівності, добра і справедливості» в якості основ віри з колоніальною політикою, що проводилась європейцями на континенті. Вони звинувачували останніх в спотворенні Біблії, проповідували, що справжнім богообраним народом є чорношкірі й переносили град-Єрусалим до Ефіопії (растафаріани), чи інших африканських країн. Усі такі церкви й секти являють собою неповторний мікс своєрідних і традиційних обрядів та ритуалів, часто об'єднаних навколо постаті отця-засновника, пророка, чи месії. У відповідній літературі для них не існує усталеної термінології, тому їх об'єднують у групу «синкретичних», «незалежних», «тубільних», «месіанських», «харизматичних», або «сепаратних» церков і сект. Такі церкви досить етноцентричні й почасти об'єднують лише представників певної етнічної групи. Часто їх всі розглядають як частину християнства через наявність ряду спільних рис та походження їхніх засновників, які були священниками в протестантських і римо-католицьких церквах. Так у XX столітті з середовища різних церков на місцевому підґрунті виокремились:
- від англікан та єпископаліан — Обрані євангелічного відродження (Уганда), Номья луо і Діні я Рохо (Кенія), Церква Божа (Бурунді);
- від баптистів — Протестанстська баптистська церква Ківу (ДР Конго), Баптистський комітет (ЦАР), Баптистська церква Біблі (Мадагаскар) та Назарейська баптистська церква (ПАР);
- від п'ятидесятників — Асамблея Бога (Буркіна-Фасо) і Місія асамблеї Бога (Того) та інші;
- від лютеран — Центральноафриканська церква (ЦАР), Лютеранська церква бапеді (ПАР), Незалежна громада (Чад);
- від методистів — Африканська методистська єпіскопальна церква (Есватіні), Церква Еледжі й Об'єднана тубільна африканська церква (Бенін);
- від пресвітеріан — Асамблея братів (Екваторіальна Гвінея);
- від римо-католиків — Марія Легія та Діні я Маріям у Східній Африці.

Більшість парафіян африканських церков мешкає в країнах Південної Африки (ПАР, Зімбабве. Замбія), значна частка — Центральної (Республіка Конго і ДР Конго) та Західної (Нігерія, Гана, Кот-д'Івуар, Бенін), незначна — Східної (Танзанія, Уганда). У жодній африканській країні вони не становлять конфесійної більшості серед місцевого населення. Найбільша частка спостерігається в ПАР, Беніні, Зімбабве й Есватіні — в районі 10-15 %.
На початку XXI століття налічується 60 млн вірян прибічників синкретичних культів на африканському континенті. Найбільші церкви, секти й культи:
- Християнська церква Сіона (англ. Zion Christian Church) — 15 млн вірян[93]. Утворена на початку XX століття в провінції Лімпопо (ПАР) Інгенасом Бранабасом Лекганьяною (1885—1948).
- Вічний священний орден херувимів і серафимів (англ. Eternal Sacred Order of Cherubim and Seraphim) — 10 млн вірян. Заснована 1925 року в Нігерії серед народу йоруба Мозесом Орімоладе Туноласе. Має багато прихільників і за межами країни.
- Кімбангістська церква (англ. Kimbanguist Church) — 5,5 млн вірян. Заснована 1921 року в Бельгійському Конго Симоном Кімбангу (1887—1951). Основу віровчення становить пуританська етика і заборона на насильство, багатоженство, чаклунство, танці, вживання алкоголю і тютюну. Кімбангісти відомі антиколоніальною боротьбою під гаслом «Конго для конголезців!» та поширенням своєрідної писемності мандомбе. Дуже впливова на заході ДР Конго, Анголи й Республіки Конго. Вчення кімбангістів мало вплив на формування ораганізацій Майонге та Тонзі.
- Спокута християнська церква Божа (англ. Redeemed Christian Church of God) — 5 млн вірян[94]. Заснована 1952 року Йосієй Акиндайомі (1909—1980) в нігерійському штаті Ондо і переформатована після його смерті Єнохом Адебоя (1942-). Штаб-квартира розташовується в Лагосі. Церква має свої відділення в 165 країнах світу, в Україні — в Києві.
- Церква Господа (англ. Church of the Lord (Aladura)) — 3,6 млн вірян[95]. Заснована 1925 року Джошуа Олуново Осітелу (1900-) в нігерійському штаті Огун серед народу йоруба. Має вплив і за межами країни.
- Рада африканських інституційних церков (англ. Council of African Instituted Churches) — 3 млн вірян[96].
- Церква світла Христа і Святого Духа (англ. Church of Christ Light of the Holy Spirit) — 1,4 млн вірян[97].
- Африканська церква Святого Духа (англ. African Church of the Holy Spirit) — 0,7 млн вірян[98].
- Африканська ізраїльська церква Ніневії (англ. African Israel Church Nineveh) — 0,5 млн вірян[99]. Заснована 1942 року Девідом Закойо Ківулу (1896-) в Кенії серед племен лух'я і луо (звідки за походженням Барак Обама). Штаб-квартира розташовується у місті Джеброк Західної провінції).

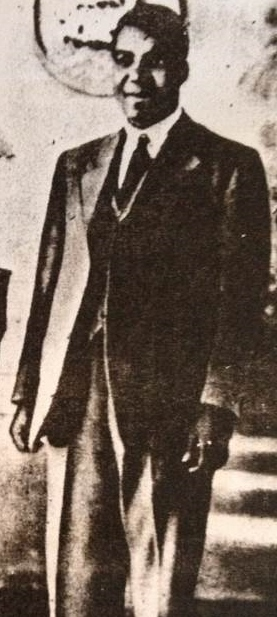
Інгенас Лекганьяна
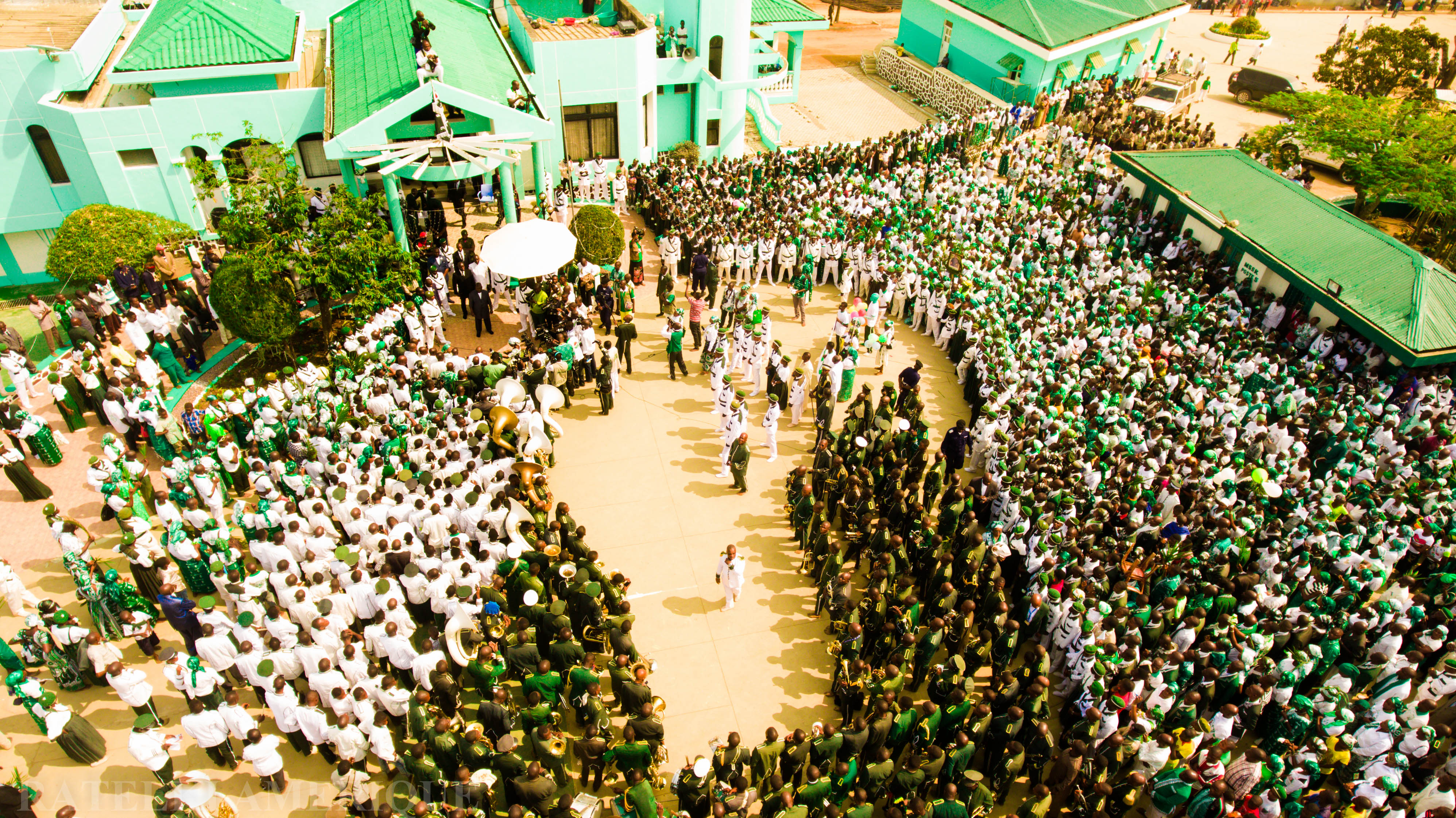
Святкування кімбангістами Різдва 25 травня 2016 року
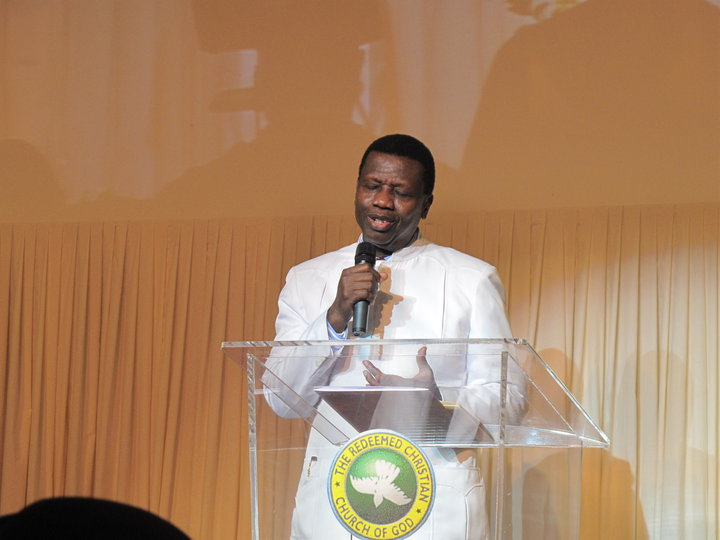
Єнох Адебоя
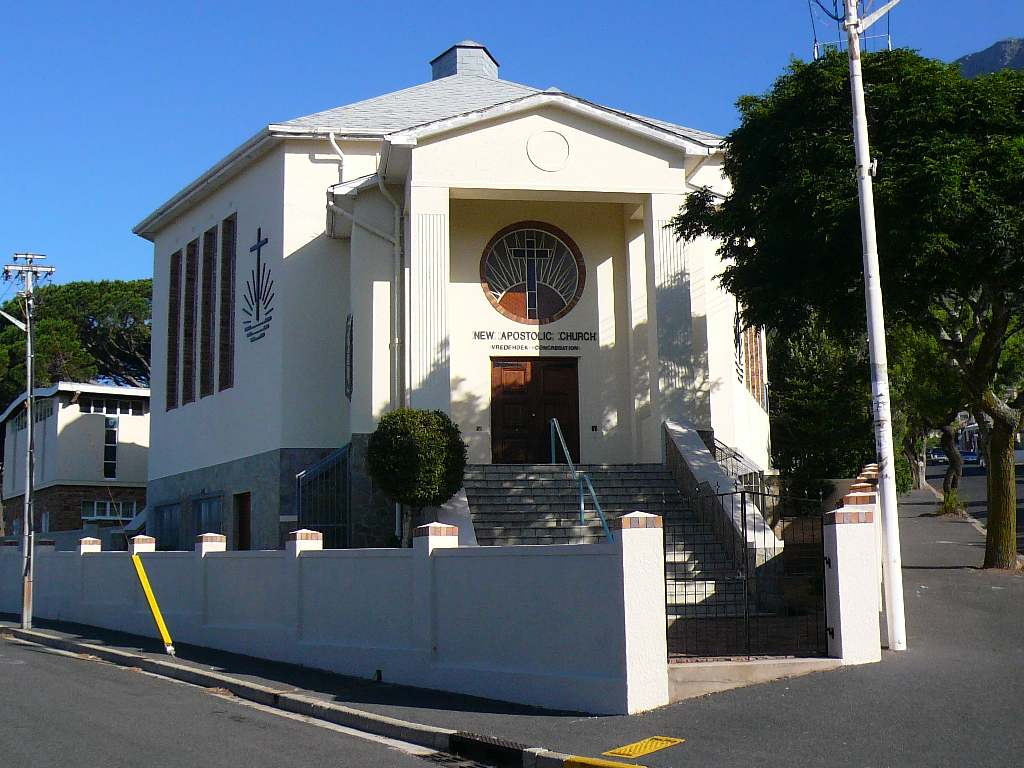
Храм Нової апостольської церкви у Кейптауні, ПАР
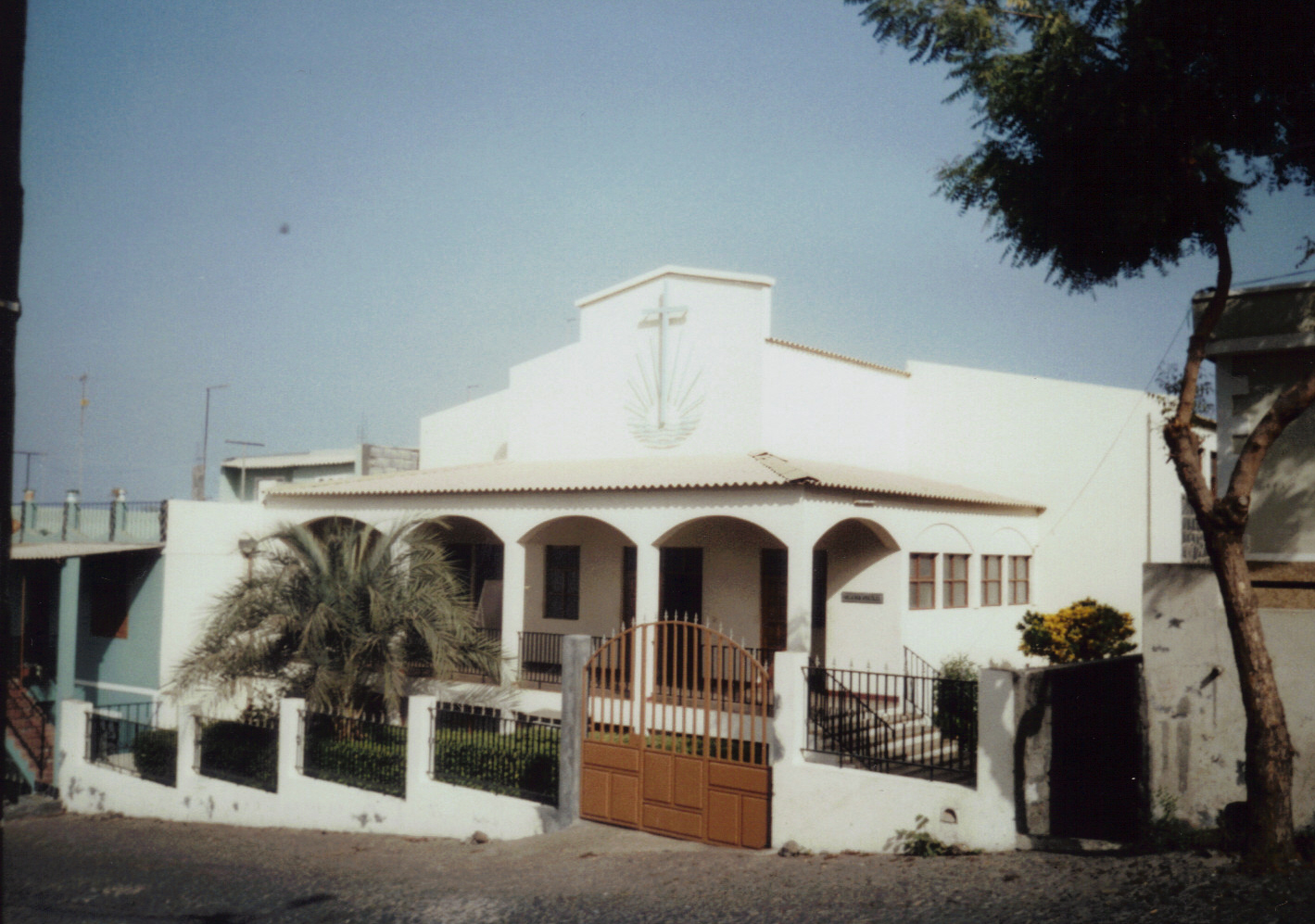
і на острові Фогу, Кабо-Верде

Серед синкретичних християнських церков не африканського походження на континенті поширена Нова апостольська церква (англ. New Apostolic Church) — більше 6 млн вірян, що становить приблизно ¾ від усіх прихожан по всьому світові. Найбільша громада нових апостолян нараховується в ПАР — більше 440 тис. вірян, станом на 2008 рік. Після піку чисельності у 11 млн вірян, що припав на 2007 рік, чисельність прихожан церкви за наступне десятиліття поступово зменшилась до 9 млн. Церква утворилась 1863 року під час розколу католицько-апостольської церкви ірвінгістів, яка була заснована в 1830-х роках у Лондоні (Велика Британія) пастором Едвардом Ірвінгом.
Під впливом діяльності Свідків Єгови на континенті утворилась місцева африканська секта Кітавала, що досить популярна серед населення ДР Конго, Замбії, Зімбабве, Малаві. Там же діє церква Лумпа. На західному узбережжі Гвінейської затоки впливова синкретична секта Харріса. У Нігерії під впливом християнських догматів відбулось перетворення одного з місцевих традиційних таємних союзів на синкретичну церкву Реформоване товариство Огбоні.

## Юдаїзм
Юдаїзм як етнічна релігія тісно пов'язаний з історією єврейського народу, яка, в свою чергу, нерозривна з Африкою вже багато тисячоліть, від біблійного єгипетського полону часів фараонів та виходу з нього до арабо-ізраїльського конфлікту на Синайському півострові й першого мирного договору з Єгиптом. Після закінчення Другої світової війни і Холокосту, проголошення незалежності держави Ізраїль та краху колоніальної системи юдаїзм на континенті зазнає коллапсу разом із переселенням єврейських громад до Ізраїлю та країн Америки. Наприкінці Другої світової війни на континенті близько 1 млн осіб сповідувало юдаїзм; 1976 року в Африці юдаїстів налічувалось 350 тис. осіб, тобто вже менше 0,1 % населення. За наступні 30 років чиселність євреїв зменшилась ще раз втричі. Найменшої міграції зазнало єврейське населення Південної Африки, де на початку XXI століття мешкало приблизно 70 тис. євреїв, переважно ашкеназів, вихідців з Литви. Юдаїсти також присутні в Марокко (~2 тис. осіб), Тунісі (1 тис.), Кенії (0,3 тис.), Зімбабве (0,2 тис.), Ботсвані і Намібії, Ефіопії, ДР Конго, Уганді та Нігерії, Єгипті та на Мадагаскарі (до 100 осіб в кожній). Найбільші єврейська громади на континенті присутні у південноафриканських Йоганнесбурзі (приблизно 50 тис. осіб), Кейптауні (16 тис.), Дурбані (2,7 тис.), Преторії (1,5 тис.) та марокканській Касабланці (1 тис.).
Історично юдеї континенту поділяються на кілька груп:
- Сефарди — близькосхідні євреї, що населяють країни Північної Африки, з отриманням Ізраїлем незалежності більшість громад переселилася на його землі. Вони потрапили до Південного Середземномор'я після руйнування Другого храму римлянами під час Юдейської війни у ІІ столітті, з арабськими завоюваннями потрапили у VIII столітті до Іспанії. Звідки вони були вигнані Альгамбрським декретом із завершенням Реконкісти 1492 року. Частина іспанських і португальських євреїв осіла в Африці.
- Місра — магрибські євреї та бербери, що сповідують юдаїзм. Їх часто рахують разом з сефардами, населяли країни Магрибу (Марокко, Алжир, Туніс). У XX столітті, після здобуття французькими колоніями незалежності, частина переселилась до Франції, частина до Ізраїлю.
- Фалаша (бет-ізраел) — ефіопські євреї, що виводять історію своєї громади від Менеліка, сина царя Соломона й цариці Савської. Ймовірно були обернені в юдаїзм вихідцями з Південної Аравії (Саби). Визнані Починаючи з 1977 року ізраїльским урядом було здійснено ряд операцій з репатриації фалаша до Ізраїлю («Соломон», «Моїсей» тощо). Останню таку операцію було здійснено 2013 року («Канфей йона»).
- Ашкенази — західноєвропейські євреї, що оселились на півдні континенту.
- Караїми — нечисленна група вихідців зі Східної Європи та Криму.

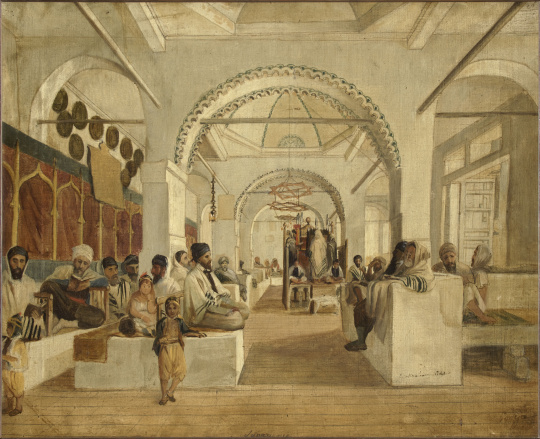
Всередині синагоги міста Алжир, 1840 рік
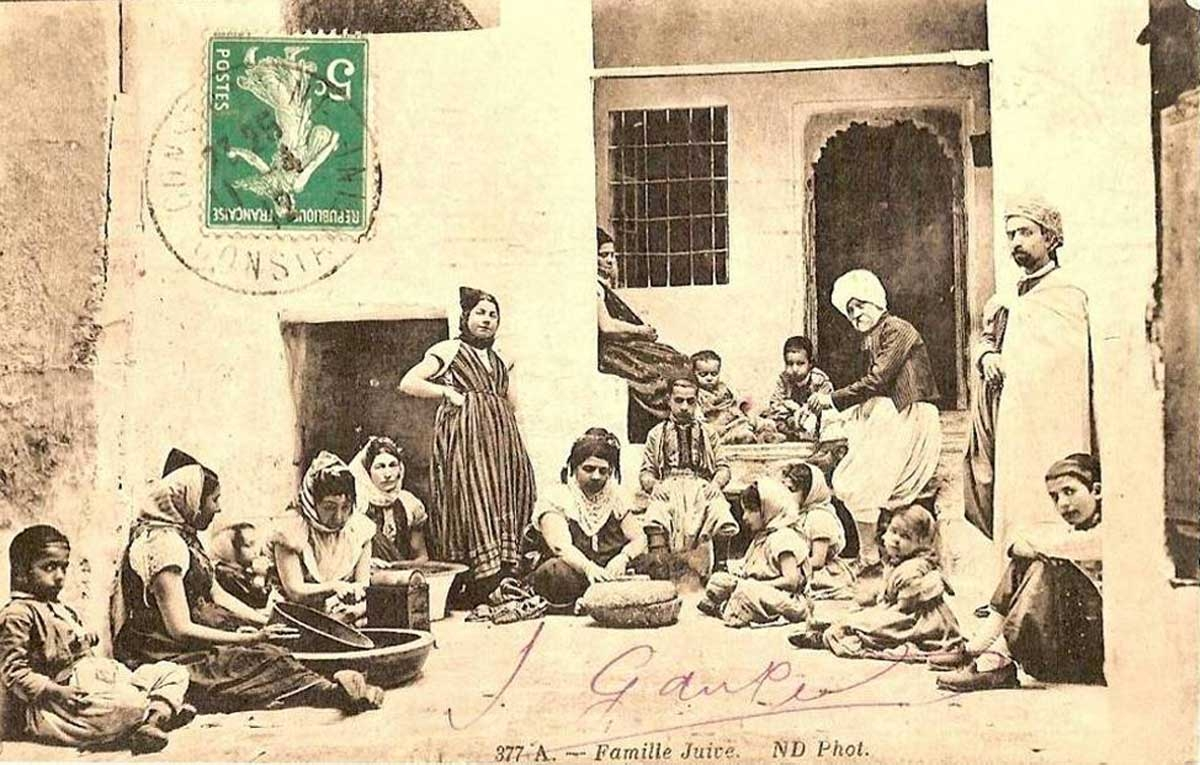
Єврейська родина Константіни, 1900 рік, Алжир
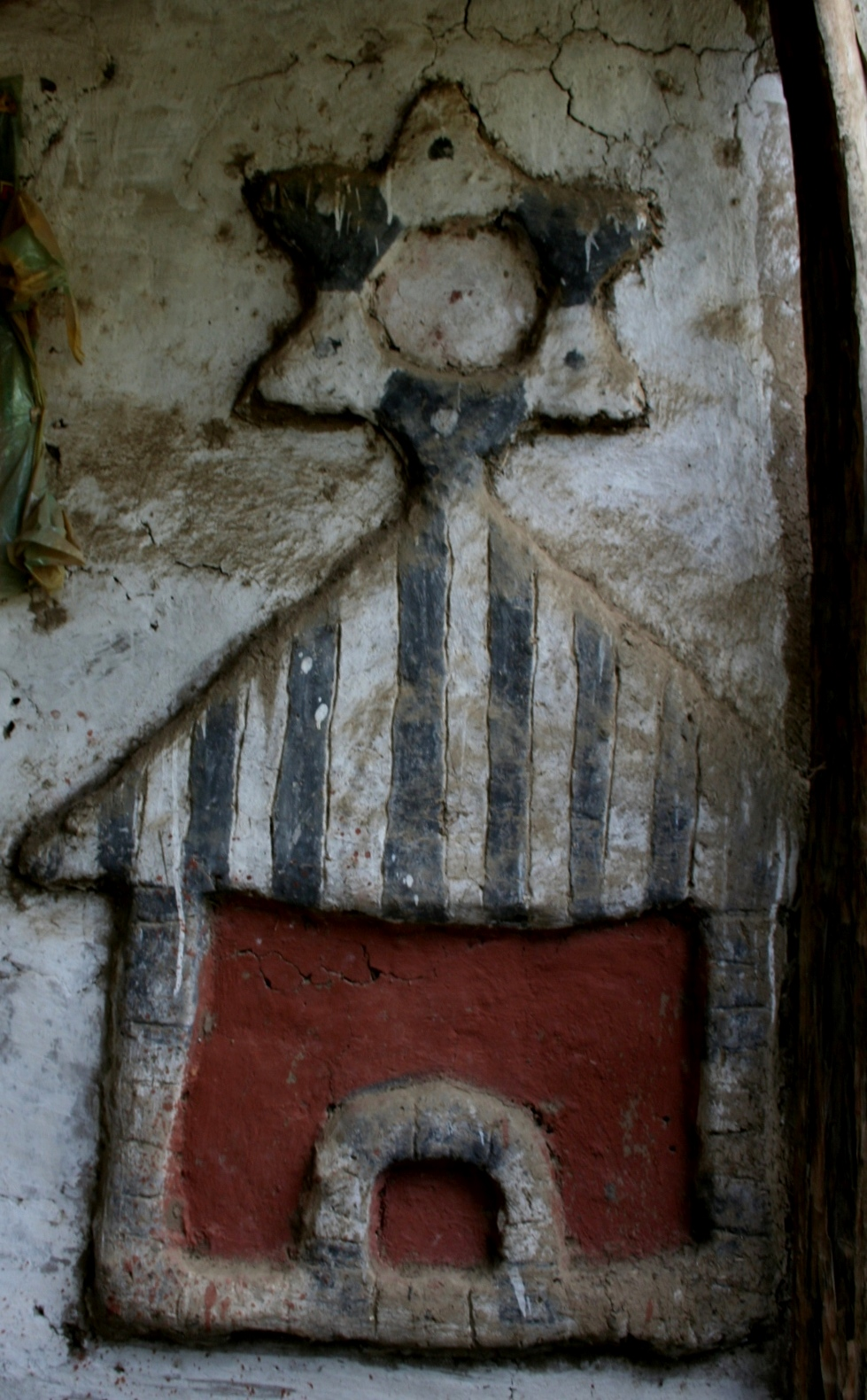
Барельєф фалаша у ефіопському Ґондері
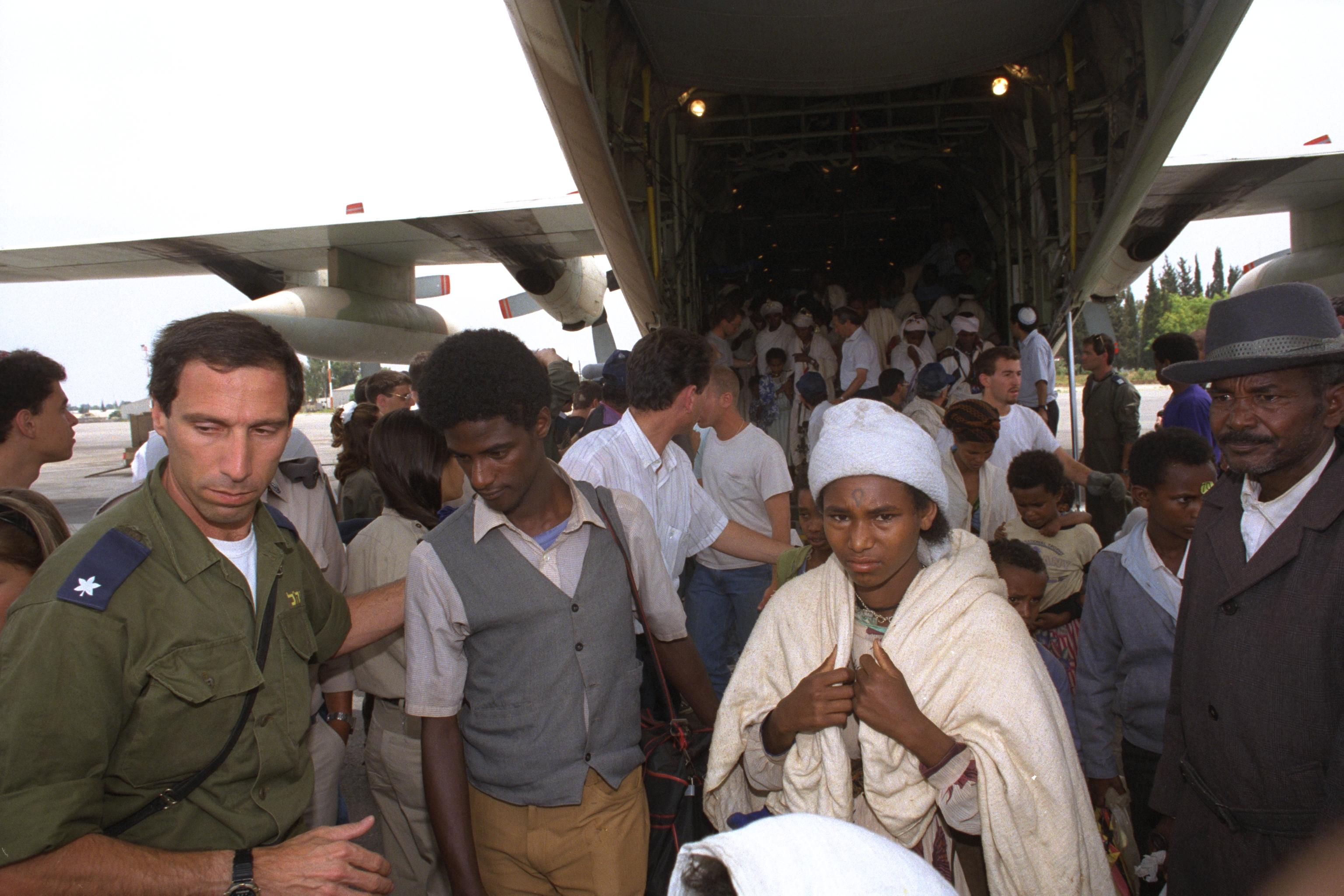
Операція «Соломон»
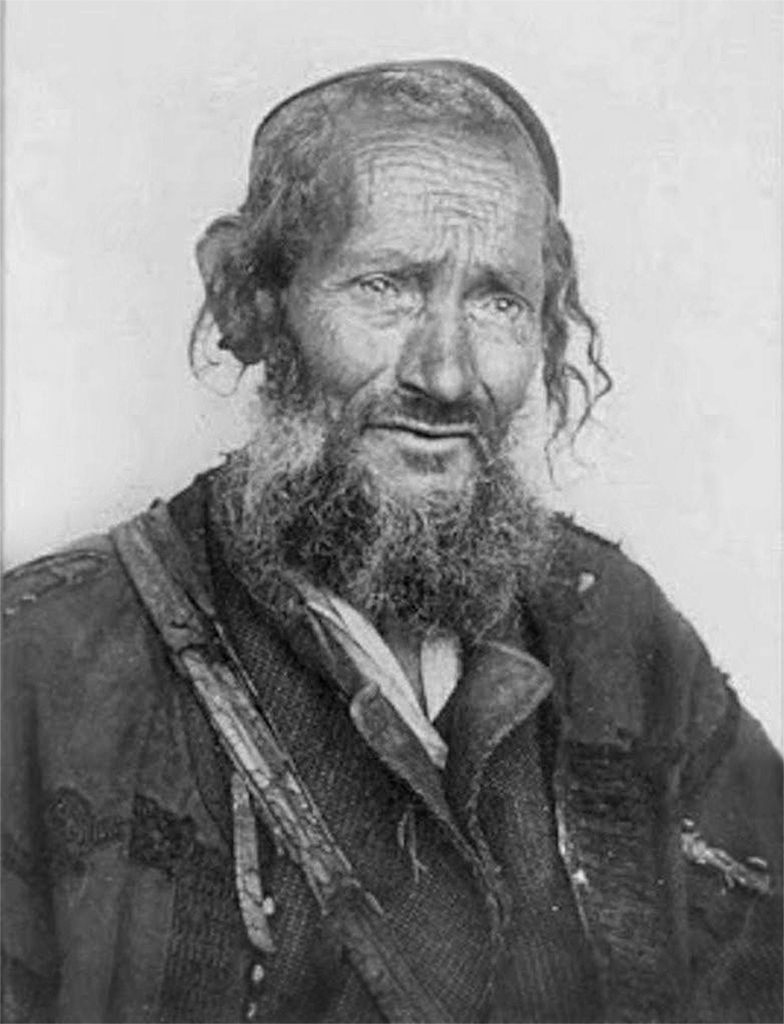
Ребе Мордехай Абу Серур

У Західній Африці, передусім в Тімбукту, після проникнення туди ісламу існували єврейські громади «біляд ель-Судан» які за сотні років свого існування асимілювались місцевим населенням і зникли. Останнім раввином Тімбукту наприкінці XIX століття був ребе Мордехай Абу Серур. 1496 року португальський король Мануель I вислав тисячі євреїв на острови Сан-Томе, Принсіпі та Зеленого Мису, які з часом також зазнали асиміляції. Юдаїзм сповідує нечисленна громада (до 10 тис.) серед етносу ігбо в Нігерії. Вони проводять багато паралелей між власною історією та етногенезом з історією євреїв. Уряд Ізраїлю не визнає їх як одне із загублених колін Ізраїлевих.

## Індуїзм
Індуїзм в Африці сповідує більше 2 млн мешканців сходу та півдня, вихідців другої половини XIX століття з Індостану до британських африканських колоній та їхніх нащадків. Хоча індуїзм почав проникати до Африки разом із індійськими моряками, які торгували на східному узбережжі ще за часів раннього середньовіччя, пізніше вони були витиснені арабськими і португальськими купцями. Новим зв'язкам Індостану й Африки сприяло їхнє підкорення Британською імперією, значна кількість індусів на службі британської армії осідала в інших колоніях, серед яких і східноафриканські. Серед поселенців у Кенії, Уганді й Танзанії було багато сикхів. Перші робітники-поселенці в Дурбані (ПАР) звели свій храм з дощатого заліза 1875 року, який простояв 30 років і не витримав черговий сезон дощів. Пізніше його було відновлено і тепер це історична пам'ятка провінції Квазулу-Наталь. Серед індійської громади в Південній Африці 20 років прожив Магатма Ґанді, перш ніж повернутися до Індії для участі в індійському визвольному русі. Значна індуїстська громада Уганди (65 тис. осіб) була вигнана з країни тодішнім диктатором генералом Іді Аміном 1972 року. Вигнанці оселились у Великій Британії, Канаді та Індії. Через 20 років, після скасування закону, незначна частина повернулась до Кампали і заснувала там релігійну громаду.
Приблизно половина сучасних африканських індуїстів населяє острови Індійського океану. На Маврикії майже половина населення країни сповідує індуїзм, це найбільша релігійна громада острова. Значні громади індуїстів також населяють ПАР, Танзанію, Кенію. Незначні громади індуїстів присутні також в Уганді, Судані, Ефіопії, Джибуті, Сомалі, Мозамбіці, Малаві, Замбії, Зимбабве, Руанді та Бурунді.

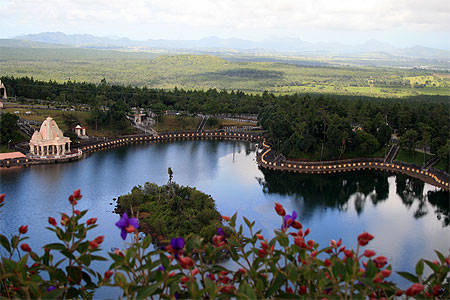
Священне озеро Ганга-Талао (Гран-Бассен) на Маврикії
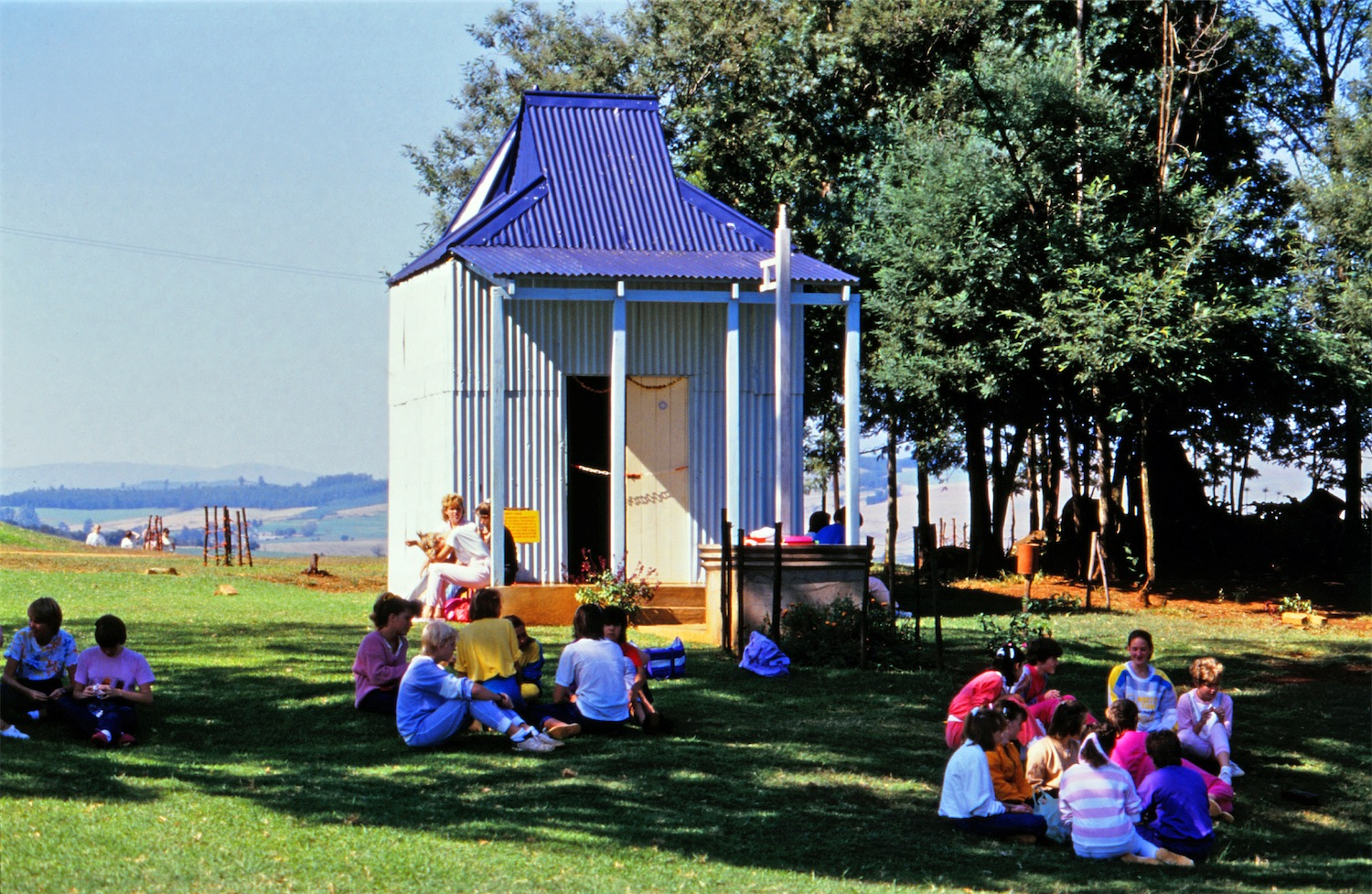
Перший індуїстський храм в Африці, 1875 рік
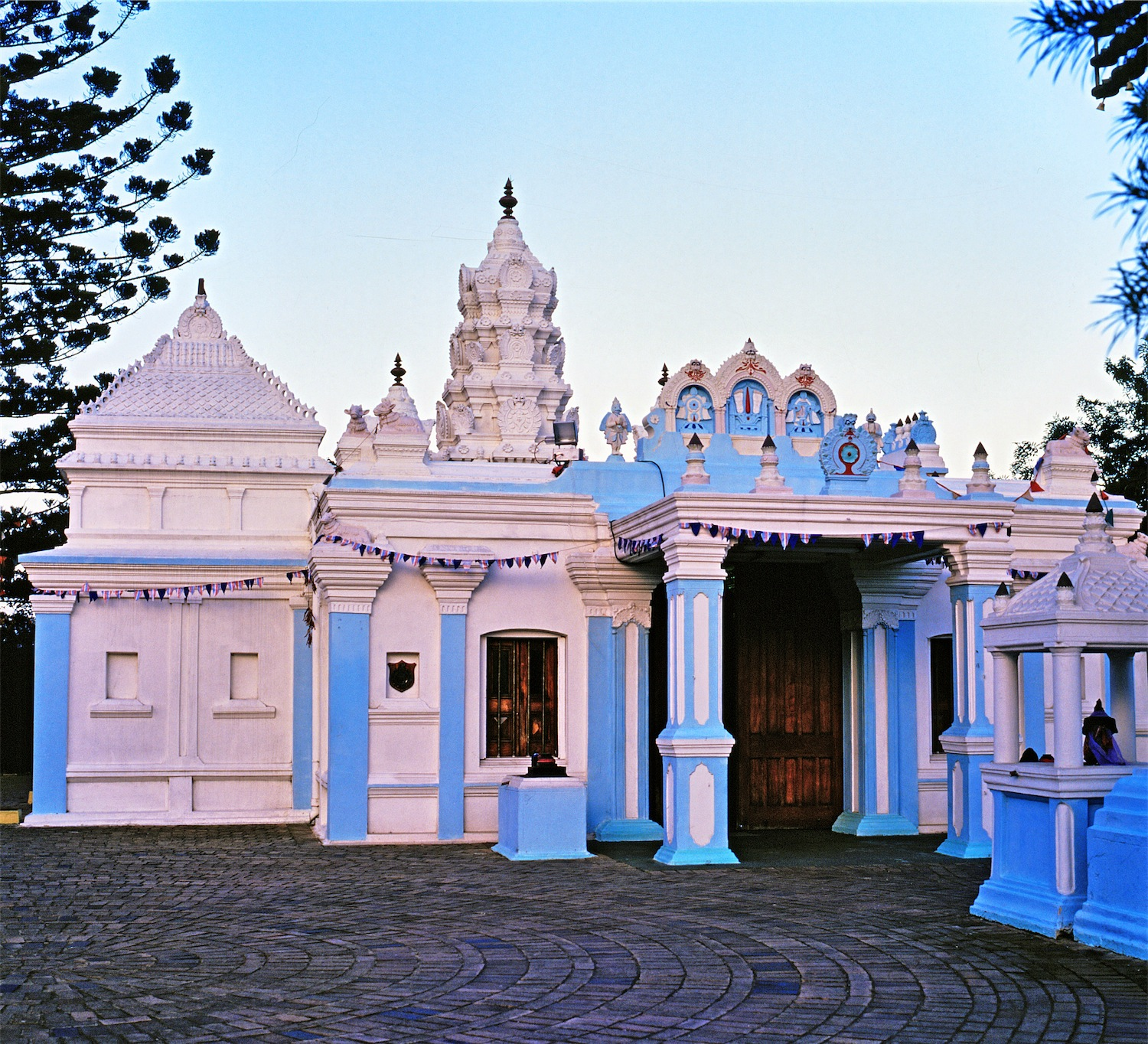
Індуїстський храм в Дурбані, ПАР
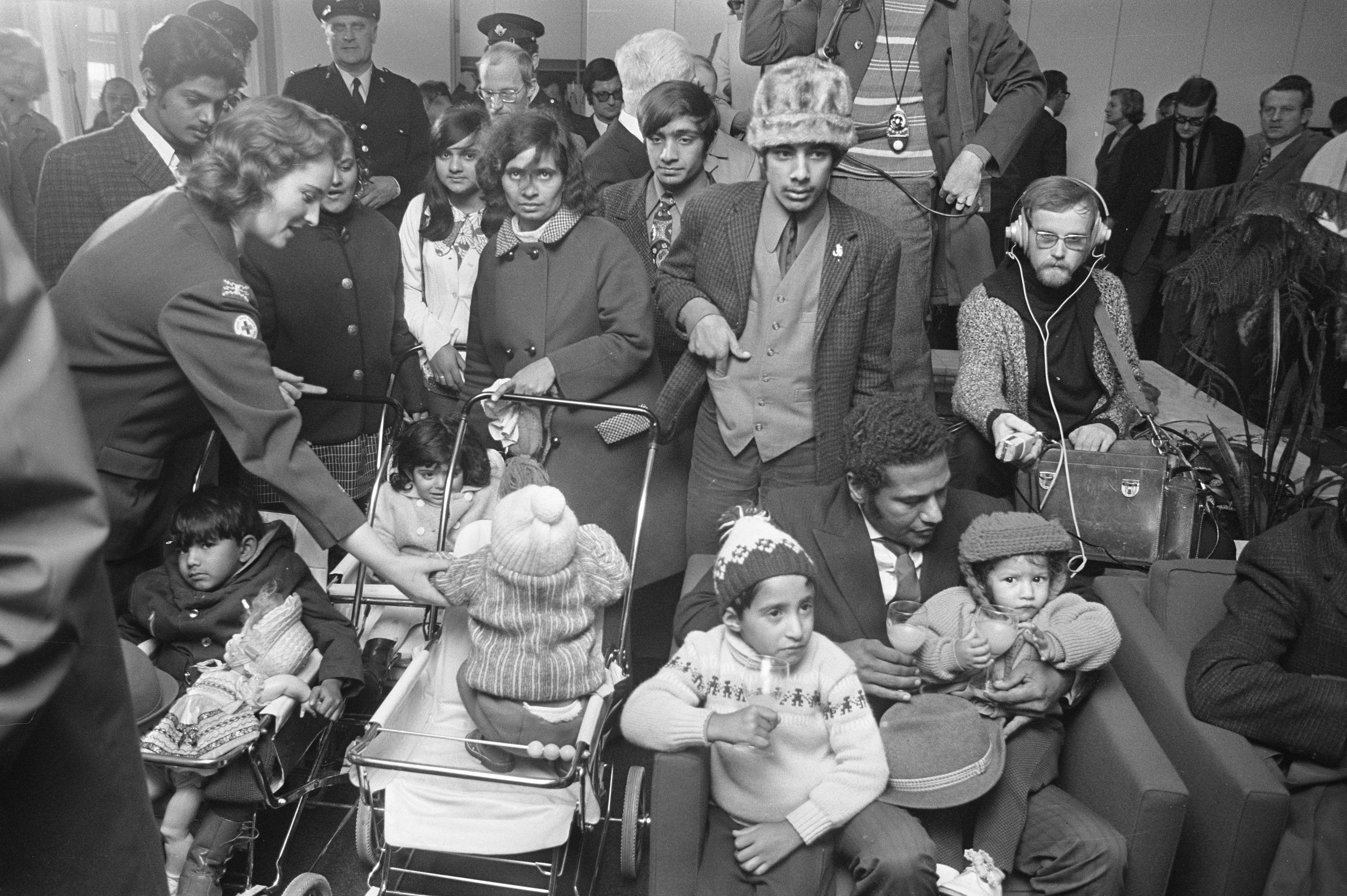
Біженці з Уганди в аеропорту Схіпхол, Нідерланди
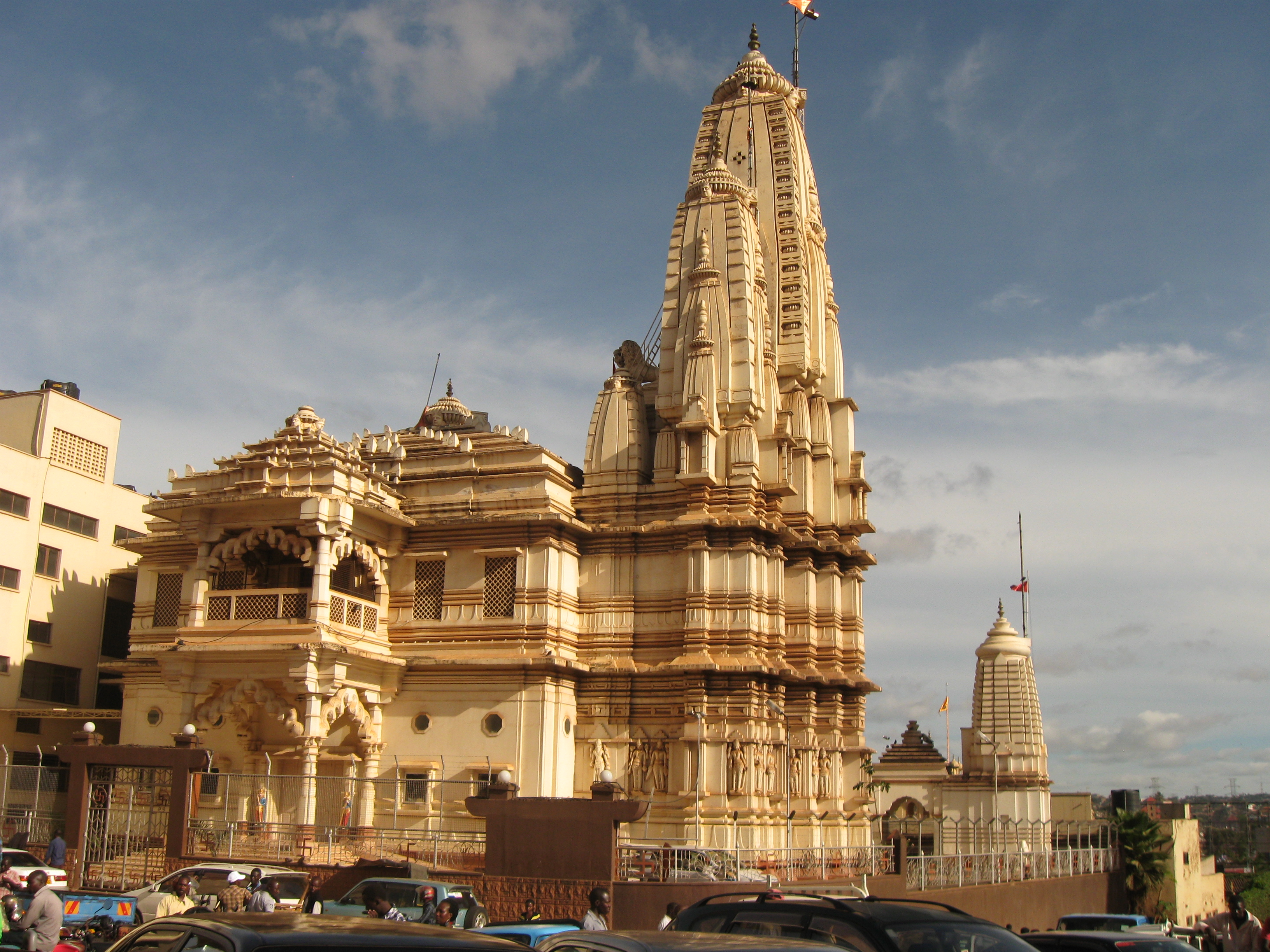
Індуїстський храм в Кампалі, Уганда

Індуїзм не месіанська релігія, тому її поширення здебільшого пов'язане з розширенням етнічних громад вихідців з Індії. Хоча наприкінці XX століття відбулися певні зрушення в бік прозелітства. Це діяльність Свамі Ганананди, робота місіонерів Міжнародного товариства свідомості Крішни (ISKCON) у Південно-Африканській Республіці, Уганді та Нігерії.

## Буддизм

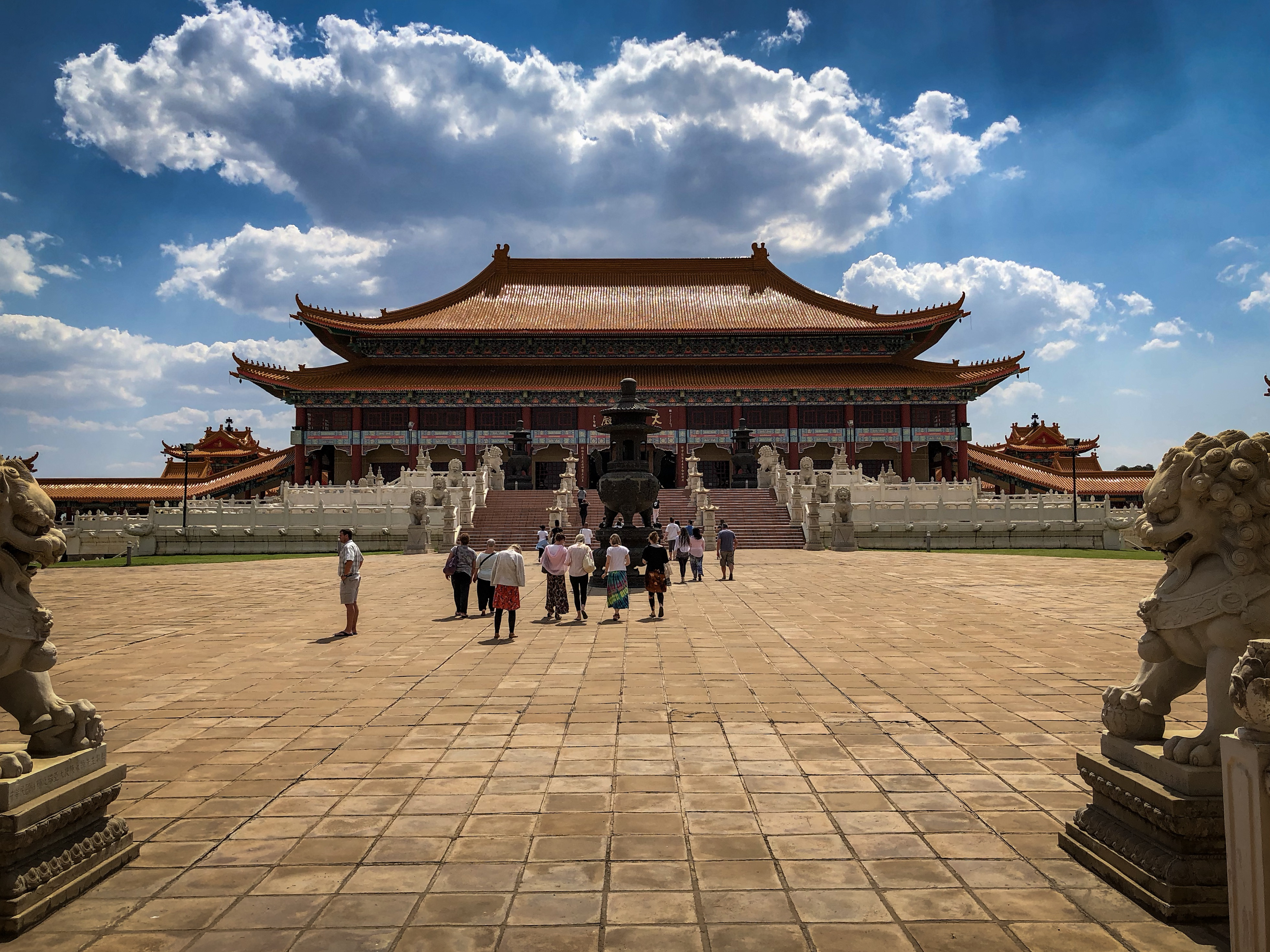
Нанхуа, найбільший буддистський храм в Африці, Бронкгорстспрейт, ПАР

Буддизм на континенті сповідує дуже незначна частка населення, близько 250 тис. вірян (оцінка 2010 року). Переважно це вихідці з Китаю та Південно-Східної Азії, що мігрували до Південної Африки (ПАР) та на острови Індійського океану (Маврикій, Реюньйон). Окрім буддизму вони також сповідують даосизм і традиційну китайську релігію (до 130 тис. вірян, за оцінкою 2010 року).
Найбільша громада буддистів мешкає в ПАР (190 тис. вірян), значні громади також в Танзанії (33 тис.), Лівії (20 тис.), Алжирі (17 тис.), Нігерії (12 тис.), на Маврикії (20 тис.) та Мадагаскарі (15 тис.). Найбільша частка буддистів серед вірян на Маврикії — 1,5-2 %.

## Бахаїзм

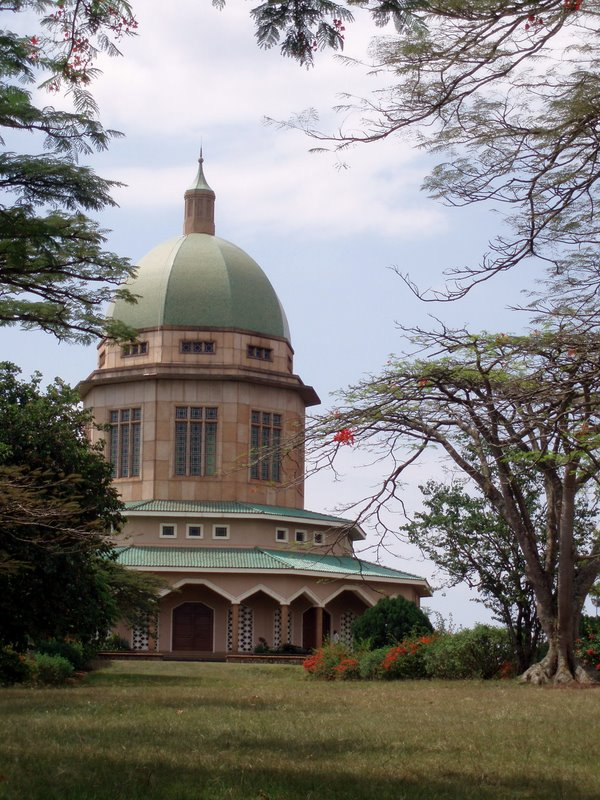
Бахаїський храм в Кампалі, Уганда

Історія бахаїзму тісно пов'язана із африканським континентом від самого свого початку, Бахаулла 1863 року відвідав Єгипет під час конвоювання до в'язниці в Акко. За його дорученням Набіл-і-Азам, до свого ув'язнення 1868 року, здійснював місіонерську діяльність в цій країні. Наприкінці XIX століття успішну прозелітичну діяльність вів Мірза Абул-Фадл, а Абдул-Баха, що замінив свого батька Бахауллу після його смерті на посаді голови релігійної громади, прожив у Єгипті кілька років. Наступник Абдул-Бахи, Шогі Ефенді подорожував Африкою в 1929 і 1940 році. Упродовж 1924—1960 років віра була офіційно зареєстрована в Єгипті, але пізніше заборонена і переслідувалася владою. Релігійний рух зазнав особливого піднесення в 1950-1960-х роках, коли 1953 року бахаїсти оголосили «Десятирічний хрестовий похід» до країн Тропічної Африки. У 2006—2209 роках єгипетські бахаїсти зазнали переслідувань в Єгипті через проблему з впровадженням ідентифікаційних карток. Їхні будинки підпалювали, родинами виганяли з поселень. Бахаїсти Африки проводять традиційні регіональні конференції, на яких вони планують програми розвитку місцевих громад.
Найчисельніші релігійні громади бахаїстів 2010 року розміщувались в Кенії (512,9 тис. вірян), ДР Конго (282,9 тис.), ПАР (238,5 тис.), Замбії (190,4 тис.). Вони входять в десятку найбільших бахаїстських громад світу. Найбільша частка серед прихильників інших вірувань у бахаїстів на Маврикії (1,8 % від загальної кількості населення) в Замбії (1,8 %) та Кенії (1,0 %).

## Нерелігійність
Під нерелігійністю загалом розуміють не віднесення себе до будь-якої традиційної релігії, або сповідування різноманітних філософських ідей, що заперечують надприродне, або таке мислення, що лежить в рамах раціонального (агностицизм, атеїзм, деїзм, скептицизм, світський гуманізм, ігностицизм, раціоналізм). Ідеї нерелігійності в Африці мають багатотисячолітню історію, найактивніші сліди яких ми простежуємо в античні часи. Значна кількість африканських філософських ідей, серед яких «убунту», дали свої пагони у світському гуманізмі. Від 1950-1960-х років течія нерелігійних рухів у Африці набуває все більшої популярності серед молодих людей, що отримали європейську освіту. Особливо цьому сприяли ідеї комунізму, соціалізму та антиколоніального руху, що набули вагомого впливу на континенті після Другої світової війни. Найбільше нерелігійних людей (за оцінкою Геллапу) спостерігається в Південній, зокрема в Південно-Африканській Республіці (20 %), Ботсвані (16 %), Мозамбіці (13 %), Анголі (10 %), Намібії (8 %) і Зімбабве, та Північній Африці, Алжирі й Судані (9 %).

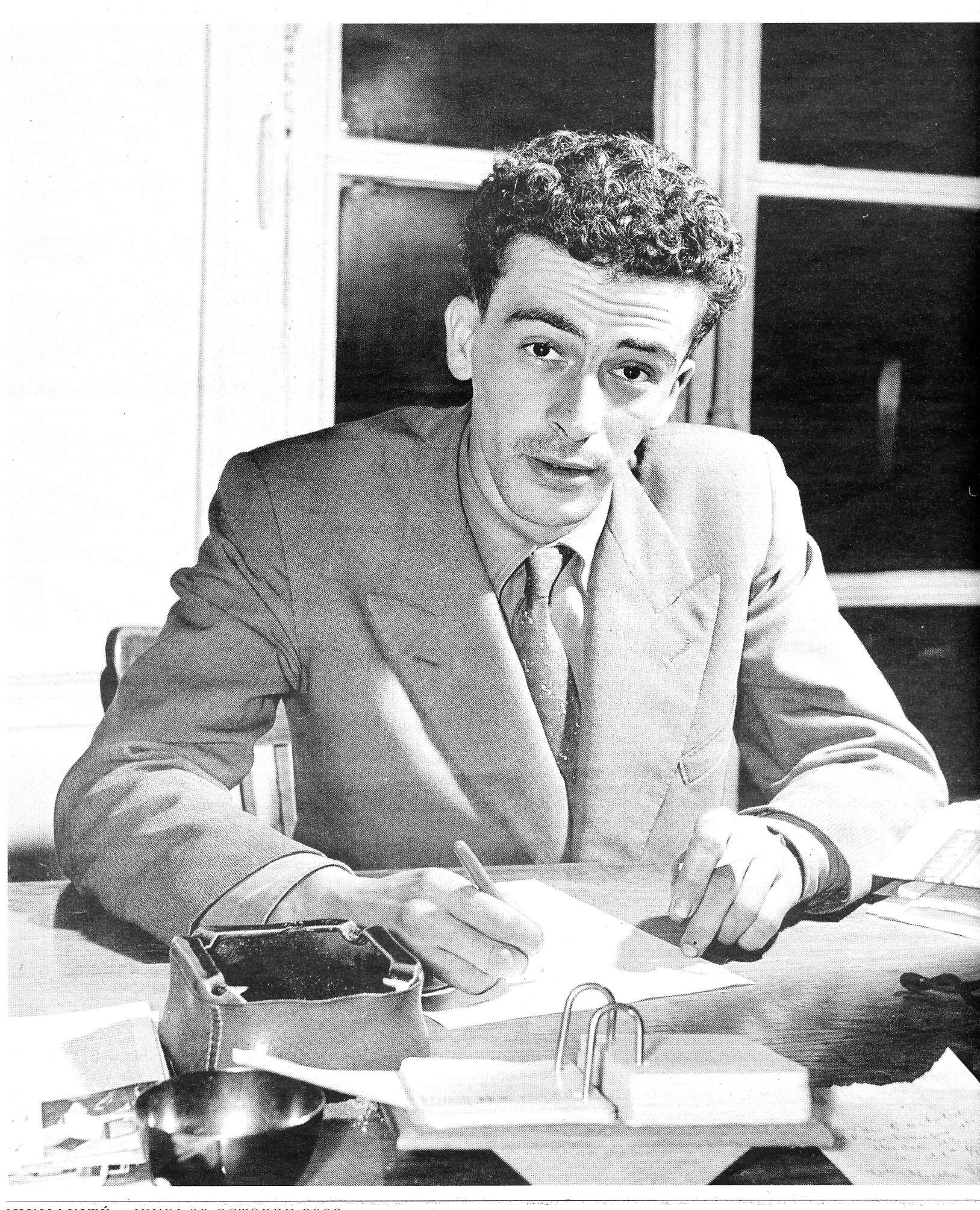
Катеб Ясін
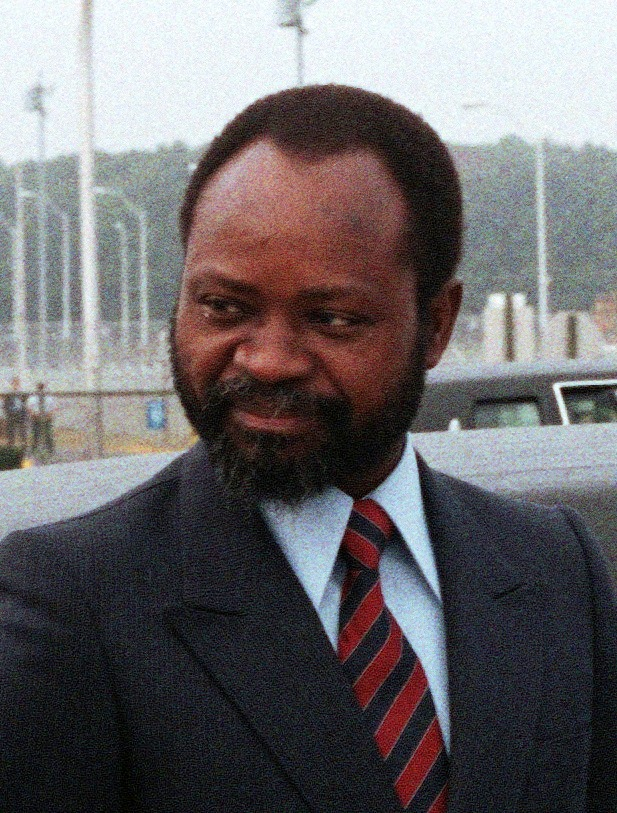
Самора Машел
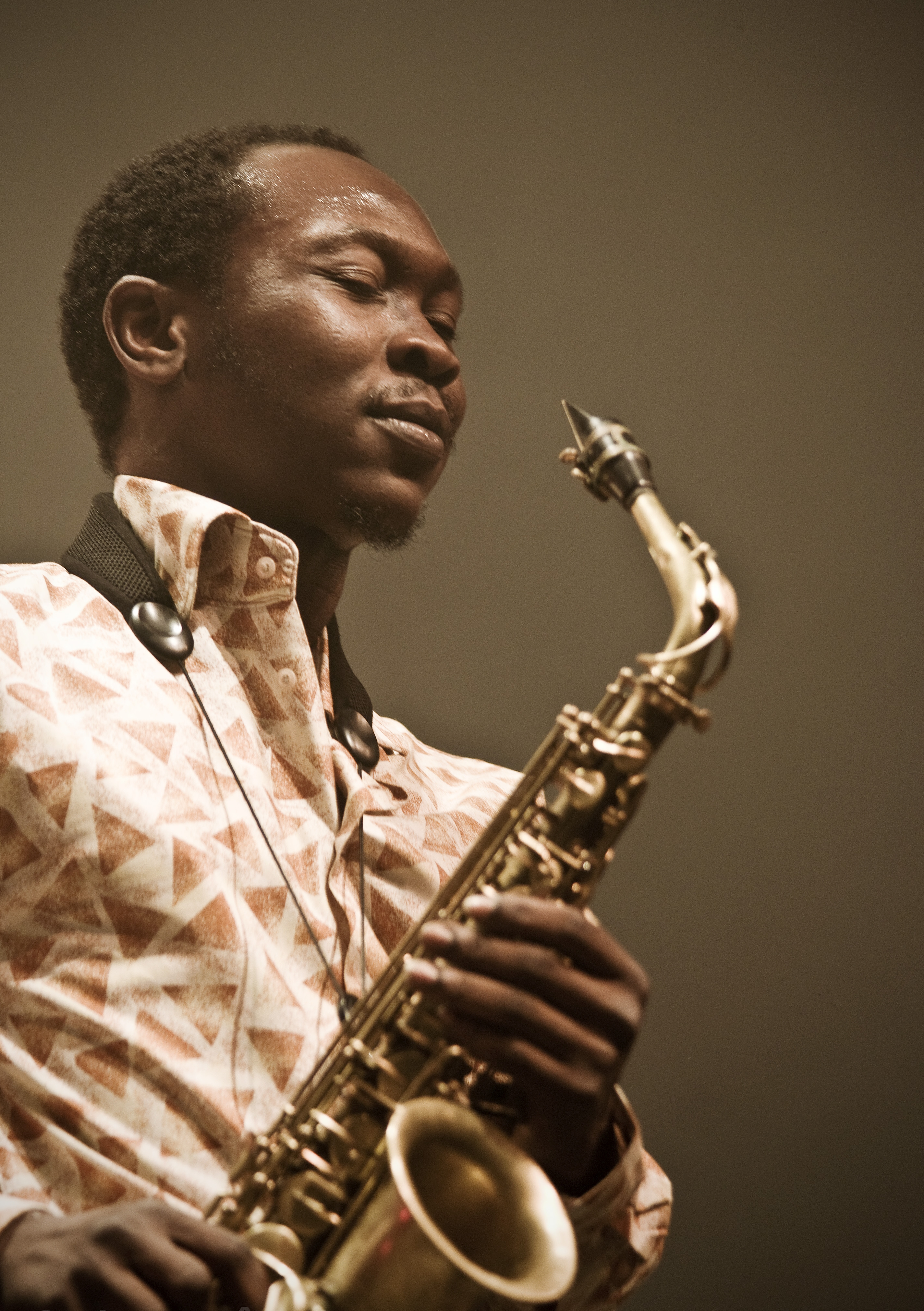
Шон Куті
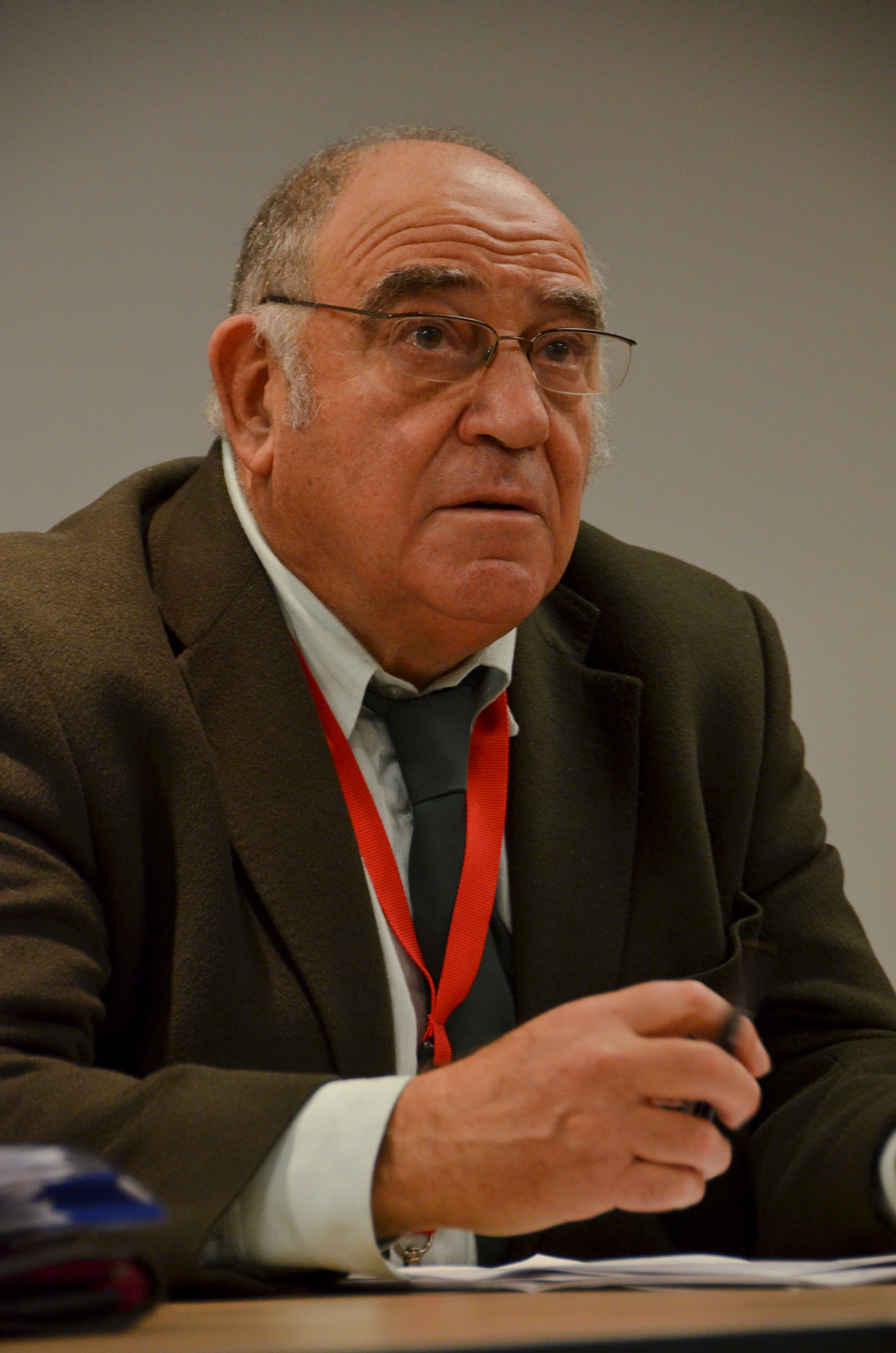
Ронні Касрілс
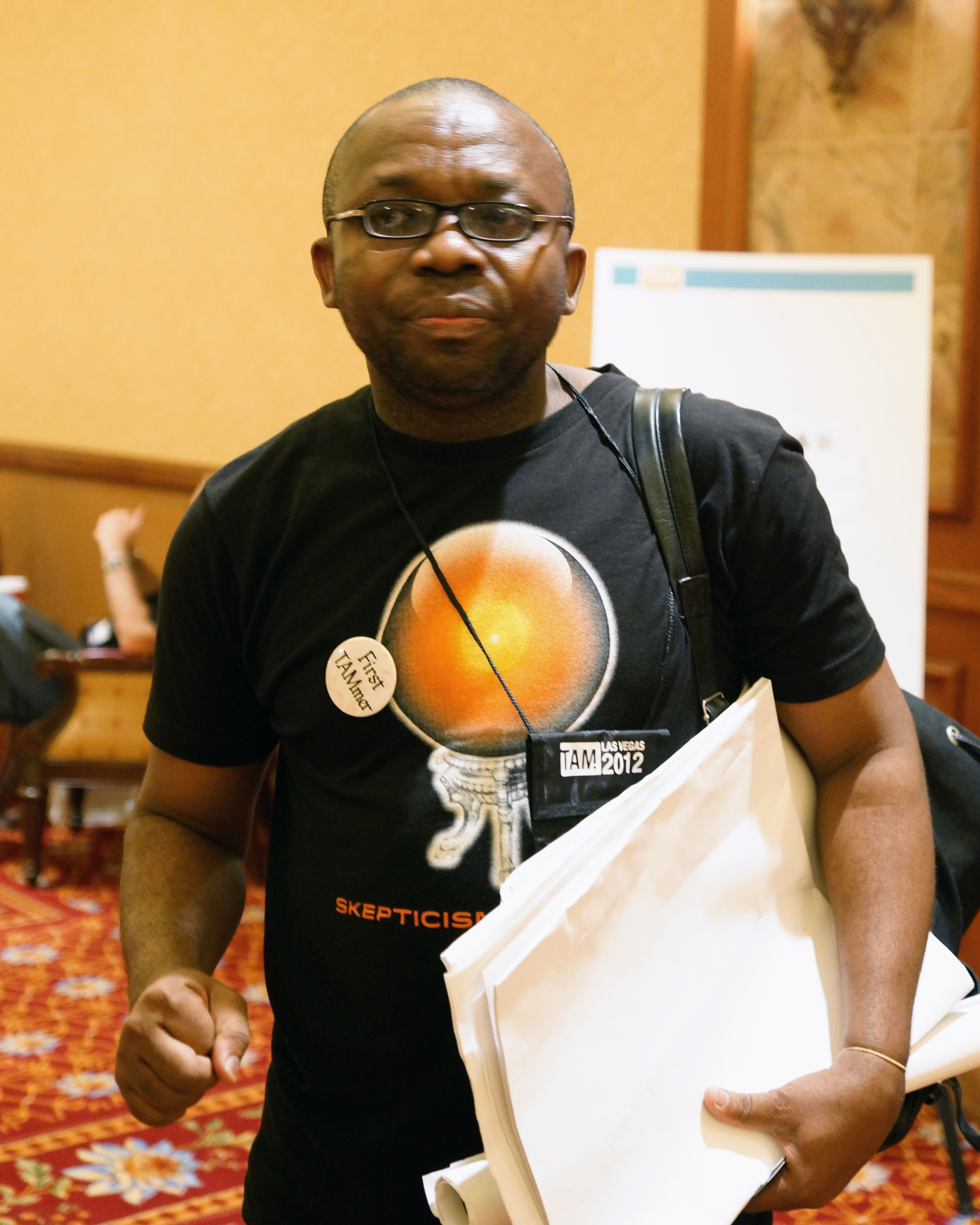
Лео Ігве
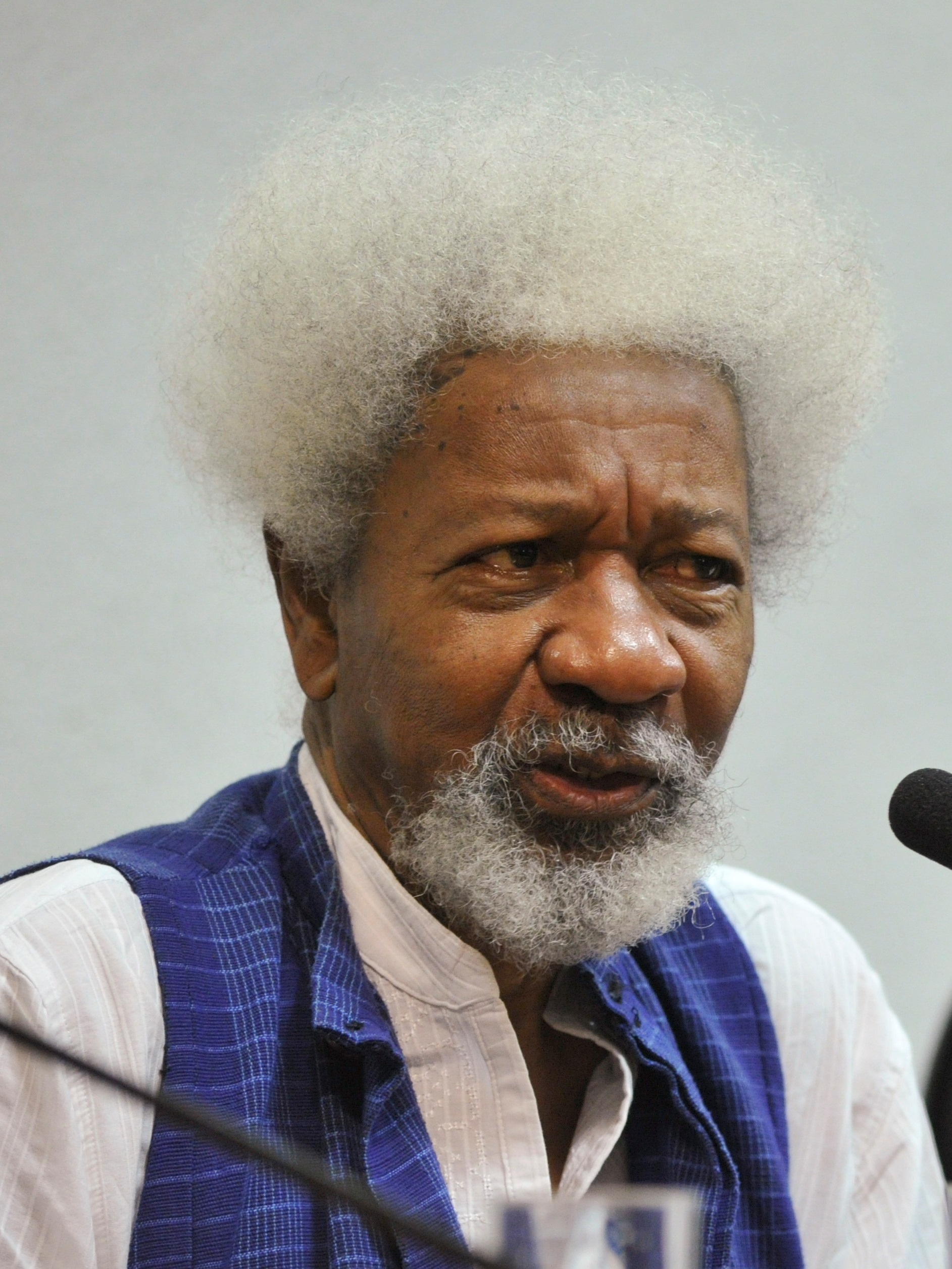
Воле Шоїнка
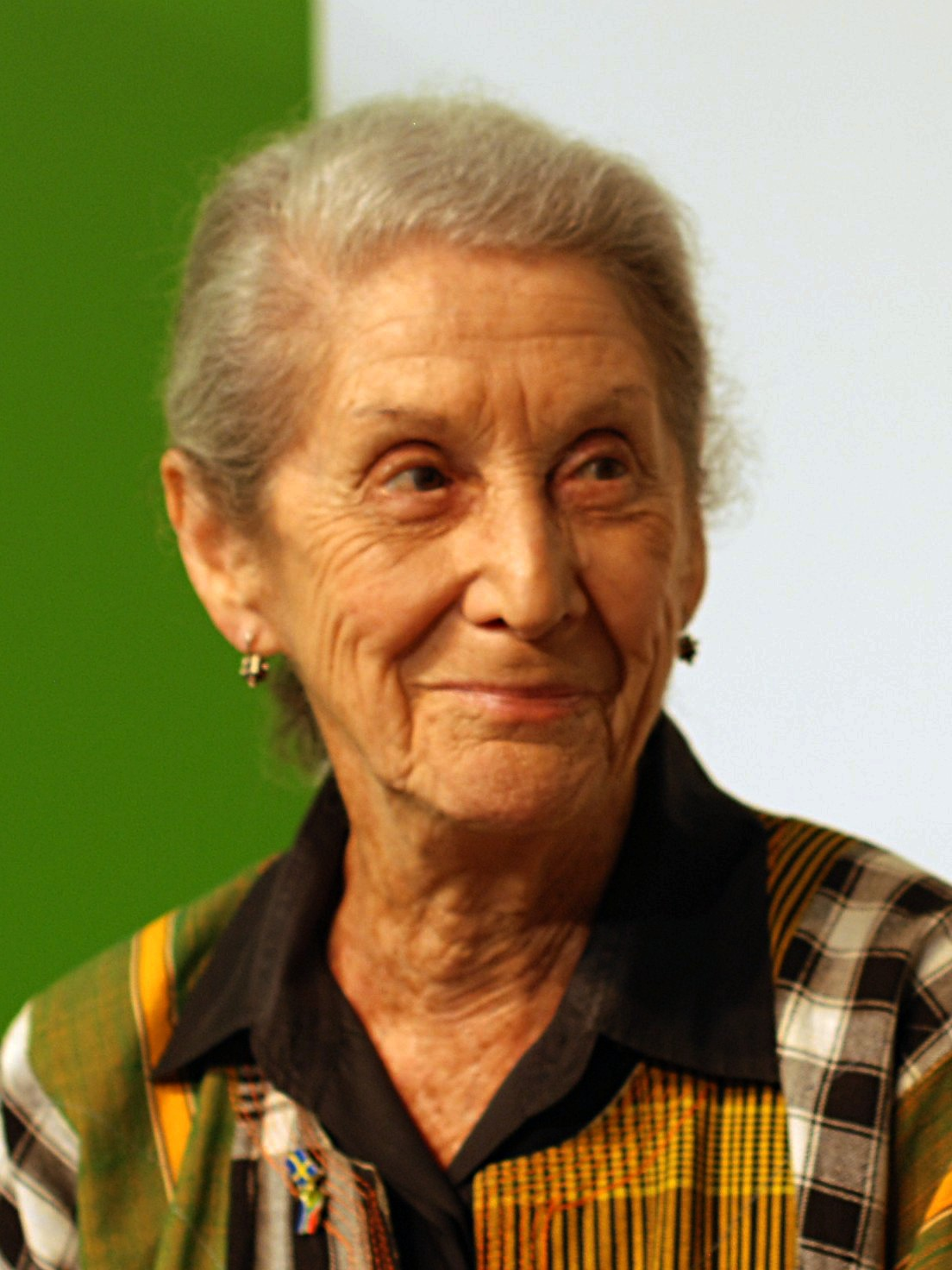
Надін Гордімер

Відомими представниками цих філософських течій є: єгипетська феміністка Алія Магда Ельмагді, кенійський економіст, батько американського президента Барак Обама старший, танзанійський політик Кінгунге Нгомбале-Мвіру, нігерійський правозахисник Лео Ігве, алжирські письменник Рашид Буджедра та прозаїк і драматург Катеб Ясін, південноафриканська письменниця Надін Гордімер, борці з апартеїдом Ронні Касрілс і Закі Ахмат, президент Мозамбіку Самора Машел, нігерійський музикант Шон Куті, нігерійський письменник і педагог Тай Соларін, нігерійський письменник і лауреат Нобелівської премії Воле Шоїнка, марокканський журналіст та правозахисник Зінеб Ель Разуї.

## Статистика
| Регіон  | Населення   | Релігії      | Релігії | Релігії              | Релігії | Релігії | Релігії | Релігії | Нерелігійність | Нерелігійність |
| Регіон  | Населення   | християнство | іслам   | традиційні вірування | індуїзм | бахаїзм | юдаїзм  | буддизм | загалом        | атеїзм         |
| ------- | ----------- | ------------ | ------- | -------------------- | ------- | ------- | ------- | ------- | -------------- | -------------- |
| Північ  | 209 948 396 | 9,0 %        | 87,6 %  | 2,2 %                | 0,0 %   | 0,0 %   | 0,0 %   | 0,0 %   | 1,1 %          | 0,1 %          |
| Захід   | 274 271 145 | 35,3 %       | 46,8 %  | 17,4 %               | 0,0 %   | 0,1 %   | 0,0 %   | 0,0 %   | 0,3 %          | 0,0 %          |
| Центр   | 118 735 099 | 81,3 %       | 9,6 %   | 8,0 %                | 0,1 %   | 0,4 %   | 0,0 %   | 0,0 %   | 0,6 %          | 0,0 %          |
| Схід    | 302 636 533 | 62,0 %       | 21,1 %  | 15,6 %               | 0,5 %   | 0,4 %   | 0,0 %   | 0,019 % | 0,3 %          | 0,0 %          |
| Південь | 50 619 998  | 82,0 %       | 2,2 %   | 9,7 %                | 2,1 %   | 0,7 %   | 0,1 %   | 0,035 % | 2,7 %          | 0,3 %          |

| Країна                           | Населення   | Мусульмани | Мусульмани  | Християни | Християни   | Інші  | Інші        |
| Країна                           | Населення   | %          | чисельність | %         | чисельність | %     | чисельність |
| -------------------------------- | ----------- | ---------- | ----------- | --------- | ----------- | ----- | ----------- |
| Алжир                            | 42 200 000  | 99,0       | 41 780 000  | 0,28      | 119 128     | 0,02  | 8509        |
| Ангола                           | 29 250 009  | 10,0       | 292 500     | 95,0      | 27 787 508  | 40,0  | 1 170 000   |
| Бенін                            | 11 362 269  | 27,7       | 3 147 348   | 48,5      | 5 510 700   | 22,6  | 2 567 872   |
| Ботсвана                         | 2 302 878   | 0,6        | 13 817      | 79,1      | 1 821 576   | 20,3  | 467 484     |
| Буркіна-Фасо                     | 20 244 080  | 61,5       | 12 450 109  | 29,8      | 6 032 735   | 8,7   | 1 761 234   |
| Бурунді                          | 10 681 186  | 10,0       | 1 068 118   | 65,0      | 6 942 770   | 25,0  | 2 670 296   |
| Габон                            | 2 067 561   | 10,0       | 206 756     | 73,0      | 1 509 319   | 17,0  | 351 485     |
| Гамбія                           | 2 163 765   | 95,7       | 2 070 723   | 4,2       | 90 878      | 0,2   | 4327        |
| Гана                             | 29 614 337  | 18,0       | 5 330 580   | 71,0      | 21 026 179  | 11,0  | 3 257 577   |
| Гвінея                           | 11 883 516  | 86,2       | 10 243 590  | 9,7       | 1 152 701   | 4,1   | 487 224     |
| Гвінея-Бісау                     | 1 584 763   | 45,1       | 714 728     | 22,1      | 350 232     | 32,8  | 519 802     |
| Джибуті                          | 1 049 001   | 97,0       | 1 017 530   | 3,0       | 31 470      | н. д. | н. д.       |
| Екваторіальна Гвінея             | 1 222 442   | 10,0       | 1 222 442   | 86,0      | 1 051 300   | 4,0   | 48 897      |
| Еритрея                          | 5 200 000   | 36,0       | 1 872 000   | 63,0      | 3 276 000   | 1,0   | 52 000      |
| Есватіні                         | 1 300 000   | 1,0        | 13 000      | 90,0      | 1 170 000   | 9,0   | 117 000     |
| Ефіопія                          | 105 000 000 | 34,0       | 35 700 000  | 63,0      | 66 150 000  | 3,0   | 3 150 000   |
| Єгипет                           | 97 521 500  | 94,7       | 92 352 860  | 5,3       | 5 168 639   | н. д. | н. д.       |
| Замбія                           | 16 887 720  | 1,0        | 168 877     | 87,0      | 14 692 316  | 12,0  | 2 026 526   |
| Західна Сахара                   | 567 421     | 99,99      | 567 321     | 0,01      | 100         | н. д. | н. д.       |
| Зімбабве                         | 14 848 905  | 3,0        | 445 467     | 84,0      | 12 473 080  | 13,0  | 1 930 357   |
| Кабо-Верде                       | 544 081     | 2,0        | 10 881      | 85,0      | 462 468     | 13,0  | 70 730      |
| Камерун                          | 23 794 164  | 30,0       | 7 138 249   | 65,0      | 15 466 206  | 5,0   | 1 189 708   |
| Кенія                            | 50 000 000  | 11,0       | 5 500 000   | 85,0      | 42 500 000  | 4,0   | 2 000 000   |
| Коморські Острови                | 850 688     | 98,3       | 836 226     | 0,7       | 5954        | 1,0   | 8506        |
| ДР Конго                         | 84 004 989  | 15,0       | 12 600 748  | 78,0      | 65 523 891  | 7,0   | 5 880 349   |
| Республіка Конго                 | 5 399 895   | 1,6        | 86 398      | 79,0      | 4 265 917   | 19,4  | 1 047 579   |
| Кот-д'Івуар                      | 24 571 044  | 42,9       | 10 540 977  | 33,9      | 8 329 583   | 23,2  | 5 700 482   |
| Лесото                           | 2 263 010   | 0,1        | 2263        | 80,0      | 1 810 408   | 19,9  | 450 338     |
| Ліберія                          | 4 382 387   | 20,0       | 876 477     | 40,0      | 1 752 954   | 40,0  | 1 752 954   |
| Лівія                            | 6 470 956   | 99,0       | 6 410 956   | 1,0       | 60 000      | 0,1   | 6470        |
| Маврикій                         | 1 264 887   | 17,3       | 218 825     | 32,7      | 413 618     | 50,0  | 632 443     |
| Мавританія                       | 3 984 233   | 99,9       | 3 979 733   | 0,01      | 4500        | н. д. | н. д.       |
| Мадагаскар                       | 26 262 810  | 10,0       | 2 626 281   | 40,0      | 10 505 124  | 50,0  | 13 131 405  |
| Майотта                          | 256 518     | 98,8       | 253 439     | 1,2       | 3078        | н. д. | н. д.       |
| Малаві                           | 17 931 637  | 20,0       | 3 586 327   | 79,9      | 14 327 377  | 0,1   | 17 931      |
| Малі                             | 19 107 706  | 95,0       | 18 152 320  | 2,4       | 458 584     | 2,6   | 496 800     |
| Марокко                          | 34 779 400  | 99,1       | 34 466 385  | 0,9       | 313 014     | н. д. | н. д.       |
| Мозамбік                         | 28 861 863  | 20,0       | 11 544 745  | 60,0      | 14 430 931  | 10,0  | 2 886 186   |
| Намібія                          | 2 413 643   | 0,4        | 9654        | 85,0      | 2 051 596   | 15,0  | 362 046     |
| Нігер                            | 21 466 863  | 98,3       | 21 101 926  | 1,0       | 214 668     | 0,7   | 150 268     |
| Нігерія                          | 191 000 000 | 50,0       | 95 500 000  | 50,0      | 95 500 000  | н. д. | н. д.       |
| ПАР                              | 57 725 600  | 1,9        | 1 096 786   | 79,7      | 46 007 303  | 18,5  | 10 679 236  |
| Південний Судан                  | 12 323 419  | 20,0       | 2 464 683   | 60,5      | 7 455 668   | 19,5  | 2 403 066   |
| Реюньйон                         | 865 826     | 4,2        | 36 364      | 84,8      | 734 220     | 11,0  | 95 240      |
| Руанда                           | 12 001 136  | 4,8        | 576 054     | 93,4      | 11 209 061  | 1,8   | 216 020     |
| Сан-Томе і Принсіпі              | 197 700     | 3,0        | 5931        | 96,0      | 189 792     | 1,0   | 1977        |
| Сейшельські Острови              | 94 205      | 1,1        | 1036        | 93,1      | 87 704      | 5,8   | 5463        |
| Сенегал                          | 15 726 037  | 96,1       | 15 112 721  | 3,6       | 566 137     | 0,3   | 47 178      |
| Сомалі                           | 15 181 925  | 99,8       | 15 171 925  | 0,02      | 10 000      | н. д. | н. д.       |
| Судан                            | 40 810 080  | 97,0       | 39 585 777  | 3,0       | 1 224 302   | н. д. | н. д.       |
| Сьєрра-Леоне                     | 7 719 729   | 78,6       | 6 067 706   | 20,8      | 1 605 703   | 0,5   | 38 598      |
| Танзанія                         | 55 000 000  | 35,0       | 19 250 000  | 61,0      | 33 550 000  | 4,0   | 2 200 000   |
| Того                             | 7 352 000   | 20,0       | 1 470 400   | 29,0      | 2 132 080   | 51,0  | 3 749 520   |
| Туніс                            | 11 446 300  | 99,0       | 11 423 407  | 0,4       | 40 000      | 0,6   | 43 150      |
| Уганда                           | 38 823 100  | 14,0       | 5 435 234   | 81,0      | 31 446 711  | 5,0   | 1 941 155   |
| Центральноафриканська Республіка | 4 737 423   | 15,0       | 710 613     | 50,0      | 2 368 711   | 35,0  | 1 658 098   |
| Чад                              | 15 353 184  | 58,0       | 8 904 846   | 41,0      | 6 294 805   | 1,0   | 153 531     |